# Архитектура Владивостока
Архитектура Владивостока — комплекс исторически сложившейся застройки и планировки, совокупность зданий, сооружений и архитектурных стилей города Владивостока.
Исторически Владивосток развивался по канонам европейских архитектурных традиций. На сегодняшний день в городе насчитывается около 500 архитектурных памятников и более 100 фортификационных сооружений Владивостокской крепости.

## Основные этапы застройки города

### Основание Владивостока

#### Начало основания
20 июня (2 июля) 1860 года транспорт Сибирской флотилии «Манджур» под командованием капитан-лейтенанта Алексея Карловича Шефнера вошёл в бухту Port May впоследствии переименованную в Золотой Рог. В тот день на высоком флагштоке был поднят андреевский флаг, возвестивший об основании на этом месте русского военного поста Владивосток. Таким образом на основании разведданных генерал-майора, графа Николая Павловича Игнатьева, Посланника Е. И. В. Александра II в Китае Генерал-губернатор Восточный Сибири граф Николай Николаевич Муравьев-Амурский смог упредить действия военного флота Англии по расширению границ. До основания поста местность эта не была заселена, а берега бухты были покрыты густым лесом. Гарнизон нового поста высадился на берег там, где сегодня расположен сад Краевой физиотерапевтической больницы (ул. Светланская, 38).

#### 1860—1866. Первые строения

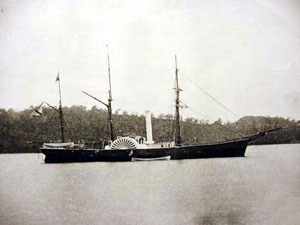
Пароход-корвет «Америка» в бухте Золотой Рог. 1860-е годы.

Первоначально в месте высадки были поставлены несколько палаток, а позже возведено первое строение — деревянный домик, в котором поселился начальник поста Николай Комаров и расположились кухня, казармы и провиантский склад. В августе 1860 года, в бухту зашёл корвет «Гридень», доставивший пополнение гарнизона и необходимый для зимовки провиант. Корвет остался в бухте на зимовку и офицеры с матросами возвели ещё несколько зданий — офицерский дом, вторую казарму, склад. Прибывший на транспорте приказчик Амурской торговой компании открыл первую лавку. Все постройки были возведены из имевшегося на берегу бухты леса.
В следующем году пост посетили несколько кораблей, продолжилось строительство: была возведена деревянная пристань, несколько зданий и складов. У подножия Орлиной сопки был возведён первый госпиталь, недалеко от поста — церковь Успения Св. Богородицы, которая оставалась единственным православным храмом города до 1876 года. По описаниям писателя Всеволода Крестовского, церковь не имела ничего общего с общепринятым представлением о православном храме на тот момент и скорее напоминала «простой сарай… …если бы не главка с маленьким крестиком». От поста до церкви была прорублена просека, которая впоследствии стала главной улицей города.
С 1862 года Владивосток стал именоваться портом. Выгодное географическое положение привлекает в порт переселенцев, появляются гражданские строения. В 1864 году из Николаевска во Владивосток переводят Управление южных гаваней, для которого строится первое здание адмиралтейства. В первое десятилетие, застраивалась только северная часть бухты Золотой Рог от подножия сопки Тигровой до оврага (у дома № 85 по ул. Стеланской). Застройка была чрезвычайно разреженной. Журналист Николай Матвеев-Амурский так описывал Владивосток той поры:

В 1866 году здесь была почти полная тайга. По горам, где теперь нет ни кустика, стоял сплошной многовековой лес. Там, где сейчас дом командира порта, стоял домик постового начальника, два-три частных дома, магазин и кабак; где сейчас Морское собрание — поселок, фанза, изба купца и кабак; где сейчас магазины адмиралтейства — гридненские казармы, кабак и несколько домиков. Между ними — церковь, окруженная лесом, и к ней вела тропинка…— Журналист Николай Матвеев-Амурский.
К 1866 году во Владивостоке было отстроено 10 казенных и 34 частных дома, церковь, 12 лавок и магазинов, 15 китайских фанз и 9 нежилых строений поста.

### 1866—1880. Начало регулярной застройки

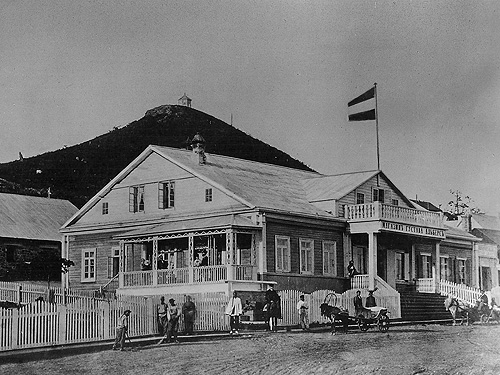
Магазин Густава Альберса, 1876 год.

Ещё в 1866 году землемером Любинским был составлен первый план застройки будущего города, однако он не был осуществлён, так как мешал интересам застройщиков. В 1868 году в порту насчитывалось уже около сотни зданий, а самым удалённым от центра строением стал новый морской госпиталь, возведённый в Гнилом Углу в 1869 году. Первый корпус госпиталя стал первым каменным строением Владивостока. Он был возведён из кирпича, привезённого кораблями из Китая.
В первой половине 1870-х, вследствие перевода главного порта из Николаевска, Владивосток начинает развиваться, становится торговым центром. К середине десятилетия застройка, прилегающая к портовой зоне, становится более плотной, к вершинам сопок протягиваются первые поперечные Светланской улицы — Китайская, Суйфунская, Прудовая. Осваивается новый район от Жариковского оврага до Гнилого Угла, в котором развивается селитебная часть города: Офицерская, или Экипажная, Матросская и Докторская слободки.
15 сентября 1874 года, приказом генерал-губернатора Восточной Сибири и Дальнего Востока, во Владивостоке образуется комиссия по устройству города. В следующем году была учреждена Дума города, при которой образован комитет по благоустройству и строительству. На первом заседании комитет принимает решение о систематической застройке района, отделённого от центра города оврагом на склонах горы Тигровой, а также решение о строительстве кафедрального собора (Успенский собор).

### 1880—1889. Развитие каменного строительства

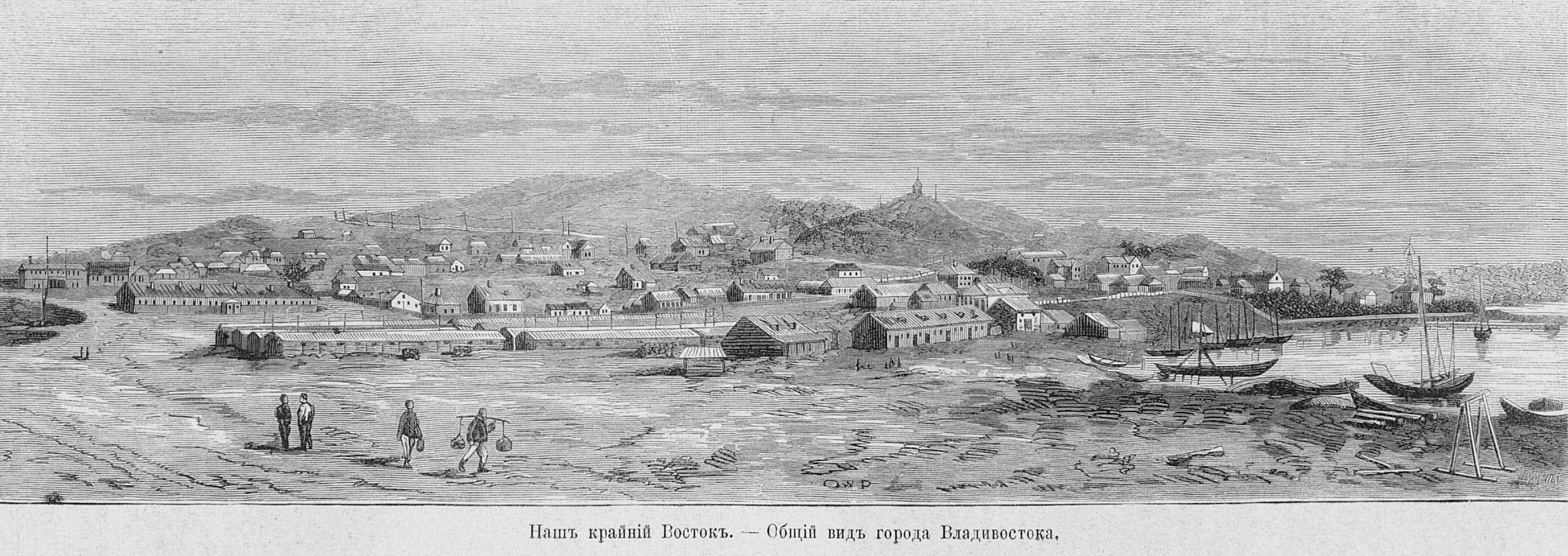
Общий вид Владивостока, 1880 год.

В 1880 году было организовано регулярное морское сообщение между Владивостоком и Европейской частью России, что послужило к активному росту переселенчества и развитию города. В 1883 году начало свою деятельность Переселенческое управление, возглавляемое Фёдором Буссе. Одновременно с этим, наблюдался большой приток в город китайцев и корейцев. Последние основали на берегу Амурского залива собственное поселение — Корейскую слободку, получив вскоре подданство Российской империи.
В начале 80-х гг. отличительной чертой застройки Владивосток было отсутствие каменных строений, за исключением казарм, складов морского ведомства и морского госпиталя. Развитию каменного строительства мешали постоянные слухи о переводе порта в заливы Ольги или Посьет, в то время, как от него зависела вся жизнь поселения. Первый частный каменный дом был выстроен лишь в 1881 году на Светланской улице отставным лейтенантом Зотовым. Чтобы изменить положение, губернатор обратился к жителям с воззванием, в котором опроверг слухи, что положительно сказалось на развитии каменного строительства.
В первой половине 1880-х гг. крупные торговые фирмы «Кунст и Альберс» и «Диксан и К°» построили каменные здания своих управлений и магазинов, Джеймс Де Фриз возвёл гостиницу «Отель де Лувр», коммерсант и подрядчик Отто Рейн — лютеранскую церковь святого Павла и дом пастора рядом с ней. К концу десятилетия начинает более плотно застраиваться центр города, постройки усадебного типа уступают место городским домам. Светланская, Алеутская, Суйфунская, Пекинская, Китайская улицы застраиваются уже двух- и трехэтажными домами.

### 1889—1900. Расцвет градостроительства
В 1889 году начался новый этап в градостроительстве Владивостока, характеризовавшийся значительным строительством и физическим ростом. Период «расцвета девяностых годов» был отражением промышленного подъёма в России, активным строительством железных дорог (Уссурийская железная дорога, КВЖД) и возведением Владивостокского коммерческого порта. Владивосток был объявлен крепостью, а его порт получил право режима порто-франко.
В 1894 году был построен первый железнодорожный вокзал (арх. П. Е. Базилевский, инженер и подрядчик Фаддей Емельянович Никлевич). Никлевич проектировал и строил как железнодорожный вокзал, так и почтовую контору, коммерческое училище, гостиницу «Гранд-Отель». С железнодорожным строительством было тесно связано и строительство портовое. В 1896 году состоялась торжественная закладка коммерческого порта, проект которого разработал инженер В. Е. Тимонов. Чуть позже вдоль берега полуострова Шкота началось строительство причальной линии и портовых сооружений. На Береговой улице было возведено здание управления порта.
Быстро росла селитебная часть города. В начале 90-х гг. возводятся административные здания (здание городской управы, резиденция губернатора, дом командующего флотом). Расширяют свою деятельность местные предприниматели; в городе строятся торговые склады и магазины, гостиницы и рестораны, меблированные комнаты и доходные дома. Фирма «Кунст и Альберс» возводит на Светланской главное здание своего магазина, при котором была сооружена первая в городе электростанция. Площадь Владивостока значительно увеличилась: в его черту вошли Тигровая батарея, Матросская и Докторская слободки. К концу десятилетия удобных для застройки участков в центре города уже не было. В эти годы происходит вытеснение полупатриархальных деревянных строений кирпичными. Некоторые из них сохранились до наших дней, как то: дом по ул. Уборевича, 13; гостиница «Сибирское подворье» купца Циммермана; здание казначейства по ул. Пушкинская, 21. Фасады, карнизы, оконные наличники и фронтоны этих зданий выделялись богатством пластики и художественной выразительности.
Между различными ведомствами велись споры и тяжбы из-за земель в городе. Чтобы ликвидировать трения, в 1895 году областное управление провело размежевание земель: земли по берегам бухты Золотой Рог, Улисс и Патрокл были отданы морскому ведомству, военное ведомство получило земли на полуострове Шкота, в Гнилом Углу и на полуострове Голдобина в районе мыса Чуркина. Остальные земли остались за городской управой, ведомством народного просвещения и духовным ведомством.
В эти годы активно застраивался центр города. Были возведены здания Русско-Китайского банка, гостиница «Централь», дома управляющих торговых фирм, здание штаба Владивостокской крепости, Собрание приказчиков. Открываются культурные и научные учреждения: кадетский корпус, Восточный институт, городской краеведческий музей, пастеровская станция, Народный дом имени А. С. Пушкина. Однако город при этом оставался грязным, пыльным, улицы были немощёные, единственный публичный сад находился в запущенном состоянии. Только в 1899 году была замощена часть улицы Светланской от здания управы до почтовой конторы. В тот же год были заложены скверы у памятника Невельскому, у Восточного института и у Вокзальной площади.

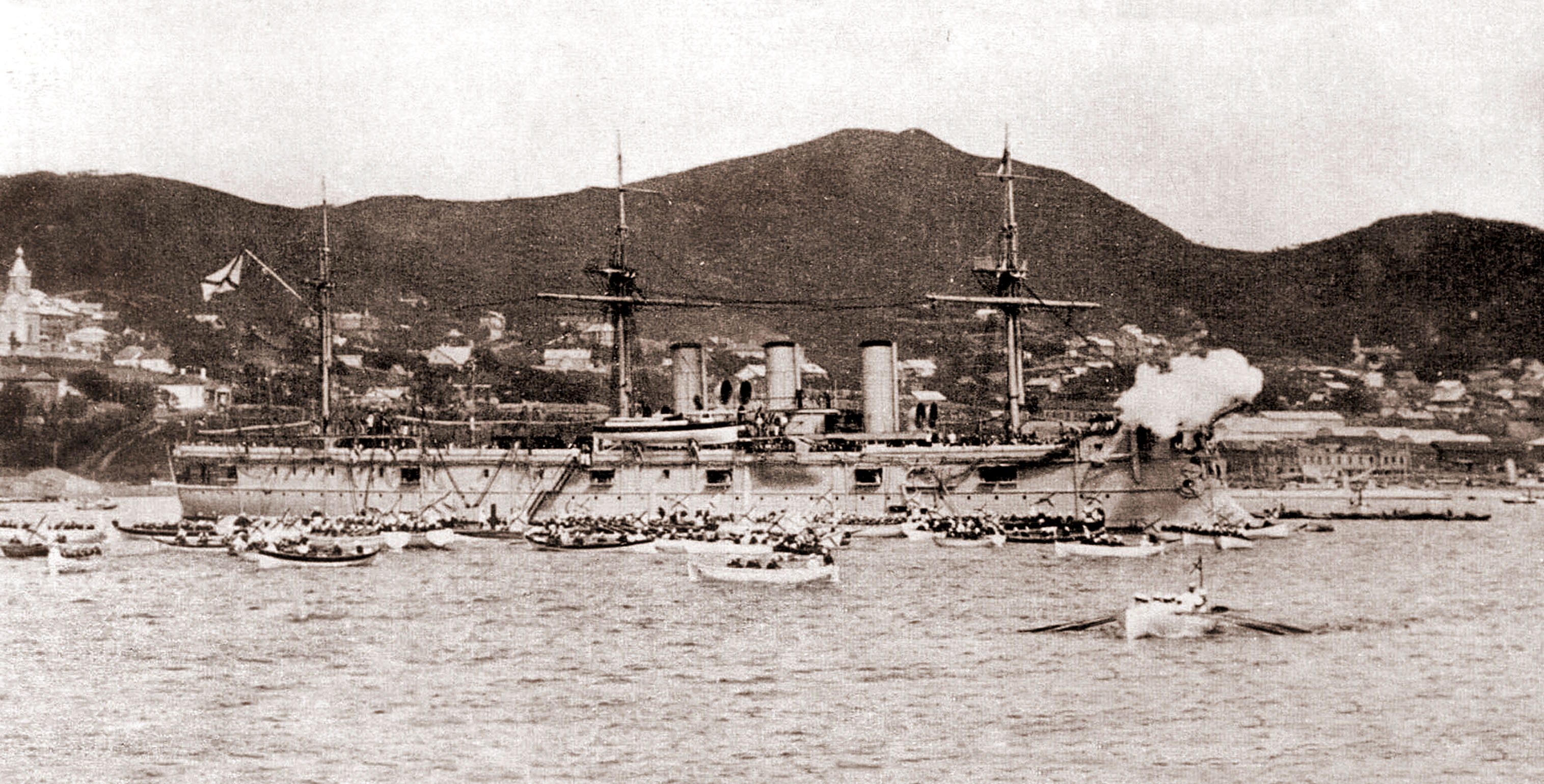
Чествование прибытия цесаревича на крейсере «Память Азова» во Владивосток, весна 1891 года
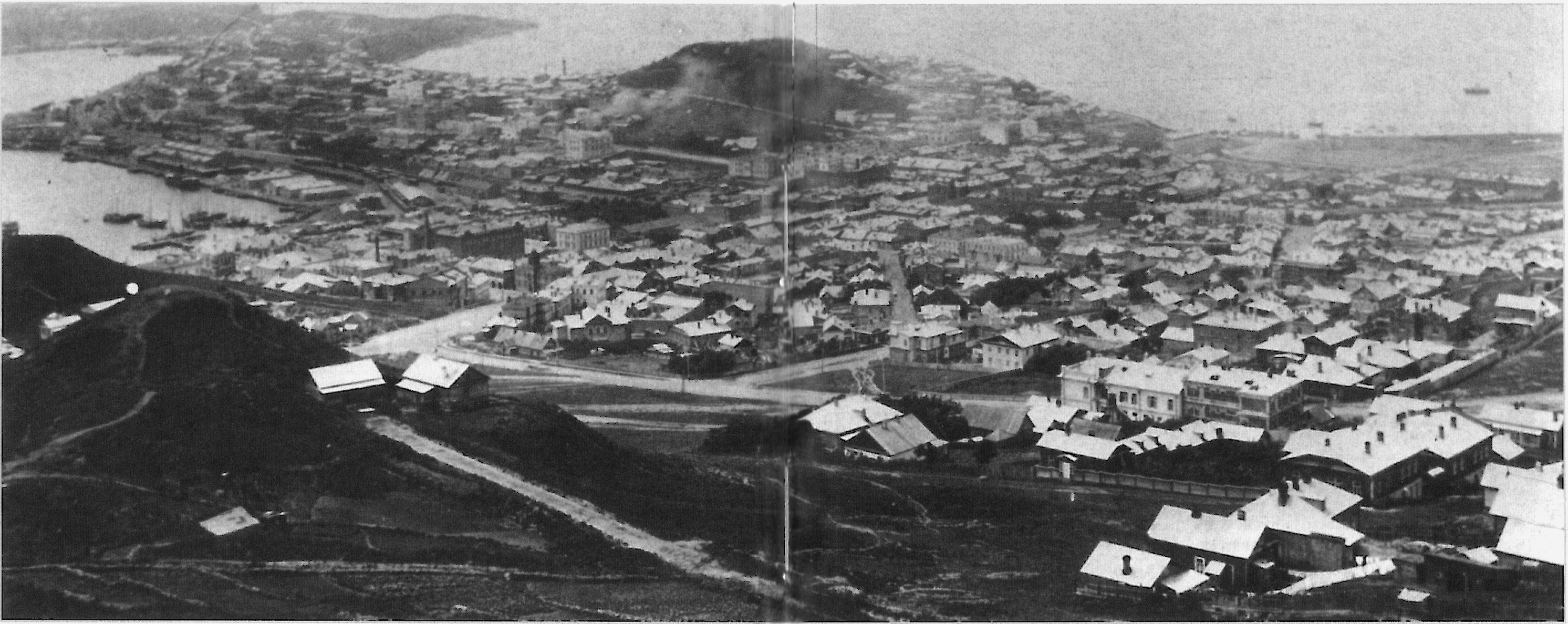
Панорама Владивостока, конец XIX — начало XX века
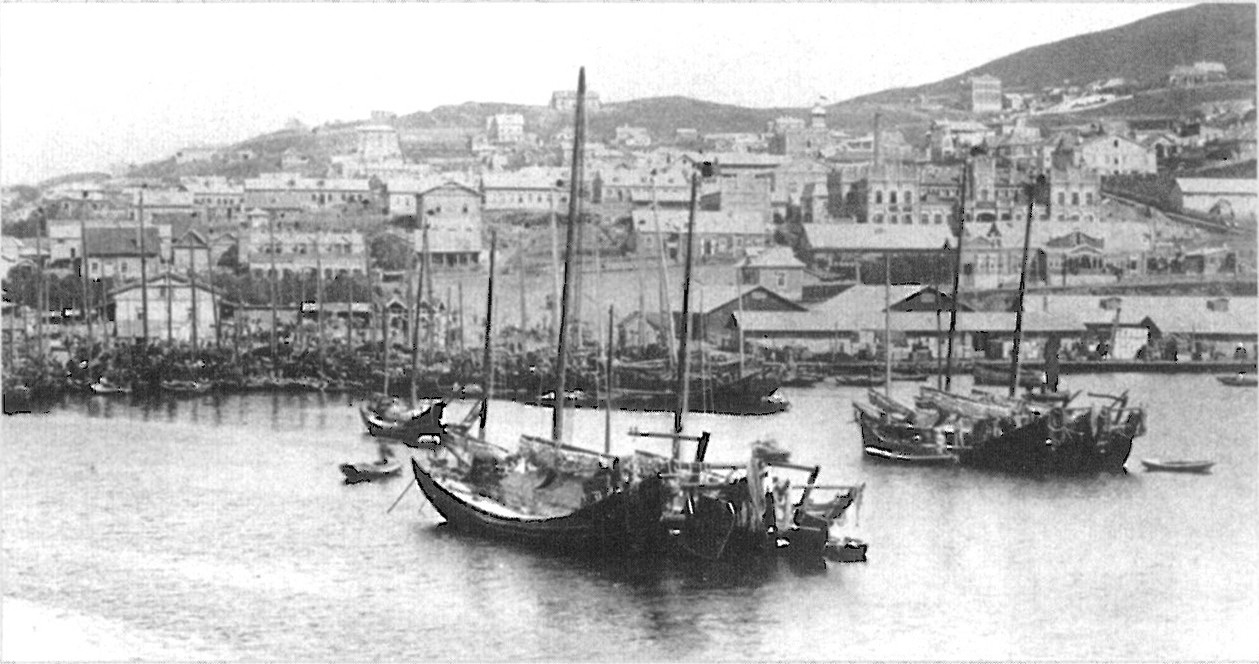
Бухта Золотой Рог, конец XIX — начало XX века

### Владивосток в начале XX века

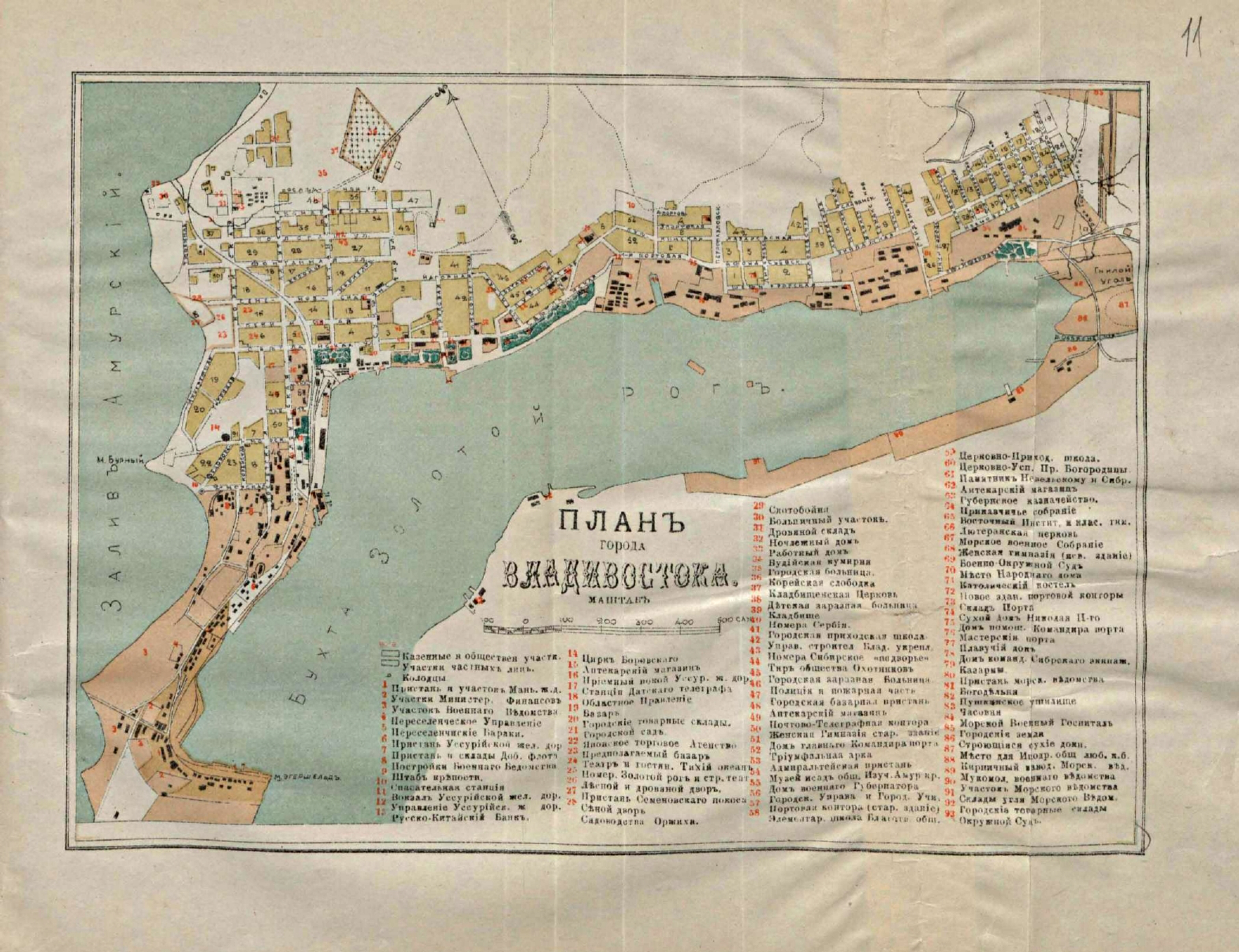
План Владивостока 1902 года. «Справочная книга г. Владивостока с дополнительными сведениями о Дальнем Востоке» — Хабаровск: Матвеев, 1902

На рубеже XIX—XX веков произошёл ряд международных событий, отрицательно сказавшихся на развитии Владивостока. В 1897 году Россия ввела войска в Порт-Артур и договорилась об аренде Ляодунского полуострова, куда вскоре была переведена эскадра Тихоокеанского флота. Режим порто-франко был отменён во Владивостоке, так как силы правительства были брошены на развитие новых территорий, куда отправлялись и большинство финансовых вливаний. В жизни Владивостока наступила стагнация: не велось крупное строительство, благоустроительные работы были заброшены. Завершился этот период после русско-японской войны 1904—1905 годов, ознаменовавшейся потерей Квантуна и южной части Китайско-Восточной железной дороги.
Владивосток вновь стал важнейшим экономическим и политическим центром Дальнего Востока. В 1904 году снова был введён режим порто-франко, а завершение строительства Транссибирской железнодорожной магистрали вернуло городу статус крупнейшего торгового порта. Владивосток снова активно застраивался, население его за десять лет увеличилось на сорок тысяч. В декабре 1905 года городская управа принимает постановление, запрещающее возводить в центре города деревянные строения. В центре сносятся ряд старых зданий и возводятся новые, многоэтажные, в их числе: универсальный магазин фирмы «Чурин и К°», Женская гимназия, особняк и пароходство Бринера, Коммерческое училище, гостиницы «Версаль» и «Золотой рог», штаб крепости и другие.
За десятилетие 1905—1915 годов Владивосток значительно вырос. Характерной для этого времени становится застройка возвышенных горных участков. Ещё в 1903 году начинается застройка Голубиной пади, в 1905-м — Рабочей слободки, в 1904—1905 годах начинает застраиваться улица Ботаническая (Нахальная, позже Дежнёвская, слободка). В 1906 году рассматривается план землемера Сторожилова о расширении селитебной части Владивостока. Улучшается благоустройство города: были замощены Светланская, Китайская и Алеутская улицы, через железнодорожный овраг перекинуты виадуки. В 1907 году город получил телефонную сеть, в 1912-м — городскую электростанцию, в 1913-м — трамвай. В 1915 году во Владивостоке насчитывалось 1820 зданий, из них 31,3 % деревянные.
В 1916 году на станции Океанская Уссурийской железной дороги под Владивостоком был заложен Садгород, один из первых дачных посёлков на Дальнем Востоке. Посёлок был вариацией типичной российской идеи «города-сада» — дачно-курортным «посёлком-садом». Основателем Анютовского дачного предместья (первоначальное название будущего Садгорода) стало Министерство земледелия. В 1912 году был составлен и утверждён первый план освоения территории, В 1915-м — основан комитет по благоустройству, первым членом которого стал губернатор Николай Гондатти. По его замыслу посёлок должен был превратиться в «цветущий культурный уголок дачного отдохновения для городских обывателей не только Владивостока, но и иных городов Приамурья и таким образом оправдать упрочившееся за ним название „Сад-Город“».
Устроители дачного предместья сознательно формировали его по образу европейских и американских сад-городов, сохраняя небольшой размер и растительность. Автором генерального плана Садгорода 1914—1915 годов стал архитектор А. И. Булгаков. В 1919 году землемером Н. К. Старожиловым был разработан план застройки полуострова Черкавского, названный «Новый Владивосток» и выполненный в русле теории «города-сада». Проект был частично реализован.

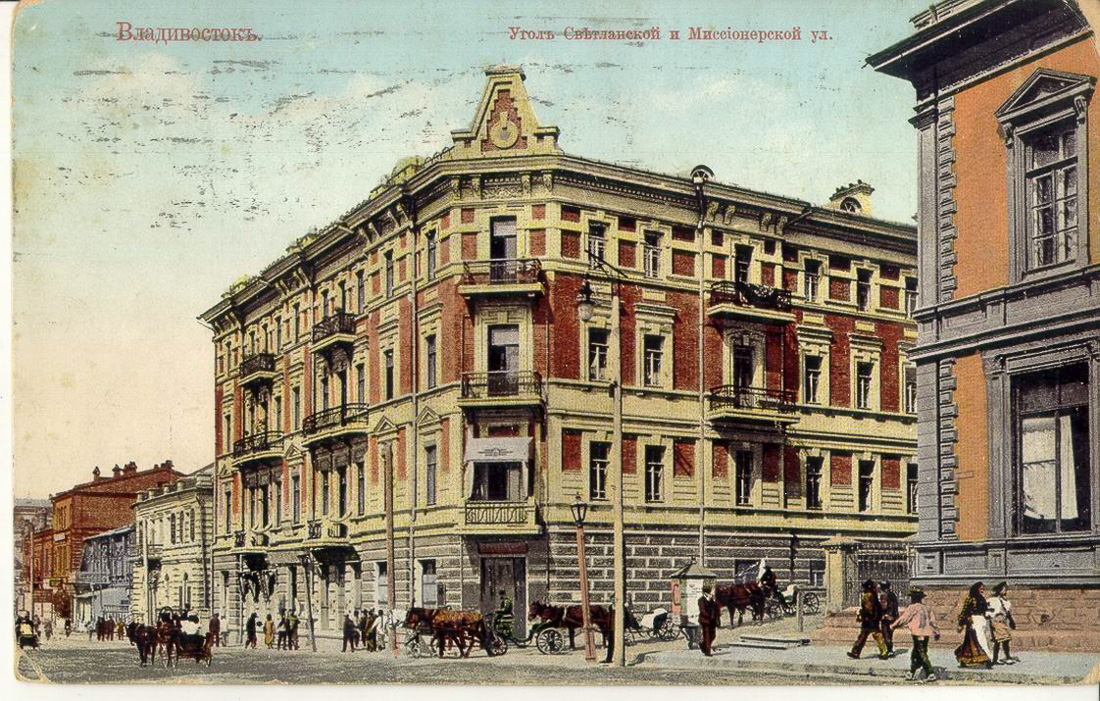
Угол Светланской и Миссионерской улиц. 1900-е годы
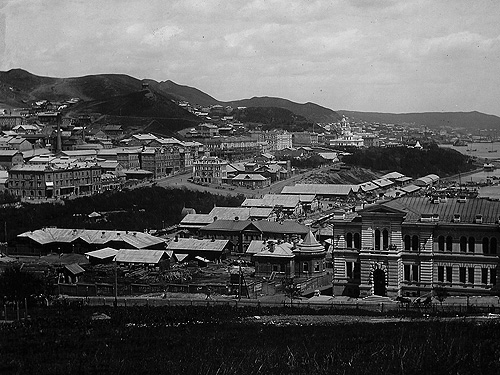
Центр Владивостока в 1900 году
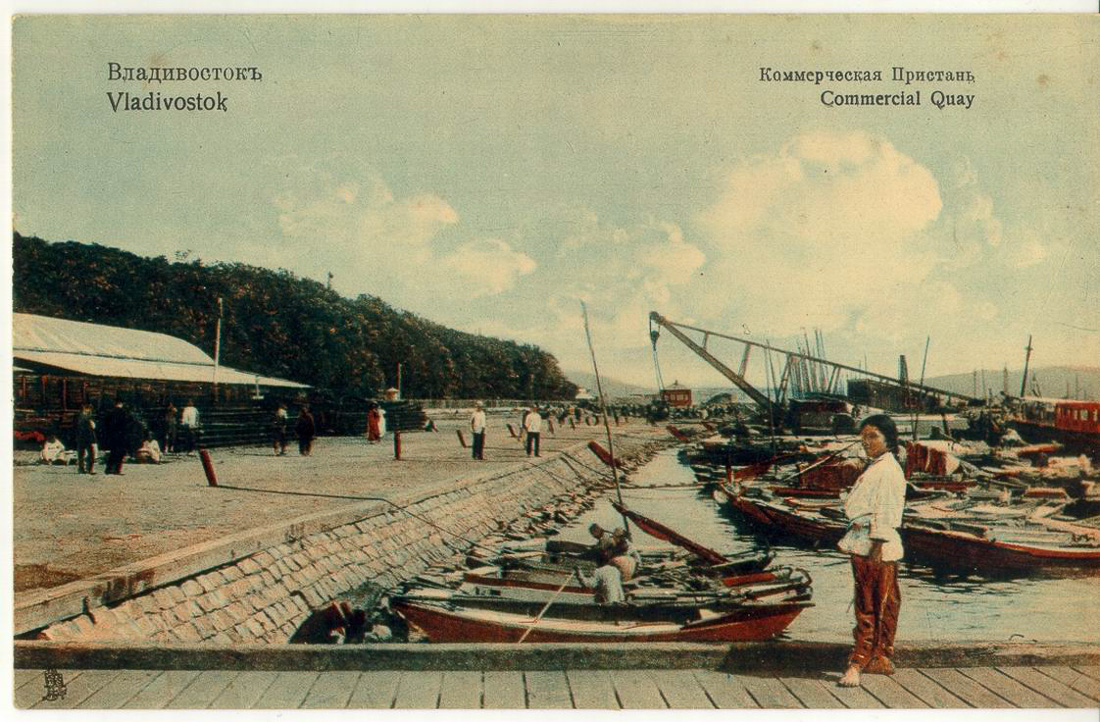
Коммерческая пристань. 1900-е годы
Перекрёсток улиц Светланской и Алеутской
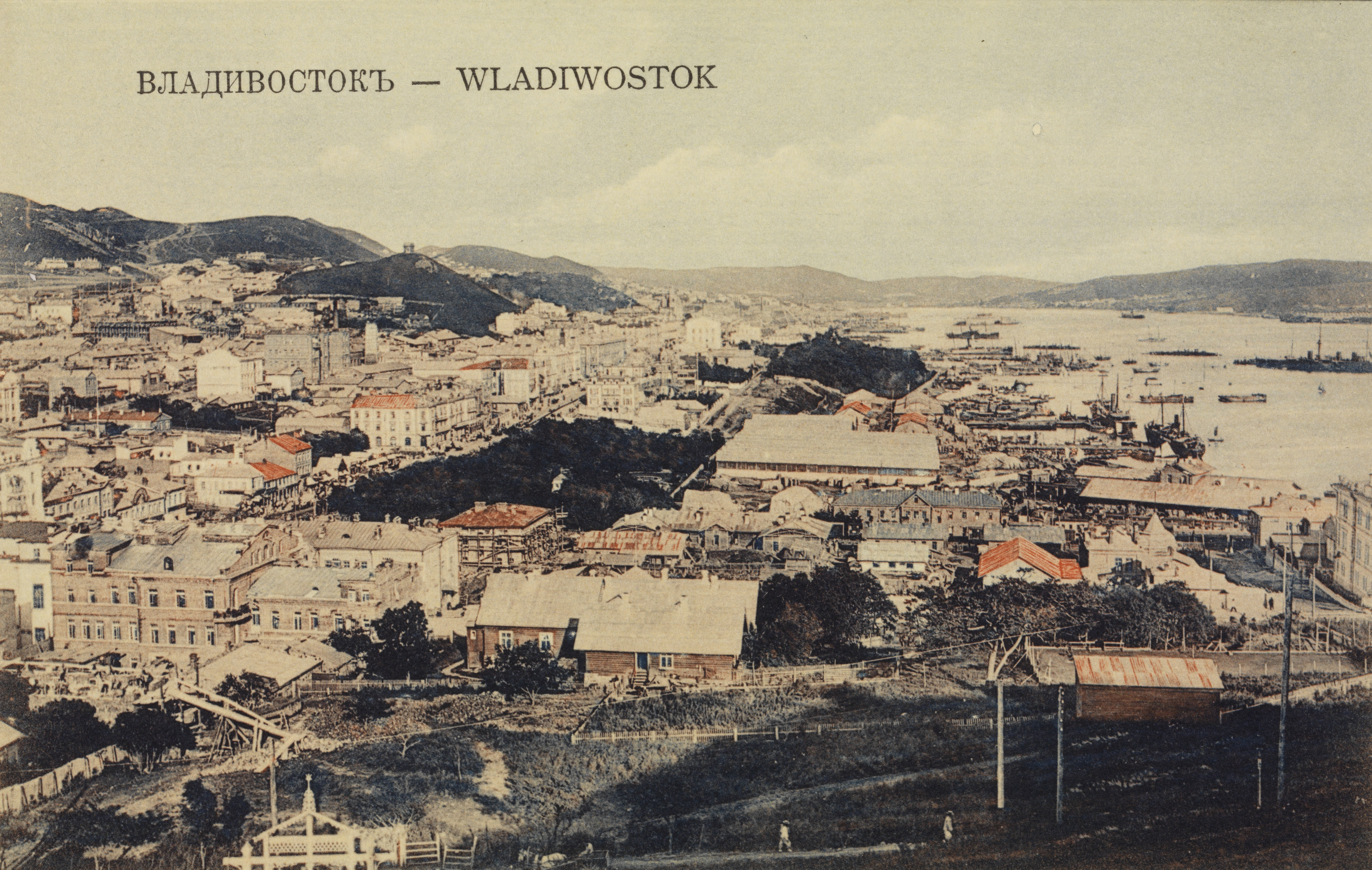
Владивосток в 1913 году

### Советский период

#### 1922—1934. Первые годы советской власти
В период гражданской войны и иностранной интервенции (1917—1922) во Владивостоке замерло строительство. За этот период не было построено почти ни одного крупного здания. Советский этап в развитии Владивостока начался после освобождения города Народно-революционной армией в октябре 1922 года. За первые 8—9 лет центр города не поменялся. Застройка велась только на полуострове Голдобина, в районах Рабочих улиц и Первой речки. В июне 1931 года Пленум ЦК ВКП(б) принимает решение о принятии программы строительства новых и реконструкции старых городов Советского Союза. В рамках назначенной реконструкции во Владивостоке в 1934 году была составлена схема генерального плана города, а в 1936 году разработан сам план. Руководил разработкой плана архитектор Евгений Васильев. В итоге проект так и не был утверждён, но его использовали при застройке отдельных районов города.
Первыми в 1930-е годы стали возводить надстройки над старыми зданиями, выполняемые, как правило, без увязки с архитектурой нижний этажей. Исключением стал проект реконструкции Дома офицеров флота архитектора А. Л. Заседателева. В 1923—1933 годах в городе ведётся жилищное строительство: возводятся дома на Эгершельде, 2-й Флотской, Сухановской, Береговой улицах. В районе Первой речки возводят Клуб железнодорожников. Во всех зданиях чувствуется влияние конструктивизма.

#### 1934—1941. Сталинская архитектура
С 1934—1935 годов во Владивостоке началось строительство зданий в стиле сталинской архитектуры. Над проектами домов новой архитектуры работают Н. В. Сергиевский, Н. С. Рябов, А. Я. Медынский, М. С. Смирнов, И. И. Петренко, И. П. Козюлин. В городе строятся здания ВУЗов, общежитий, различных ведомств, многоэтажные жилые дома. В период 1936—1941 годов строится много школ по типовым проектам. На улице Октября возводят два восьмиэтажных жилых дома по проекту архитекторов Порецкого и Бигачёва. Особенно интенсивно идёт строительство на окраинах города: на улицах Загородной, Ручевой, Героев Хасана было возведено около пятидесяти двухэтажных жилых домов, общежитий и домов гостиничного типа для рабочих Дальзавода. Застройка этого района была разработана на основе проекта Васильева. После войны в этом районе был построен целый городок из нескольких кварталов двухэтажных жилых домов, общежитий, клуба и детских учреждений. Параллельно начала застраиваться трёх- и четырёхэтажными домами южная сторона улицы Загородной. Район сильно разросся, что потребовало произвести благоустроительные работы: улица Загородная была заасфальтирована, построены тротуары, проложено уличное освещение, проведён трамвай, устроено озеленение.
В советские годы начинается освоение рекреационного потенциала пригородной зоны Владивостока. До революции и в первые годы советской власти в районе от 14 до 28 километра пригородной зоны строились в основном частные жилые дома дачного типа. Только в двадцатых годах на 26-м километре была построена грязелечебница, использовавшая лечебные грязи залива Угловой. На базе крупных дач в районе станции Океанской, 19-й километр и Лянчихе в тридцатые годы были основаны дома отдыха. С 1935—1936 годов начинается строительство санаториев. В районе 19-го километра были построены санатории Тихоокеанского флота, Красной армии и Профсоюза работников рыбной промышленности. В 1936—1938 году строится комплекс зданий санатория для работников Управления внутренних дел на станции Океанская. Между станциями Океанской и Седанка организуется Ботанический сад.
В тридцатые годы заканчивается строительство Седанкинского водохранилища, прокладывается водопровод, строится городская электростанция, развивается трамвайная сеть, фактически заново создаётся телефонная связь. На Набережной от Спортивной гавани до мыса Бурного устраиваются бетонный парапет и видовые площадки. Облагораживается прибрежная зона Амурского залива: строятся водные станции спортивных обществ «Динамо», «Водник» и спортивного клуба ТОФ, создаются пляжи в виде деревянного настила. Расширился и реконструировался Дальзавод.

#### 1941—1950. Владивосток в период войны и в послевоенные годы
Разворачивавшееся строительство во Владивостоке было остановлено начавшейся Великой Отечественной войной. В годы войны объём гражданского строительства сократился, но оно всё же велось: достраивался ряд зданий, начатых до войны, а также надстройка здания крайкома КПСС. Основное внимание было переброшено на строительство индивидуальных домов в пригородной зоне и на окраинах города — в Стрелковой пади, в районе улицы Папанина (современная улица Приходько), долине реки Объяснения и на Второй речке.
Объём строительства в послевоенные годы был небольшим, но в 1945 году начинаются значительные работы по благоустройству и озеленению города. Были благоустроены городские сады — Жариковский, Гайдамакский и другие, построены стадионы — «Труд» и «Динамо». Продолжается малоэтажная застройка улиц Калининской, Киевской, Героев Хасана, Загородной, Ручейной и других. В центре города по повторному проекту архитектора В. А. Оныщука возводится здание Дома политического просвещения. Заканчивается строительство здания Дальрыбвтуза и театра юного зрителя.
В послевоенные годы широкое распространение получило индивидуальное жилищное строительство. Из-за невозможности обеспечить жителей жильём на государственном уровне, была принята программа, предоставлявшая возможность построить дом своими силами. В августе 1946 года Совет Министров СССР принял постановление «О повышении заработной платы и строительстве жилищ для рабочих, инженерно-технических работников предприятий и строек, расположенных на Урале, в Сибири и на Дальнем Востоке», предоставлявший льготные кредиты на постройку дома. В Приморском крае индивидуальное строительство получило широкое распространение. Владивостокская газета «Красное знамя» развернула агитационно-пропагандистскую кампанию, убеждая жителей активно включаться в строительство. В 1946 году во Владивостоке было выдано 1300 разрешений на строительство индивидуального дома.

#### 1950—1959. Начало масштабного жилищного строительства
С 1950-го по 1954 год во Владивостоке строительными конторами всего было построено 74 жилых дома общей площадью 42,6 тыс. м². С середины 50-х годов по СССР распространяется инициатива рабочих Горьковского автозавода по строительству домов своими силами, так называемые в дальнейшем народные стройки. Во Владивостоке своими силами строили жильё работники морского порта. В 1956 году они возвели 23 дома. Инициативу подхватили железнодорожники станции Первая Речка и работники Дальневосточного морского пароходства. За вторую половину 50-х годов пароходству удалось построить 89 жилых домов.
В годы хрущёвской оттепели Владивосток получил особое внимание государственных властей. Впервые Никита Хрущёв посещает город в 1954 году, чтобы окончательно решить, закреплять ли за ним статус закрытой военно-морской базы. Отмечалось, что на тот период городская инфраструктура находилась в плачевном состоянии, не хватало жилья и школ, отсутствовала ливневая канализация. Проблемы пытались решить на уровне Совета Министров, но настоящее широкомасштабное жилищное строительство началось только в 1957 году. В конце 50-х годов Владивосток заявляет о себе, как о научном и культурном центре Дальнего Востока: воссоздаётся Дальневосточный государственный университет, открывается медицинский институт, строятся крупные кинотеатры; на базе Дальневосточного филиала АН СССР открываются три научно-исследовательских института. В 1958 году открывается пассажирское авиасообщение с Москвой.
В 1958 году улица Спортивная была застроена многоэтажными домами по типовым проектам 1 — 447-й серий с малометражными квартирами. Эта стройка была первой, где по примеру Москвы дома сооружались поточным методом. Крупные жилые массивы возводят между Второй речкой и 6-м километром (Моргородок). Строятся кинотеатры «Маяк» и «Вымпел». В 1959 году по улице Олега Кошевого возводится жилой район из многоэтажных секционных домов. В центре города за это время выстроено около тридцати новых зданий, многие подверглись реконструкции и надстройке. Большой размах получило строительство научно-исследовательских и учебных учреждений. В частности, на 13-м километре были возведены корпуса и жилые дома Дальневосточного филиала Сибирского отделения Академии Наук СССР.

#### 1959—1991. Постановление «О развитии города Владивостока»
В 1959 году Хрущёв повторно посещает город. Итогом становится решение об ускоренном развитии города, которое было оформлено постановлением Совета Министров СССР от 18 января 1960 года «О развитии города Владивостока». Был составлен амбициозный план о двукратном увеличении жилищного фонда города; основывается одна из крупнейших строительных организаций края Главвладивостокстрой. Принимается новый генплан города, рассчитанный до 1980 года. В 60-е строится новая трамвайная линия, запускается троллейбус, город становится огромной строительной площадкой: на окраинах возводятся жилые микрорайоны, в центре — новые здания общественно-гражданского назначения. Во Владивостоке появились новые кинотеатры, гостиницы, цирк, морской вокзал, почтамт, Дом радио, драматический театр, Дом пионеров.
Постановлением «О развитии города Владивостока» были определены объёмы финансирования жилищного, культурно-бытового и коммунального строительства, решены вопросы создания строительных организаций с собственной производственной базой, централизации средств при горисполкоме, привлечения крупных центральных проектных организаций, выделения необходимой техники и материалов. Для работ во Владивостоке привлекли тридцать крупных проектных организаций. Большую работу выполняли: Институт № 4, Примкрайпроект, Дальморепроект и др. Архитектурно-конструкторское бюро МНИИТЭП спроектировало для Владивостока ряд проектов. Был построен первый шестнадцатиэтажный дом (архитекторы Н. П. Розанов, В. И. Блюменталь, А. П. Мокроусов, И. Ю. Маркова, М. С. Уралова). В 1970-е разработан проект Дворца пионеров и школьников — важного памятника дальневосточного модернизма.
Всё шире внедрялось в практику крупнопанельное домостроение. Если в 1960 году в городе было построено два крупнопанельных дома, то в 1963 году — 41. Крупнопанельными домами застраивался новый большой микрорайон на севере Владивостока — Вторая Речка. С февраля 1962 года здесь началось возведение домов скоростным, поточным методом. Работы вело стройуправление СУ-17, специально выделенное в структуре Главвладивостокстроя для ведения крупнопанельного домостроения. В июле 1964 года во Владивостоке прошло Всесоюзное совещание строителей по проблемам крупнопанельного домостроения. Участники совещания обменялись опытом, ознакомились с технологией изготовления и монтажа крупнопанельных домов во Владивостоке. В 1965 году во городе был построен первый на Дальнем Востоке девятиэтажный крупнопанельный дом, стала применяться новая технология в отделке панелей — пакетная керамика. В 1970 году доля крупнопанельного строительства во Владивостоке составила 70 % от общего числа жилой площади, построенной за год.

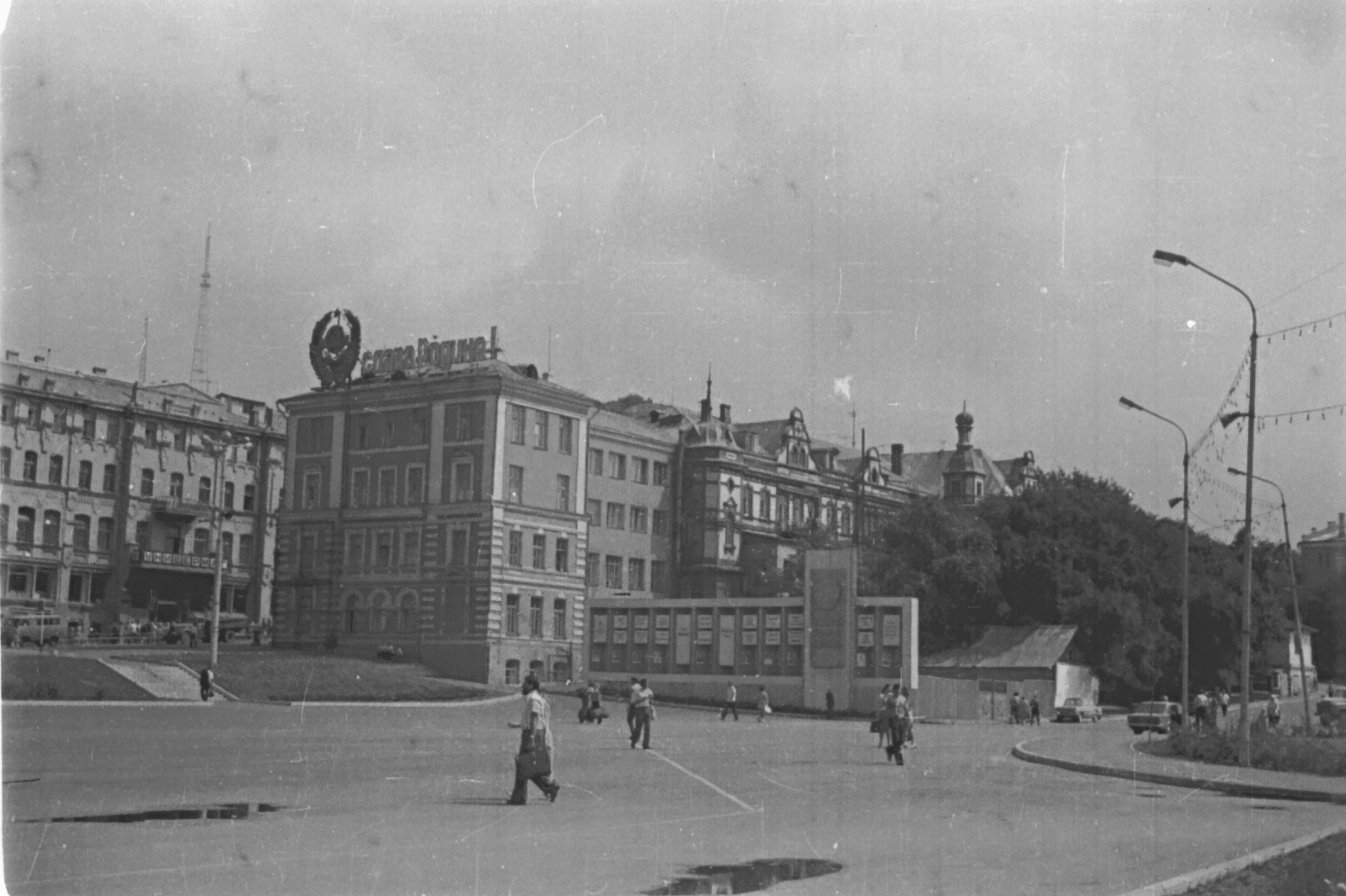
Площадь Борцов Революции. 1977 год
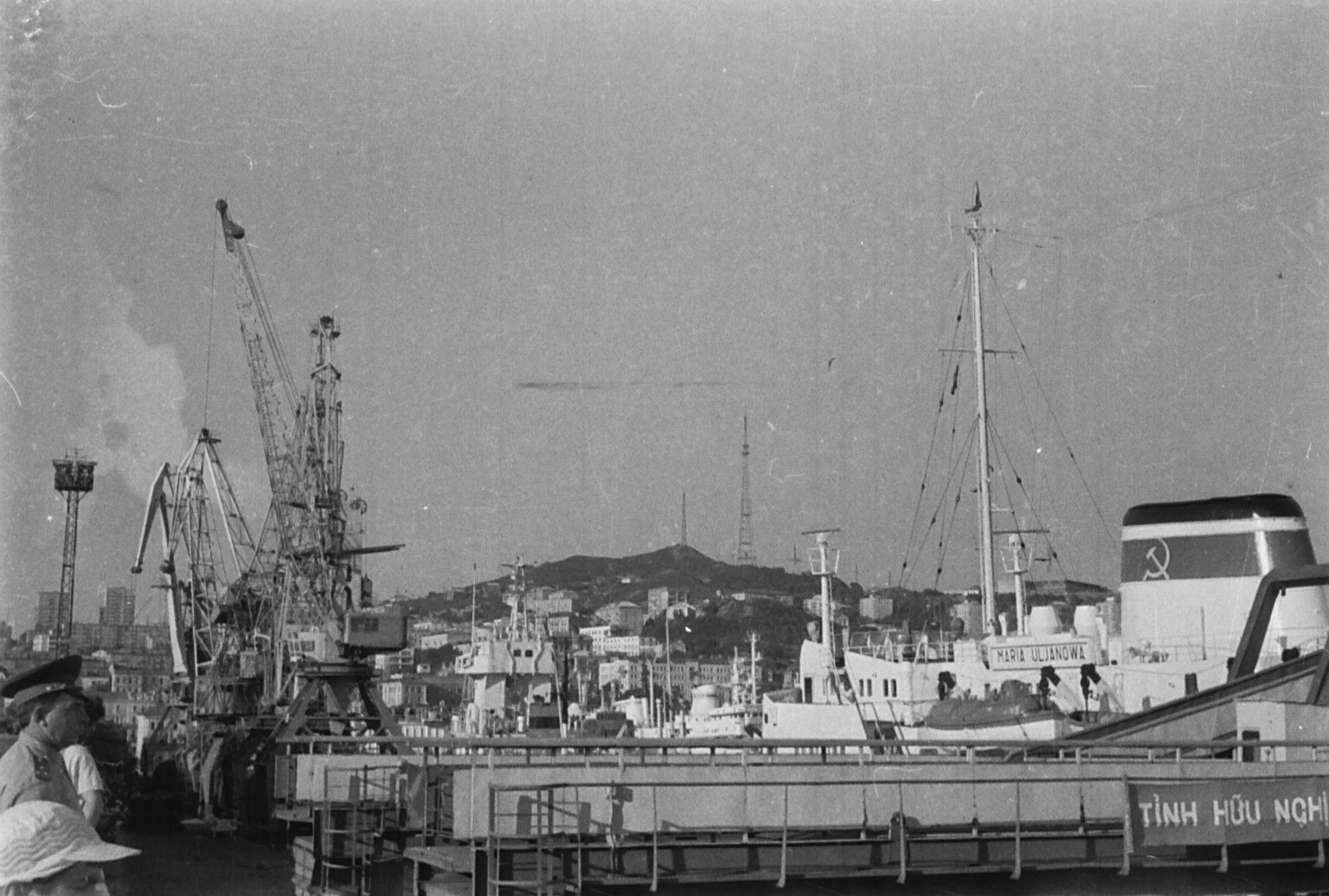
Бухта Золотой Рог. 1977 год
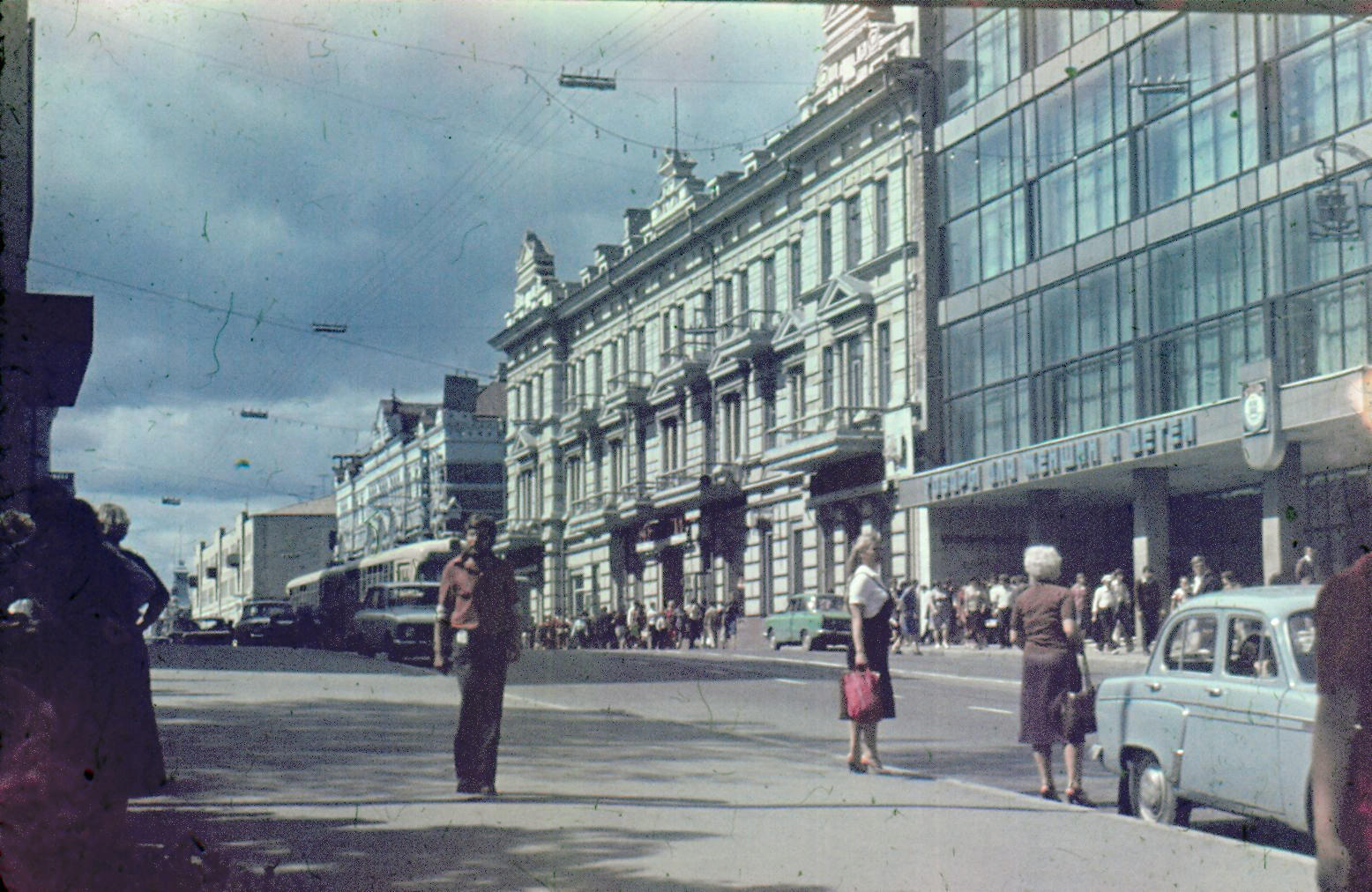
Центр города. 1982 год
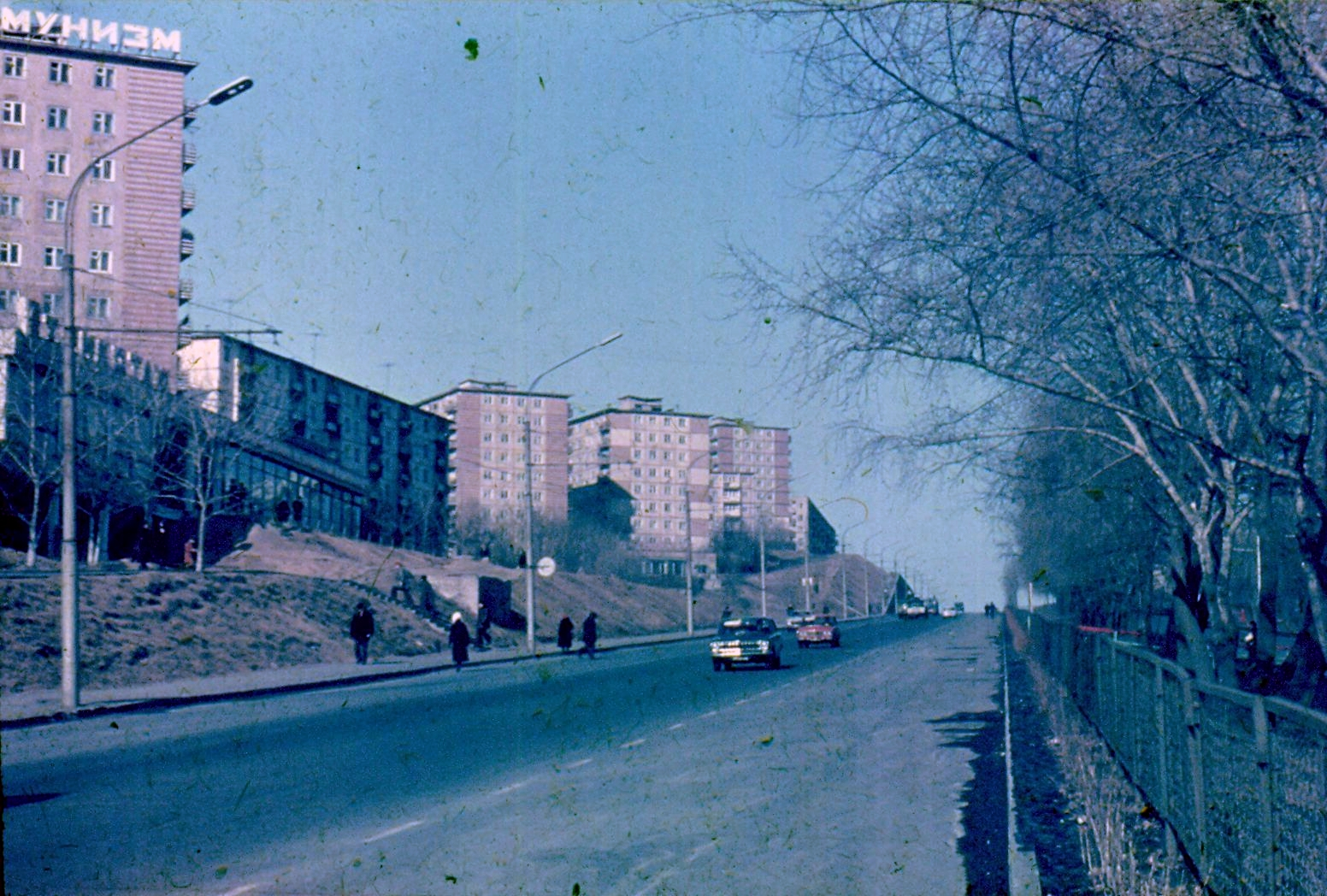
Проспект Столетия Владивостока. 1982 год
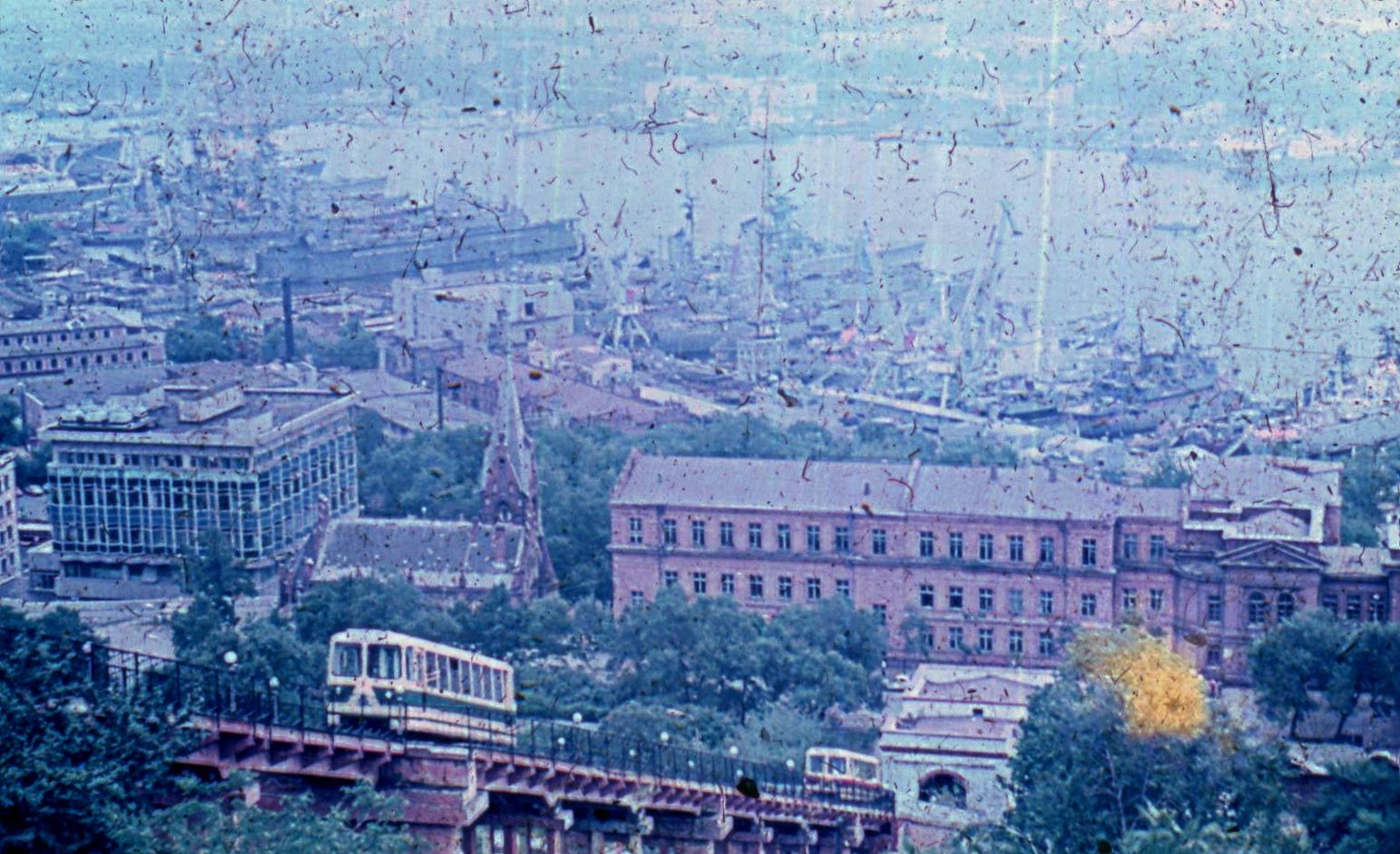
Панорама центра города. 1982 год

В 1980—1981 года Владивосток пространственно и планировочно приблизился к очертаниям, схожим с современными. Жилая застройка города растянулась вдоль побережья Амурского залива на 13 километров и сомкнулась на севере с курортно-санаторной зоной. На востоке же застройка почти вплотную подошла к вершиннопоясным лесам основного водораздела полуострова. Таким образом, к концу 80-х годов Владивосток стал одним из крупнейших городов Дальнего Востока, имевшим развитое многоотраслевое хозяйство. Наличие большого рынка труда привлекало население: за пять десятилетий оно выросло в 4,2 раза (со 132 тыс. в 1931 году до 576 тыс. человек в 1982 году). Новый генплан, утверждённый в 1984 году, предполагал создание города-гиганта с 800- и даже 900-тысячным населением. Однако, пространственно-планировочная структура Владивостока пришла в противоречие с быстрым развитием экономической базы города, что вылилось в скорое исчерпание территориальных ресурсов. Уже в Генеральном плане 1989 года указывалось отсутствие альтернативных решений по территориальному развитию, кроме возможности двух направлений: соединения с островом Русский и создание искусственных намывных площадок в береговой мелководной части Амурского залива.

### 1991—2019. Современный период
Начиная с 1990-х годов характерными особенностями в застройке города и формировании его архитектурного облика стали: активное развитие тенденции освоения верхних отметок природного ландшафта, включая вершины сопок, и укрупнение объёмов возводимых строений при сохранении аморфности пространственной организации городской среды в целом. Исследователями отмечается значительный негативный вклад в формирование облика Владивостока в 1990-е и в 2000-е годы, внесённый так называемой точечной застройкой. За этот период по всему городу, в том числе в его исторической части, было выстроено большое количество крупномасштабных, высотных зданий, несопоставимых по размерам как с окружающей застройкой, так и с ландшафтом, что привело к дисгармонии природного ландшафта и городской застройки, и, в конечном счёте, к деградации всего урбанизированного ландшафта.
В 2000-е годы в связи с подготовкой к проведению саммита стан АТЭС-2012 в городе велось активное новое строительство. В исторической части Владивостока было возведено несколько крупномасштабных объектов, изменивших сложившийся облик городской среды. В частности, через бухту Золотой Рог был перекинут новый вантовый мост, который существенно повлиял на облик исторического центра из-за своих крупных размеров. Высота V-образных пилонов моста составила 226 м, что несколько выше сопки Орлиное гнездо, являвшейся долгое время главной доминантой природного ландшафта. Отмечается, что прежнее восприятие бухты как значительной и величественной акватории было в итоге утеряно, однако мост через Золотой Рог, а также мост через пролив Босфор Восточный, способствовали территориальному развитию Владивостока.

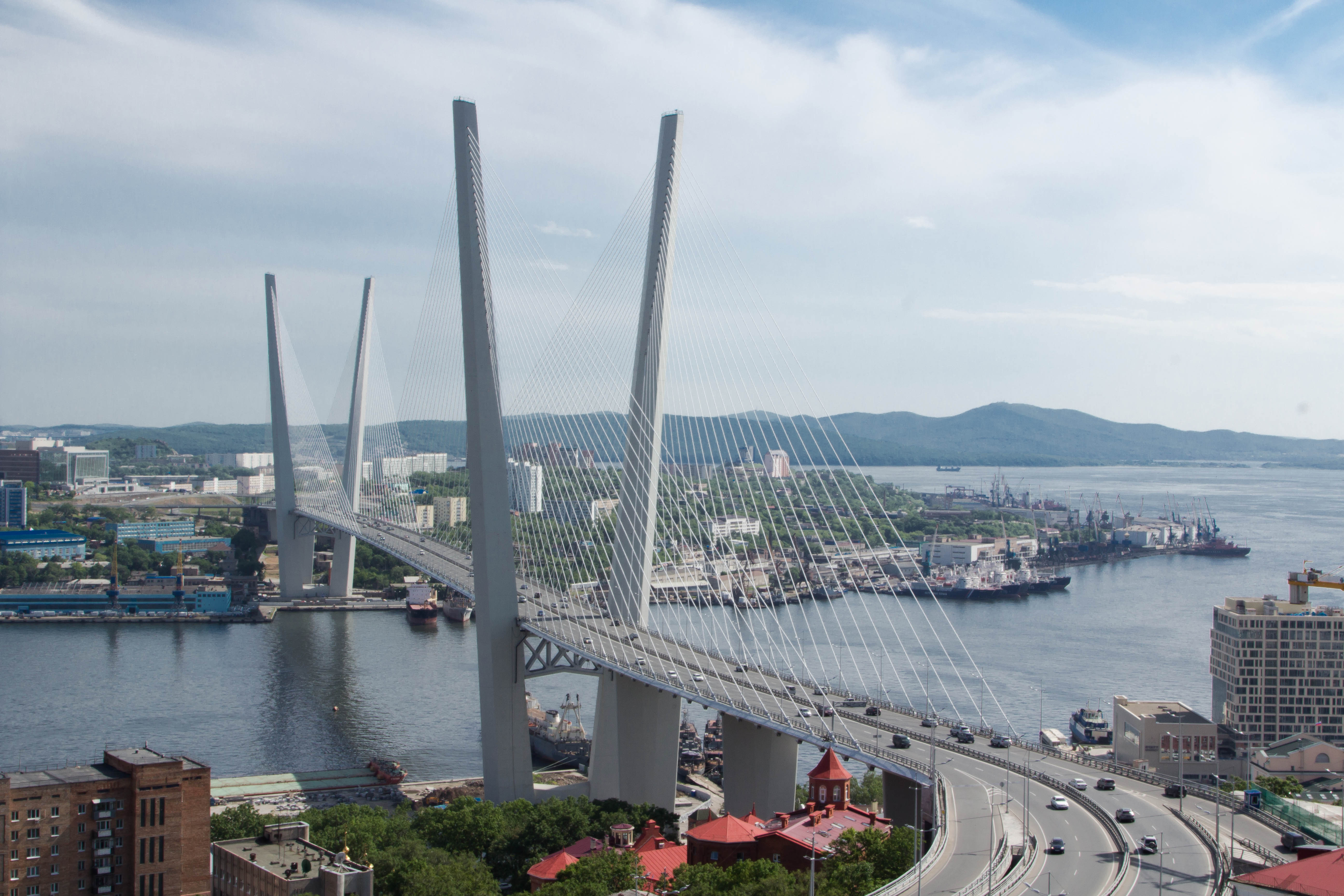
Золотой мост
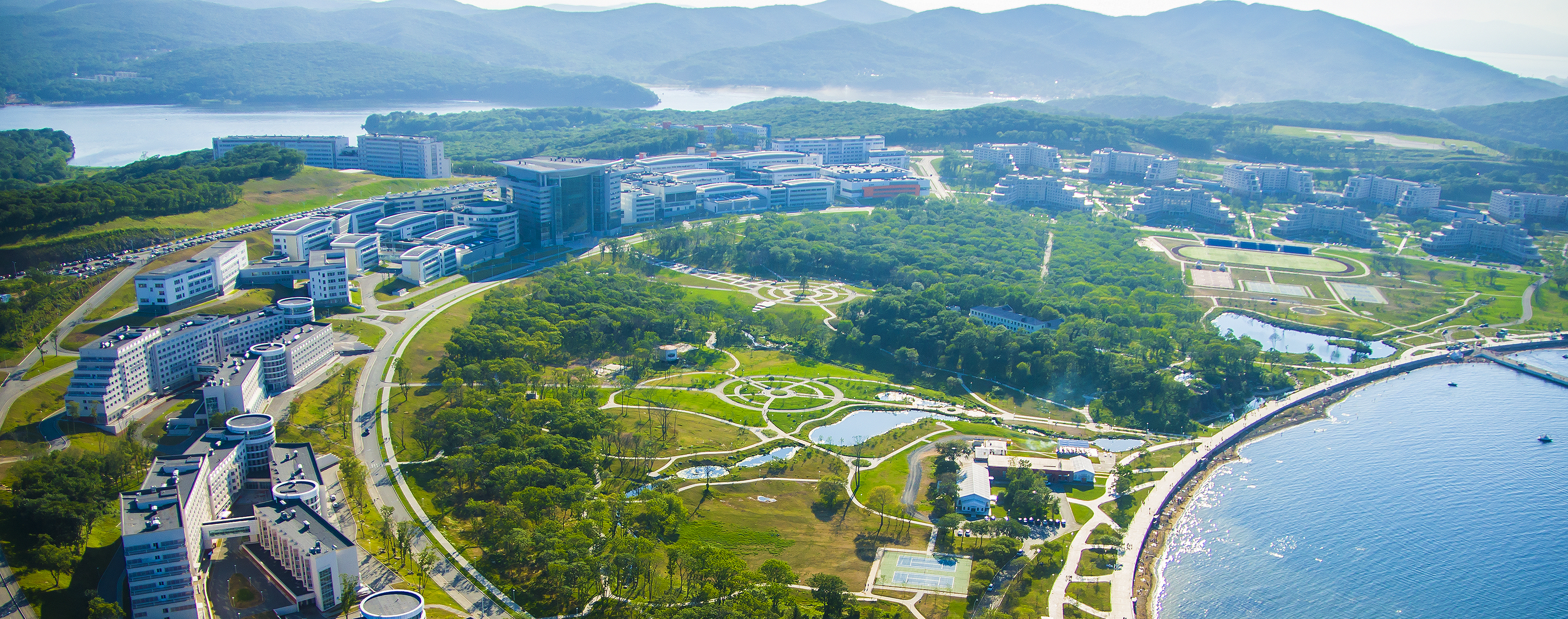
Кампус ДВФУ
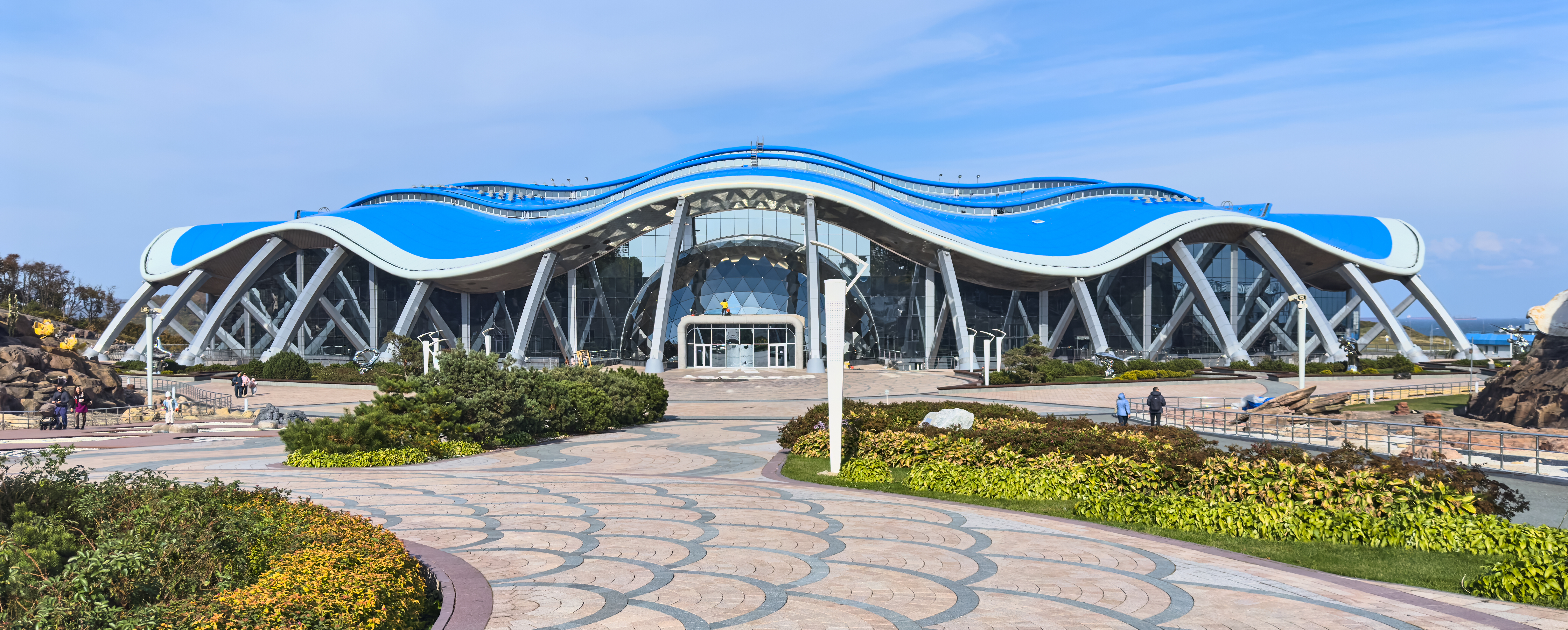
Приморский океанариум
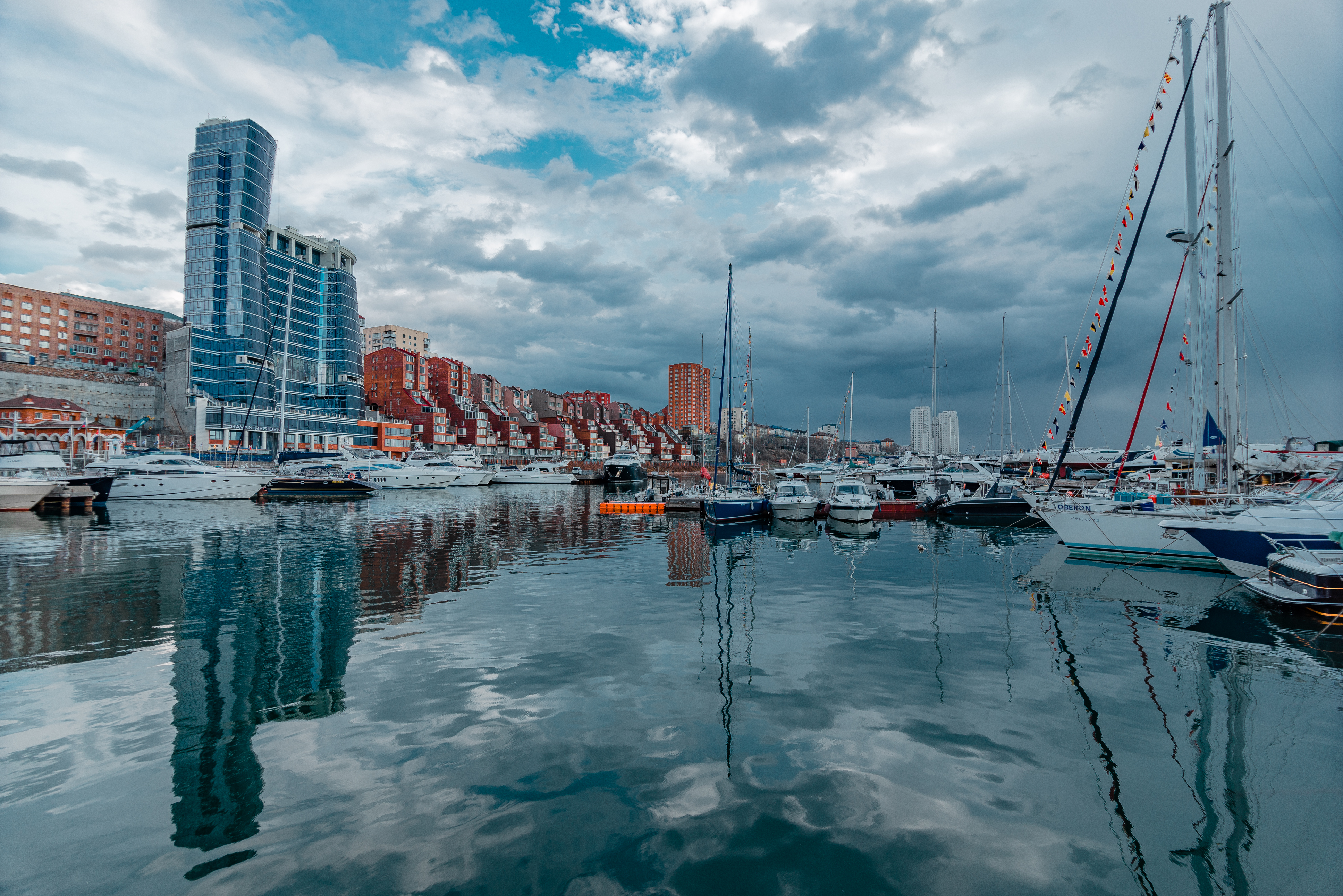
Современная застройка Амурского залива
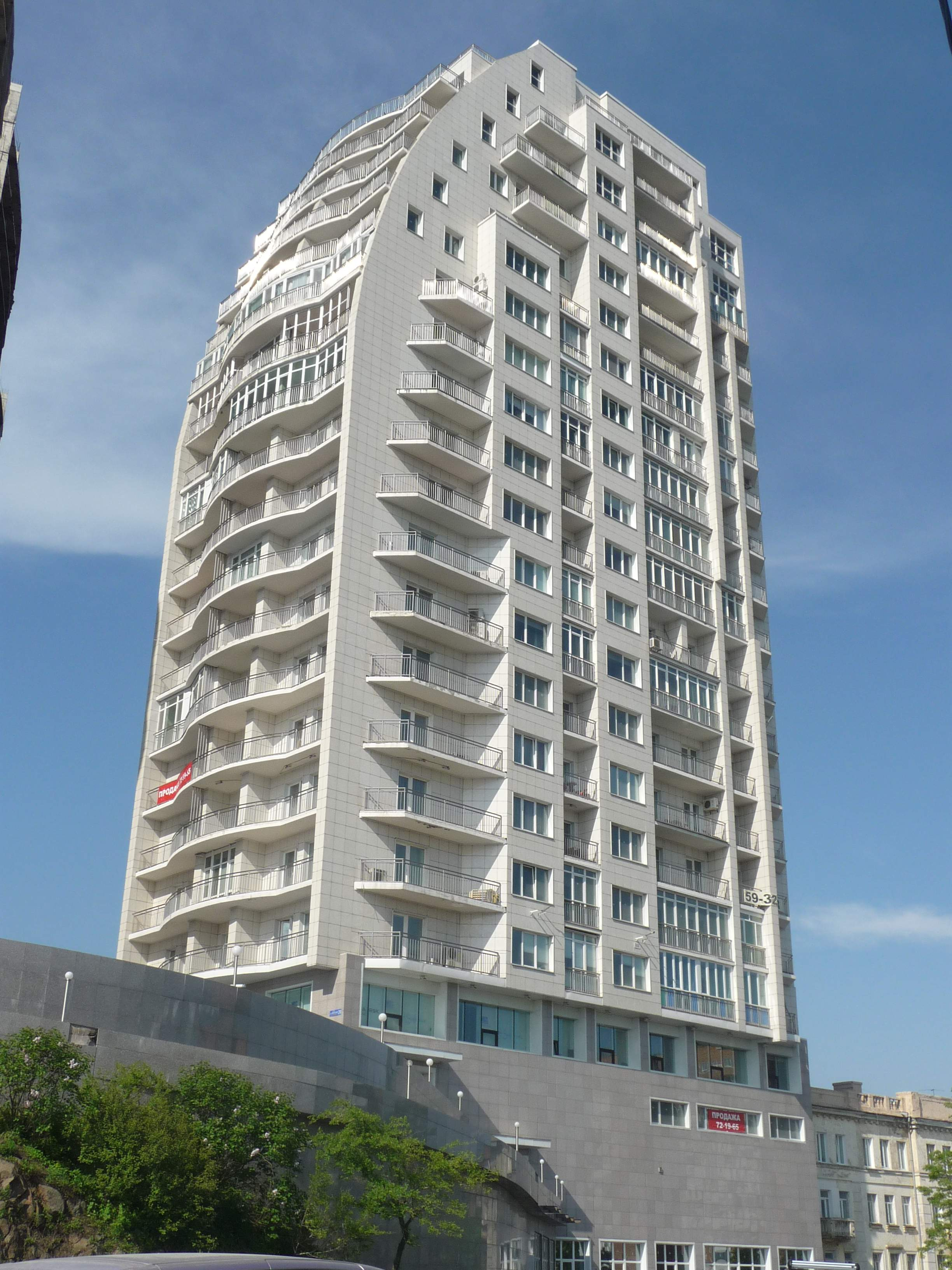
Современный жилой комплекс

## Архитектурные стили во Владивостоке
Среди зданий Владивостока можно насчитать представителей до 10 архитектурных стилей. Основными же стилями считаются эклектика (основные разновидности: кирпичный стиль, дальневосточная готика, неорусский стиль, дальневосточный классицизм), модерн (начало XX века), советский монументализм (первая половина XX века), советский модернизм (вторая половина XX века) и др.

### Деревянная архитектура
| Временные рамки | Характерные материалы | Архитекторы                |
| --------------- | --------------------- | -------------------------- |
| 1860-е — 1900-е | дерево                | Ю. Э. Рего, А. М. Булгаков |

Мотивы русского деревянного зодчества широко использовались в застройке Владивостока, особенно на раннем этапе развития города в конце XIX — начале XX вв. Ранний Владивосток практически весь был построен из дерева — векового кедрача, покрывавшего тогда склоны сопок полуострова Муравьёва-Амурского. В исследовании Л. Е. Баклыской указывается, что на первом этапе развития поселений Дальнего Востока России определяющим было влияние русской народной сельской архитектуры. Прибывшие из областей европейской России и Украины переселенцы возводили дома своими силами, применяя привычные для себя архитектурно-планировочные формы. В декоративном оформлении выделялись два типа русского народного деревянного зодчества: северный и южный. Северный-русский тип характеризовался геометризмом форм, пропорциональностью и простотой. Для второго, южно-русского, характерны более сложные приёмы, широкое использование зооморфных и антропоморфных мотивов, а также орнаменты народной вышивки и плетения кружев.
Со временем в домовом декоре произошла унификация традиций, утрата наиболее ярких национальных элементов украшений. Причиной стало обращение к наёмным плотничьим бригадам, которые располагали набором унифицированных мотивов деревянного декора. Уже в 1870 — 80-е годы произошёл переход от народного деревянного зодчества к профессиональному. С 1875 года по России стали издаваться большими тиражами работы Ропета и его единомышленников в русском деревянном стиле. «Мотивы русской архитектуры» содержали проекты деревянных церквей и домов, дач и бань, элементов интерьеров. Деревянные жилые дома, построенные под влиянием работ Ропета, были чрезвычайно распространены во Владивостоке. По образу и композиционному решению, это были городские особняки в два этажа, первый из которых иногда каменный. Встречались симметричные и асимметричные композиции главного фасада.

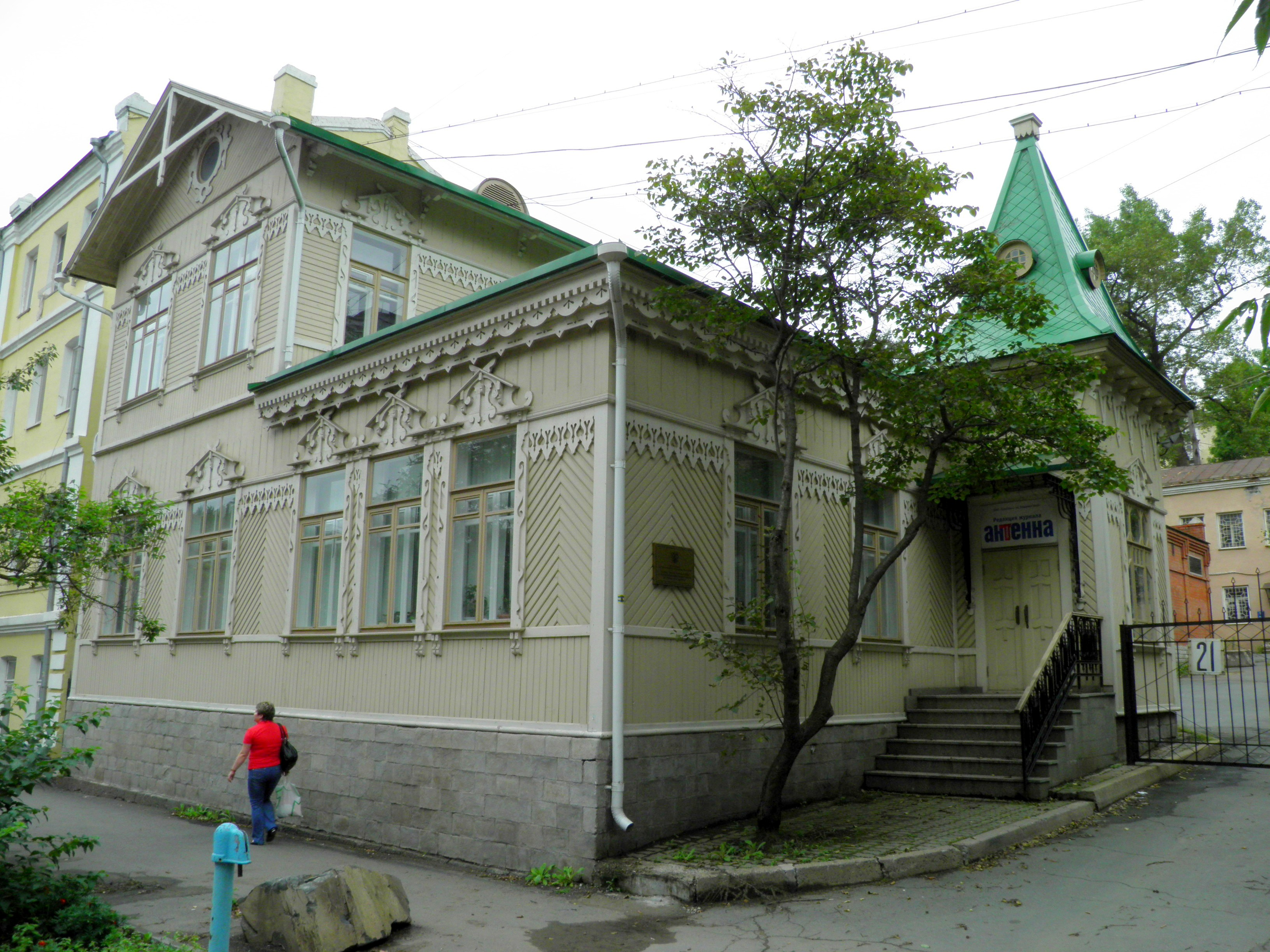
Деревянный жилой дом
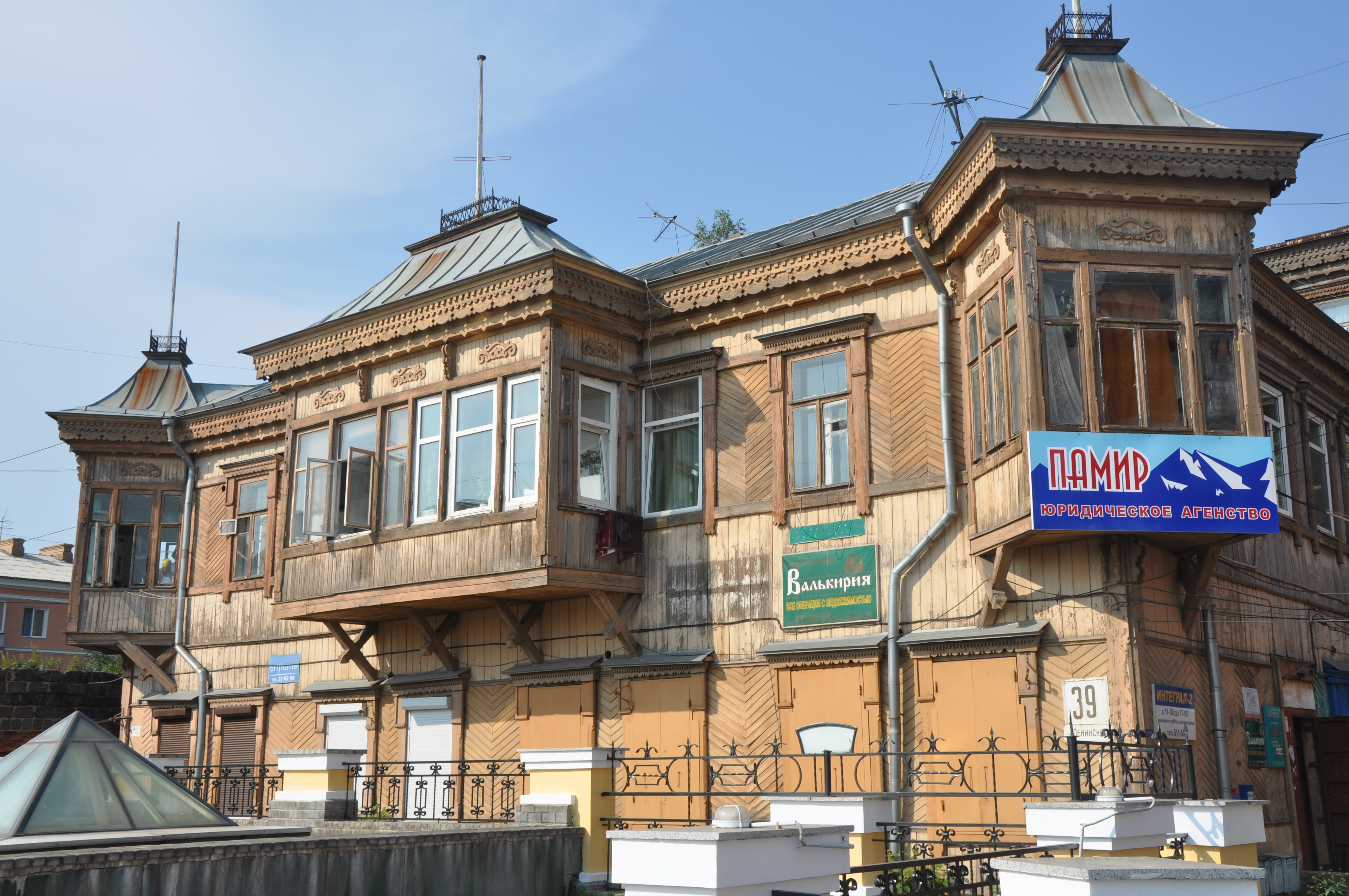
Ансамбль жилых домов на Светланской улице
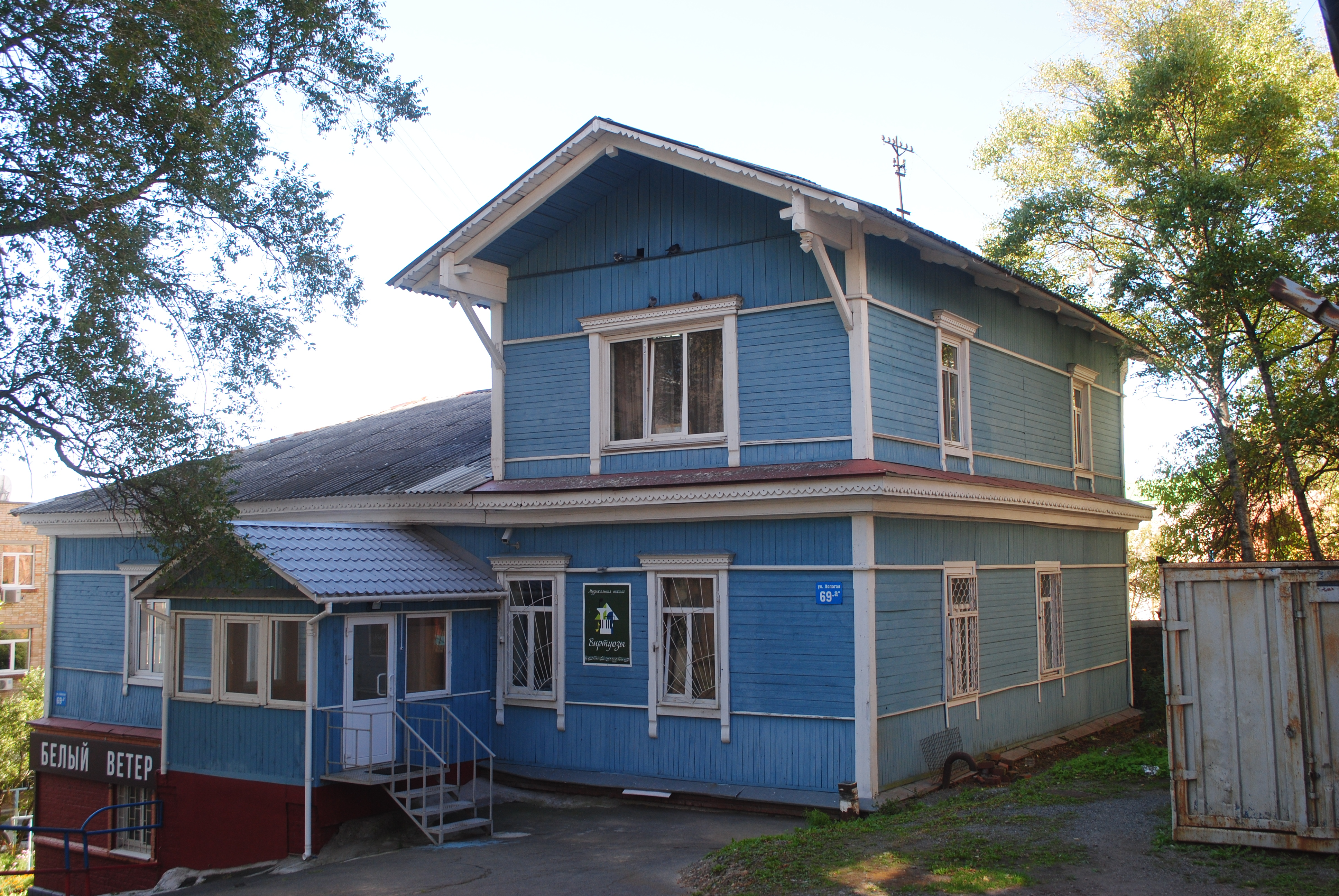
Жилой дом на Пологой улице
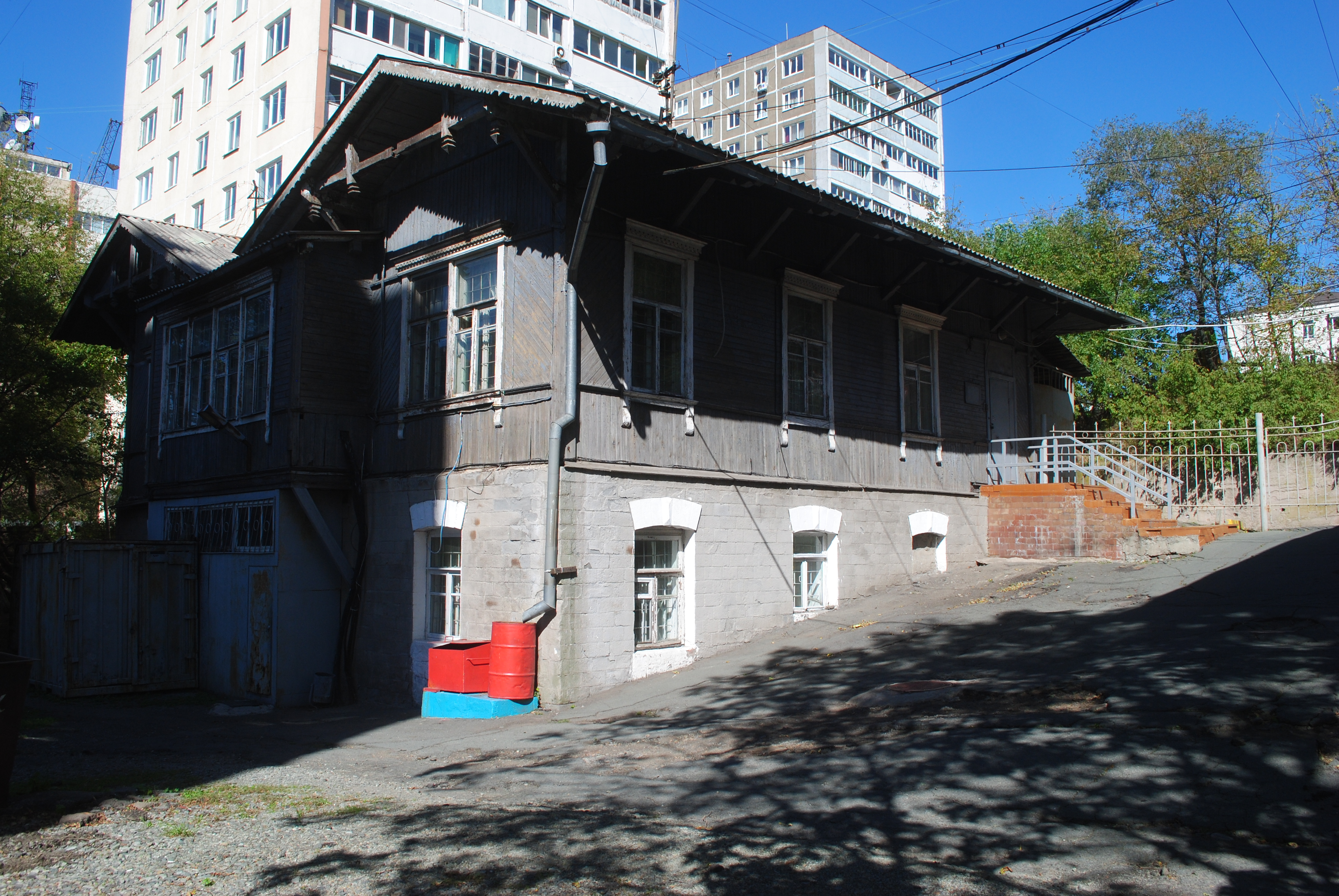
Жилой дом на улице Уборевича
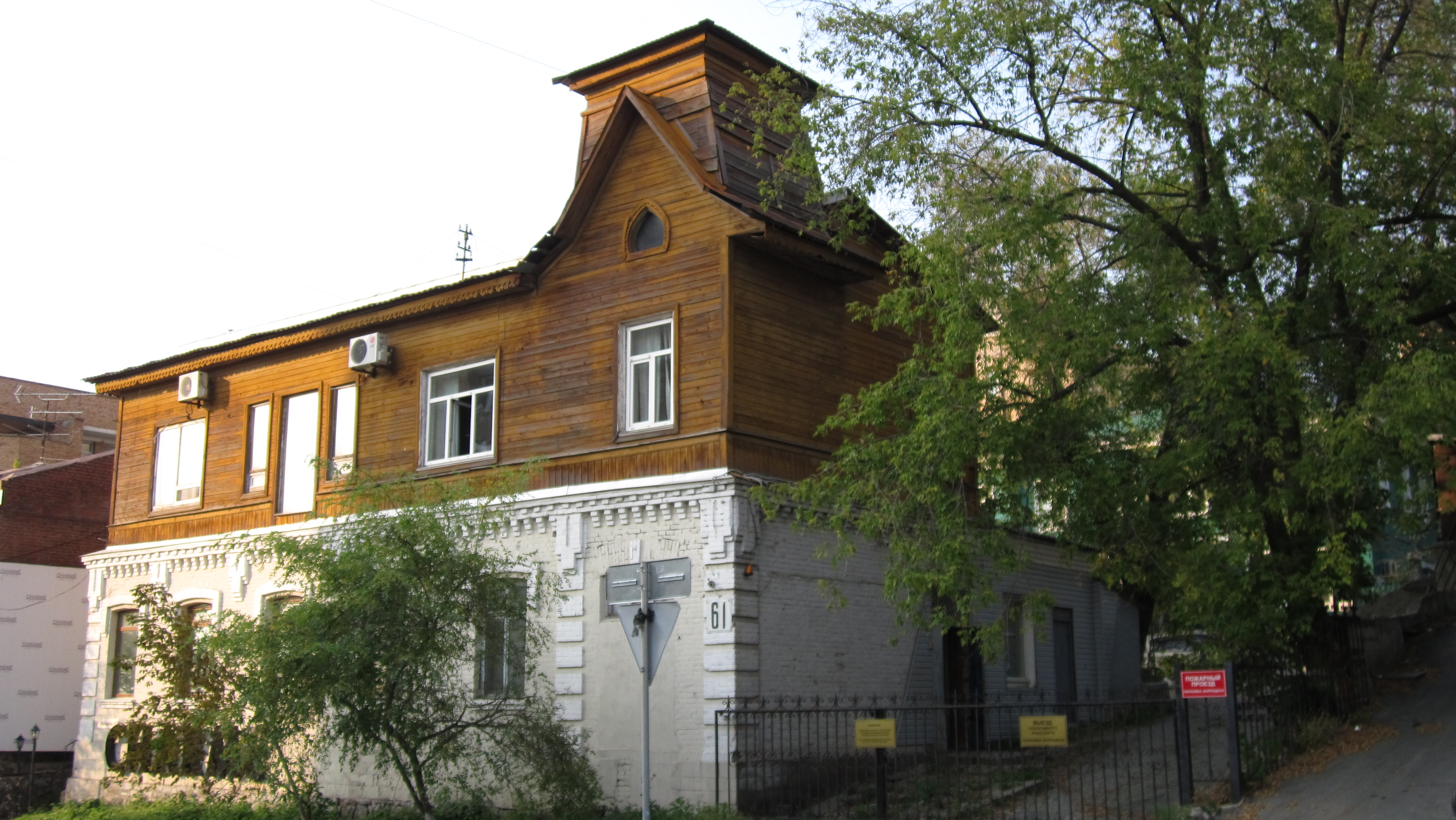
Бывший особняк на Фонтанной
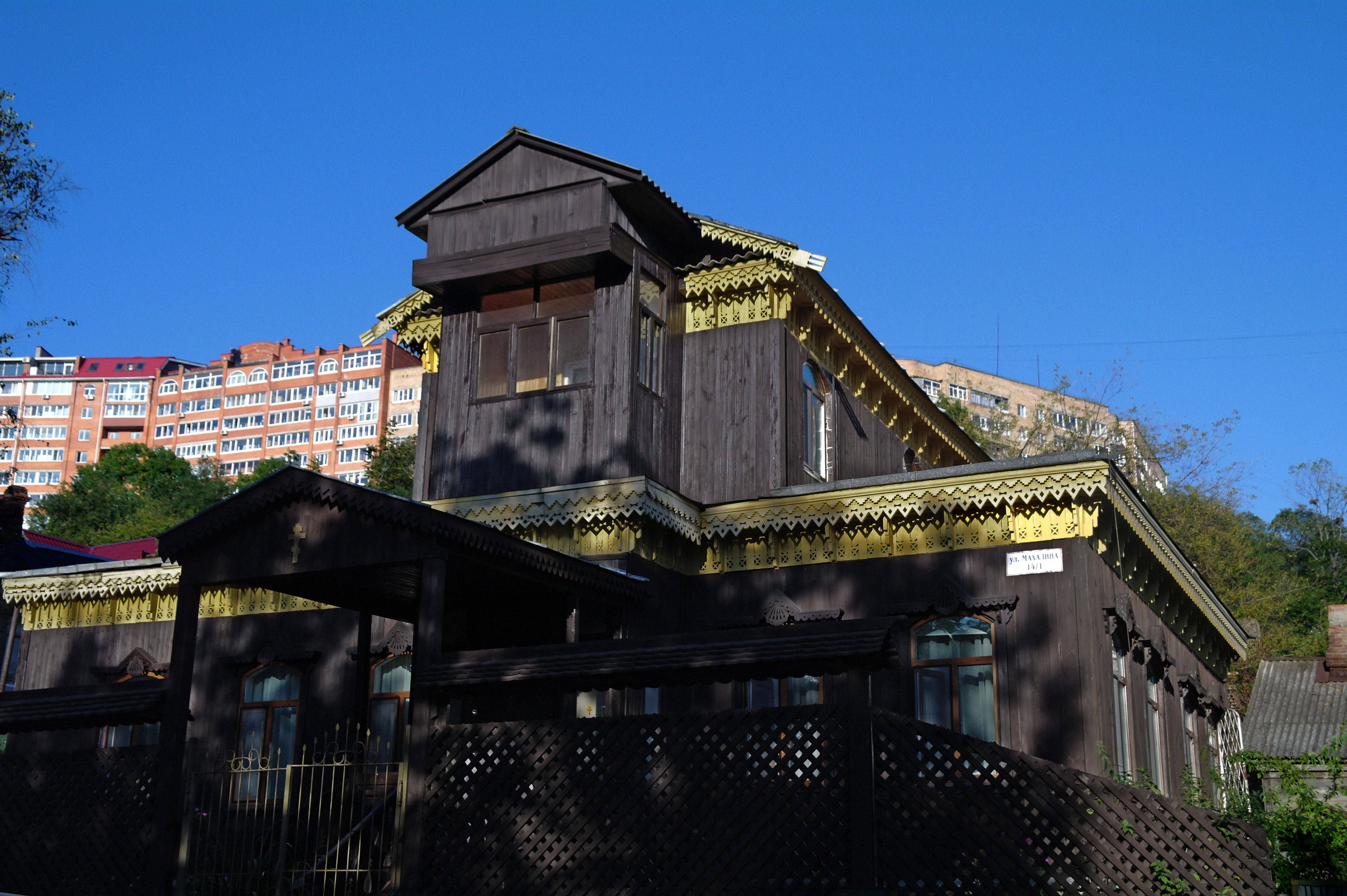
Деревянная усадьба по улице Махалина
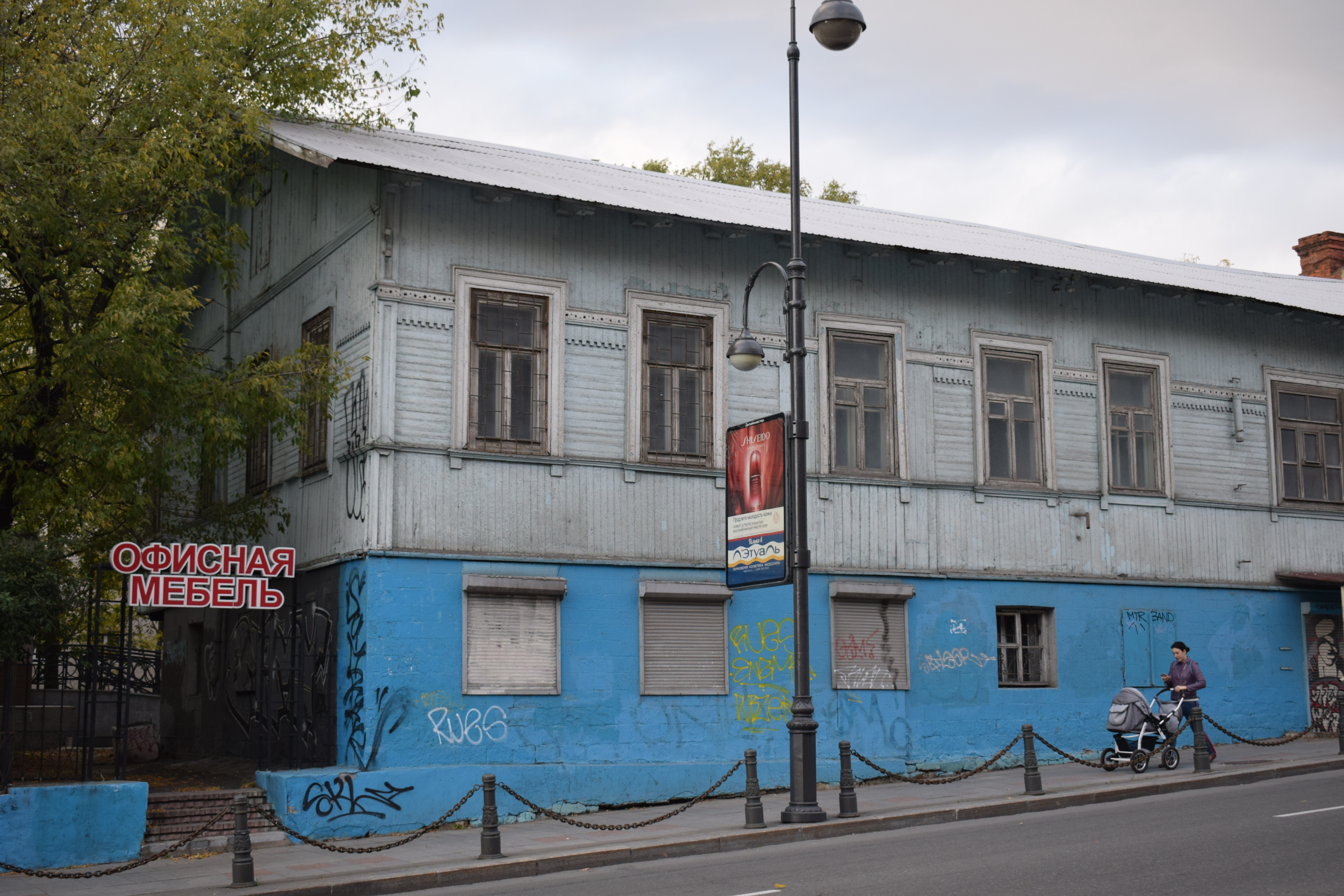
Каменно-деревянный дом
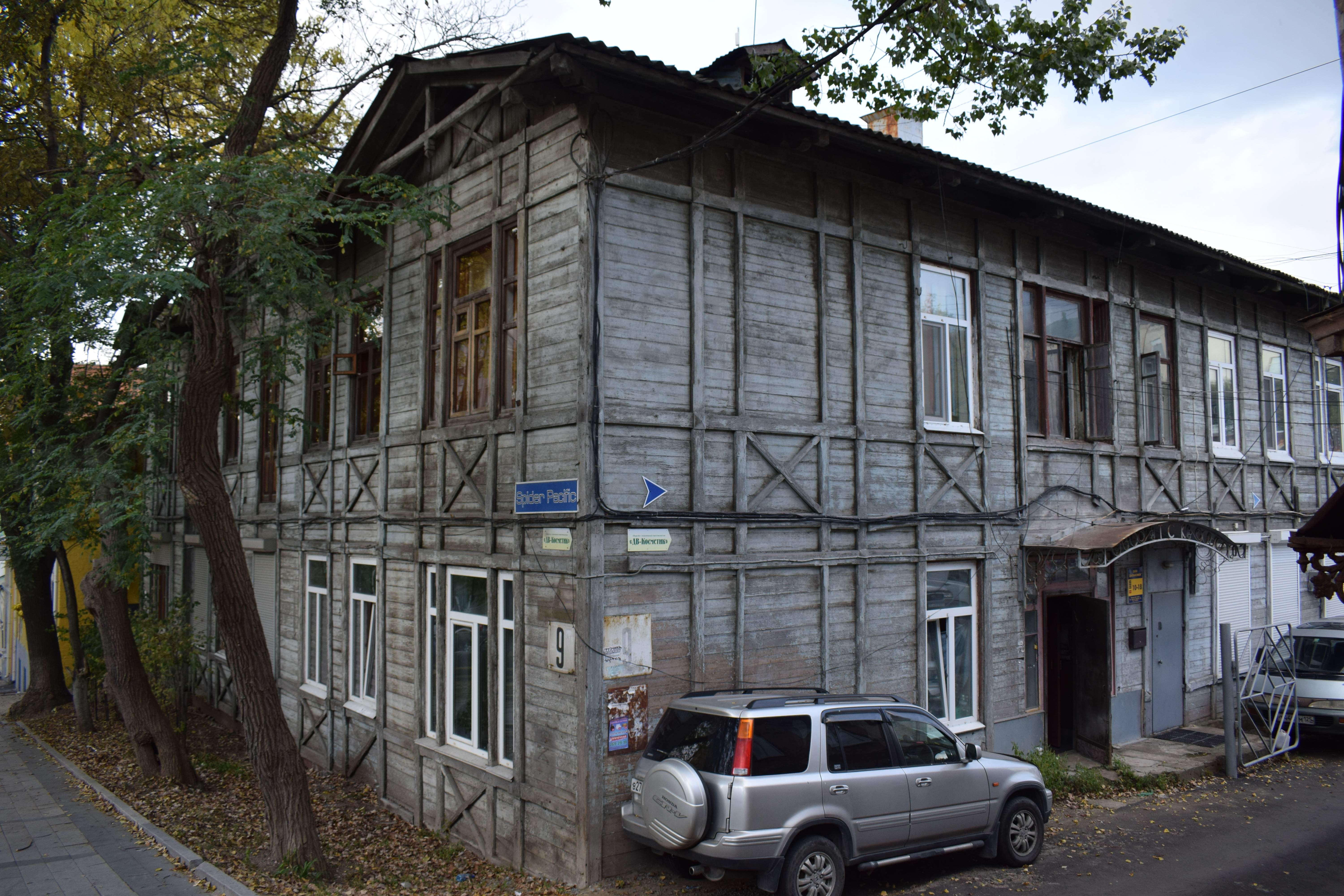
Деревянный дом с имитацией фахверка
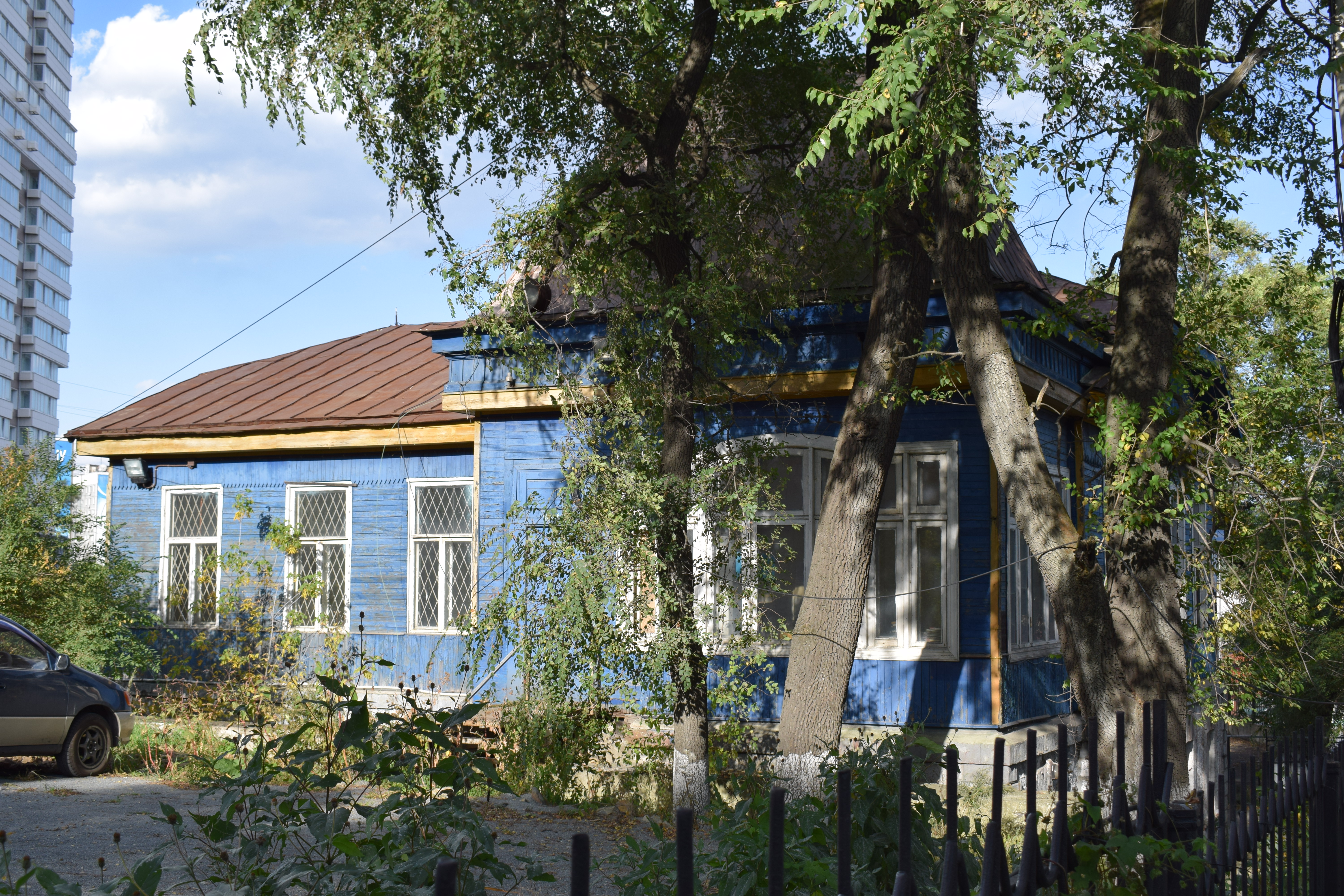
Образец деревянного модерна на улице Гоголя
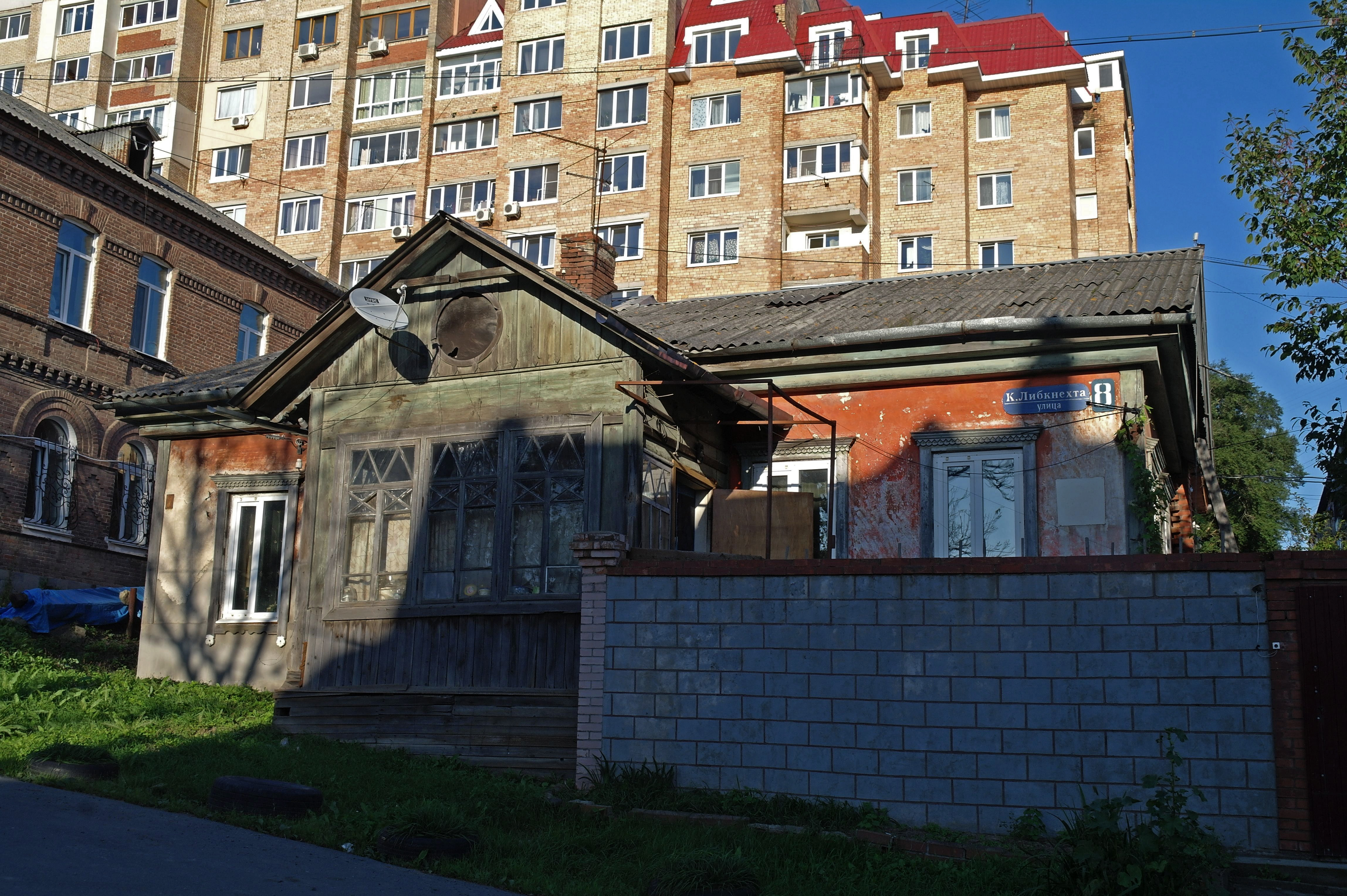
Жилой дом на улице Карла Либкнехта

Ропетовский стиль, будучи одобренным на государственном уровне, позволял активно использовать мотивы русского деревянного зодчества и при строительстве общественных зданий: гимназий, гостиниц, офицерских флигелей, магазинов и др. Большинство из них не сохранились до наших дней. По свидетельству В. М. Маркова, многие общественные здания во Владивостоке, построенные по проектам первого городского архитектора Ю. Э. Рего, были выполнены в стилистике русского деревянного зодчества. К ним относились: здания мужской гимназии, мужской прогимназии, Морского собрания, офицерские флигеля, магазины и др. Одной из главных построек было здание Общедоступного театра-цирка И. К. Боровикса на Первой Морской улице, неподалёку от железнодорожного вокзала. Стилистика театра совпадала с гротескным стилем народных театров и выставочных павильонов, возведённых по проектам Ропета и В. А. Гартмана, с характерным произвольным сочетанием того, что «современниками воспринималось как знаки русского»: утрированных деревянных подзоров, прилечин, «солнц» и т. п.
Деревянная архитектура долгое время преобладала во Владивостоке. В 1960-е — 70-е годы большая часть деревянных частных домов в центре города была снесена, а на их месте возникли типовые панельные здания. В настоящее время на государственную охрану поставлено около 25 памятников деревянного зодчества. Из исторических районов деревянной застройки относительно хорошо сохранился район вокруг улиц Махалина (бывшая Маньчжурская), Абрекской, Карла Либкнехта (бывшая Японская), так называемая Офицерская слобода, имеющая статус архитектурного ансамбля. В центре слободы расположен Свято-Никольский кафедральный собор, выступающий доминантой, окружённый малоэтажной деревянной усадебной застройкой. По улице Махалина, 14 сохранился ансамбль деревянной усадьбы конца XIX века. В хорошем состоянии находится отреставрированный деревянный жилой дом — памятник деревянного зодчества по улице Фонтанной.

### Дореволюционная эклектика
| Временные рамки | Характерные материалы                                         | Архитекторы |
| --------------- | ------------------------------------------------------------- | --- |
| 1880-е — 1910-е | кирпич, известковый камень, бутовый камень, майолика, смальта | П. Е. Базилевский, И. И. Зеештрандт, В. К. Гольденштедт, Г. Р. Юнгхендель, И. В. Мешков, Н. Коновалов, В. А. Плансон, И. С. Багинов |

Во второй половине XIX века в архитектуре России утвердилась эклектика — архитектурный стиль, в котором основным методом поиска современного, на тот момент, языка стал ретроспективизм. Один из возможных путей поиска формального языка новой архитектуры того времени сформулировал в 1839 году архитектор И. И. Свиязев: современный язык в архитектуре должен объединить «все архитектуры на свете». В эпоху эклектики выработался свой подход к работе с историческими прототипами: равноправность стилей, с одной стороны, и избирательность в их использовании, с другой. Он позволил вычленять из архитектурных стилей отдельные мотивы, фрагменты, детали и использовать наиболее значимые из них для формирования вторичных стилей, или неостилей. В русле эклектики сформировалось несколько неостилей — новых модификаций художественных систем определённых исторических эпох или регионов: ведущее место среди неостилей российской эклектики занимали неоготика и неорусский стиль, за ними следовали необарокко, неоитальянский (ренессансно-классицистический), неокитайский, неомавританский, неотурецкий и др.
Особенностью дальневосточных городов было то, что они возводились на новых территориях и не имели своей собственной истории, в связи с чем выбор стилей-прототипов при строительстве не основывался на исторических корнях, а был определён общими тенденциями российской архитектуры. В итоге это привело к тому, что дальневосточные постройки украшали, в основном, те же формы, что использовались в архитектуре других русских городов. Своеобразие же дальневосточной эклектики проистекало из особого состава населения, включавшего различные этнические группы, активной миграции как российского, так и восточного населения, особый экономический статус (порто-франко) и другие факторы. Например, некоторые исследователи отмечают наличие в архитектуре Владивостока восточного, или неокитайского стиля.
Расцвет архитектуры эклектики во Владивостоке пришёлся на становление строительной базы дальневосточного региона, когда основным строительным материалом стал кирпич. Одновременно, Владивосток находился в более выгодном положении, в сравнении с другими городами региона, поскольку здесь использовался и известковый камень, добываемый на берегу Уссурийского залива в районах, прилегающих к бухте Лазурная, и бутовый камень, месторождения которого существовали в черте города (в Куперовой пади и в Мальцевском овраге). Ценные породы камня (гранит и песчаник) добывали на островах Русском и Рейнеке. Кроме этого, во Владивостоке применяли импортные строительные и отделочные материалы: «сухой» кирпич, завозимый из сопредельных азиатских стран, облицовочный кирпич, майолику и смальту, поставляемую морем иностранными компаниями.

#### Кирпичная эклектика

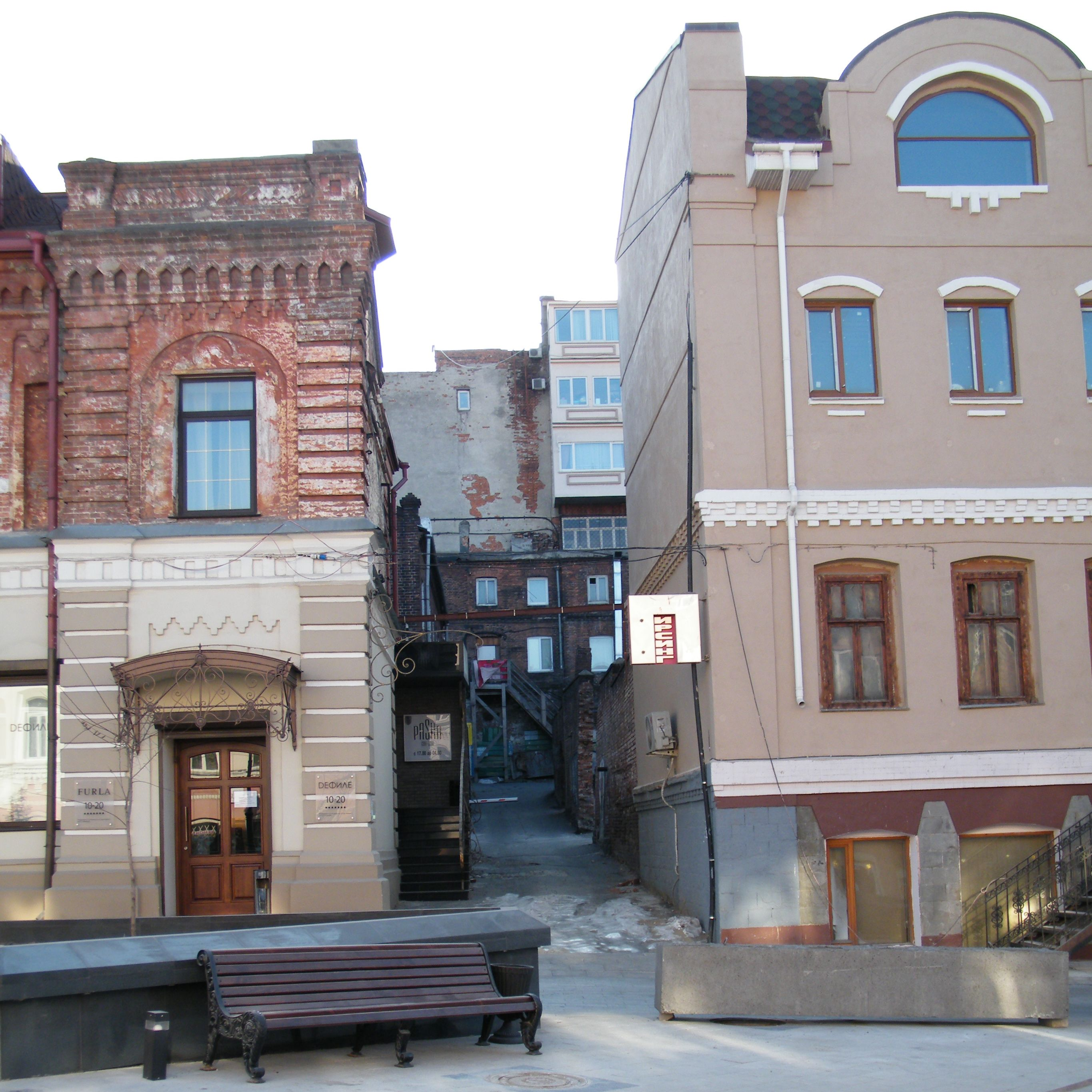
Вид на двор Миллионки, сохранившегося стихийного исторического китайского квартала Владивостока. Является ярким примером стиля порто-франко, в котором «кирпичные джунгли» скрываются за «нарочито-буржуазными фасадами».

Наиболее ярко кирпичная эклектика проявила себя в сформировавшемся во Владивостоке особом стиле порто-франко. Основными градоформирующими факторами в городе выступали: во-первых, строительство Владивостокской крепости и Тихоокеанского рейда, во-вторых — периодически вводившийся режим порто-франко. Поэтому город застраивался как военными инженерами с петербургским образованием, так и иностранными предпринимателями. Сочетанием этих факторов был сформирован ансамбль главных городских улиц, с «нарочито-буржуазными фасадами», за которыми скрывались «кирпичные джунгли».
Большинство поселений Дальнего Востока основывались, как военные посты, и Владивосток здесь не исключение. Для города также характерна «гарнизонная архитектура», как и для Хабаровска, Благовещенска, других городов Дальнего Востока. Многие здания, построенные военным ведомством сохранились до сегодняшнего дня в практически неизменном виде, во Владивостоке — целые кварталы. «Гарнизонная архитектура» имела большое влияние на фасадную застройку центра города. Ярким примером являются т. н. «Офицерские флигеля» архитектора И. И. Зеештрандта (1903), чьи фасады представляют собой уникальное сочетание кирпичного стиля и барокко.
На раннем этапе освоения Приморья получил распространение неосредневековый стиль; сооружения замкового, «средневекового» характера строились в Спасске-Дальнем, Уссурийске, Раздольном. Во Владивостоке в данном стиле было построено первое здание Железнодорожного вокзала. Наиболее ярким его примером сегодня является здание бывшего китайского консульства архитектора Платона Базилевского. Кирпичное, прямоугольное здание, поднятое на двухъярусной террасе, было украшено массивной башней с зубчатым завершением и пинаклями по углам, вход оформлен пилонами с завершением в виде башенных корон.

#### Дальневосточная готика

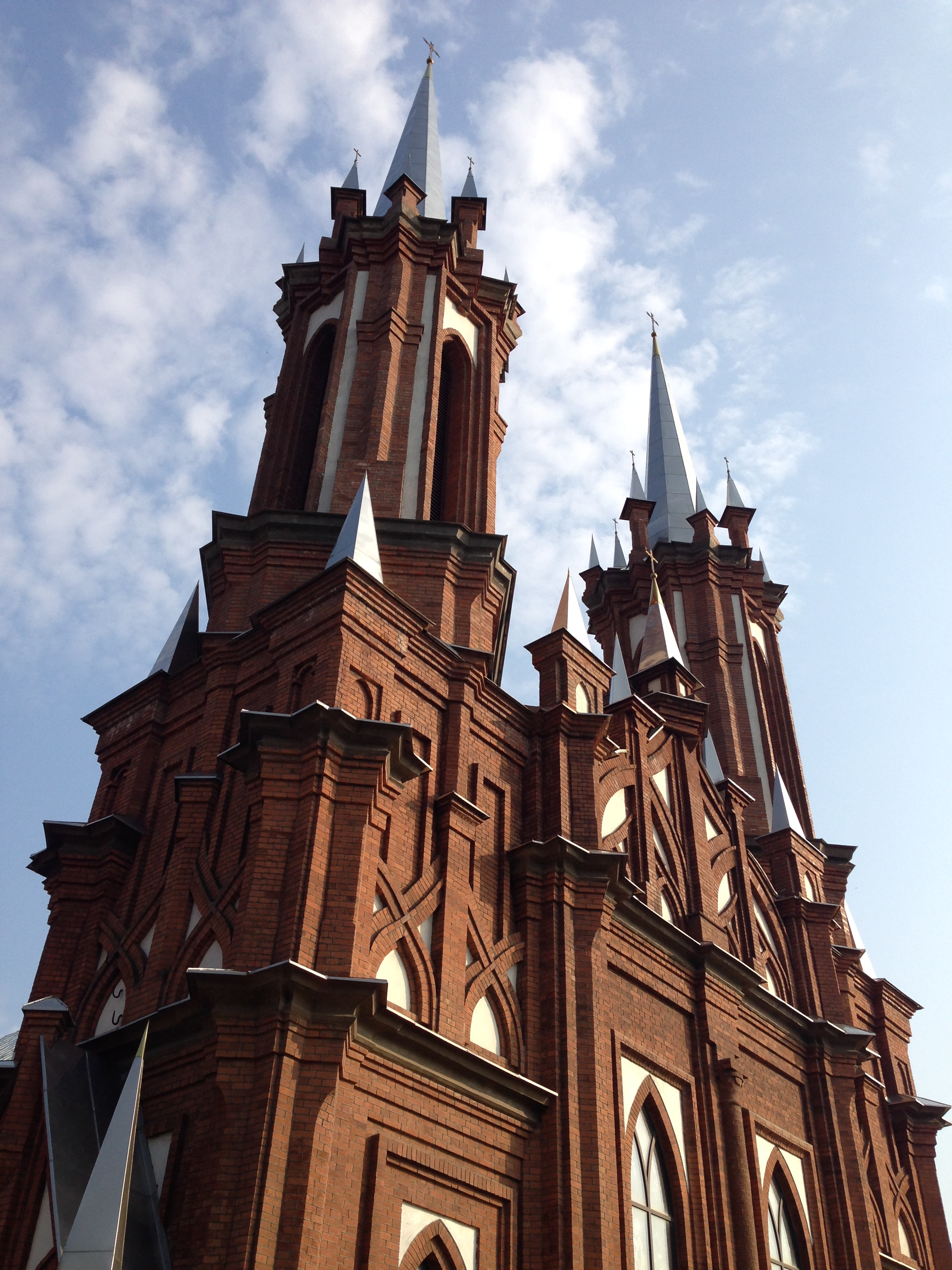
Церковь Пресвятой Богородицы.
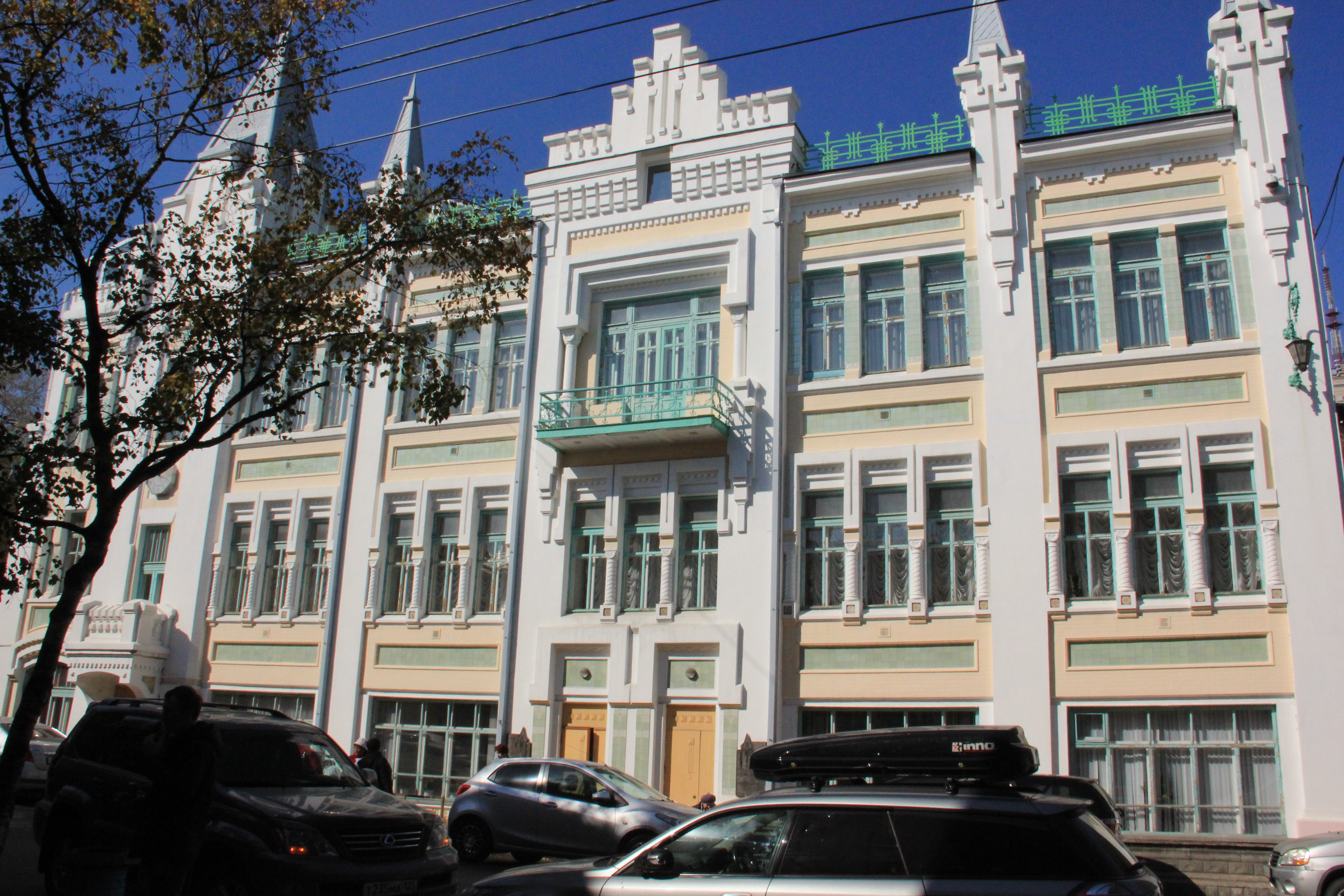
Собрание приказчиков.
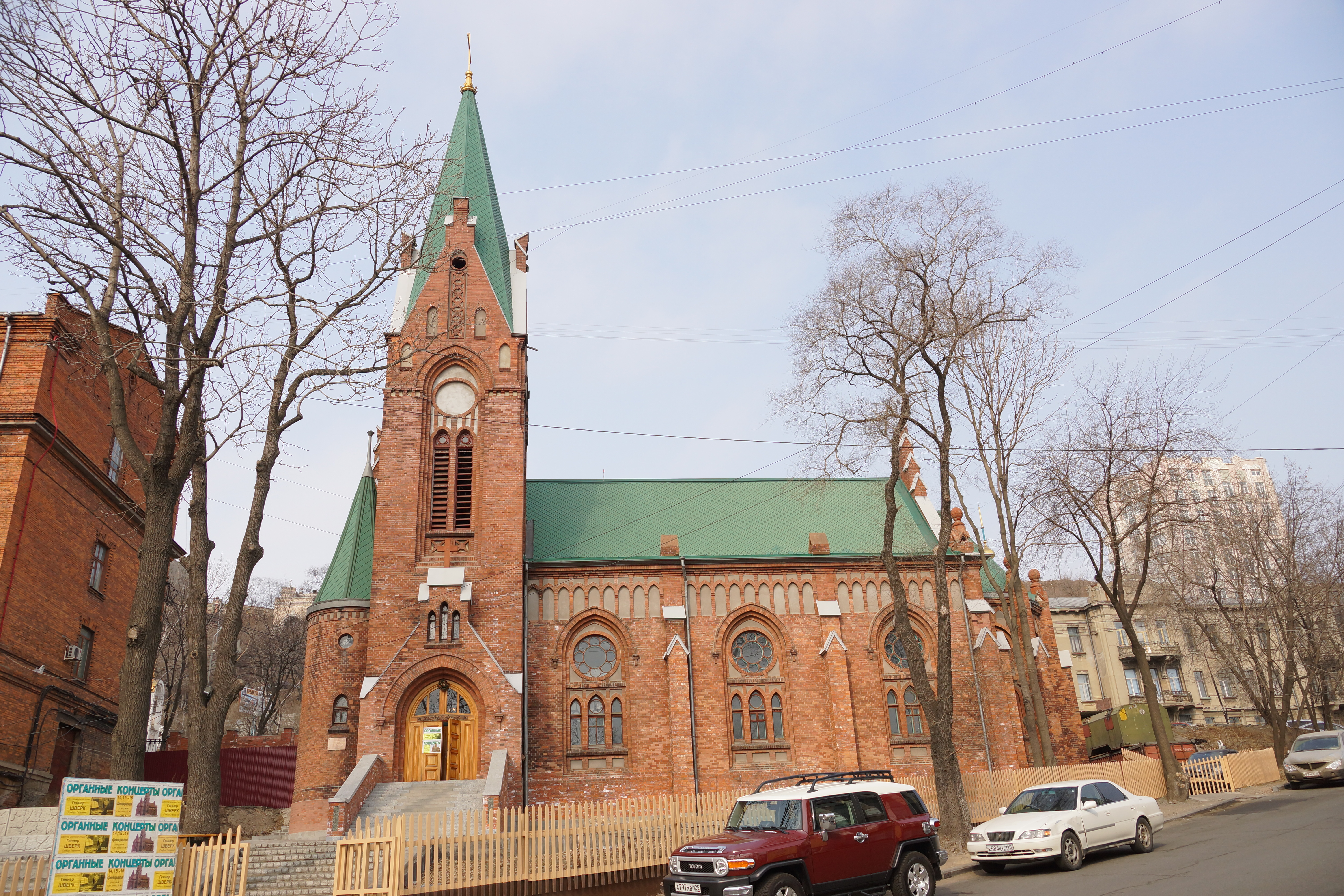
Церковь Святого Павла.
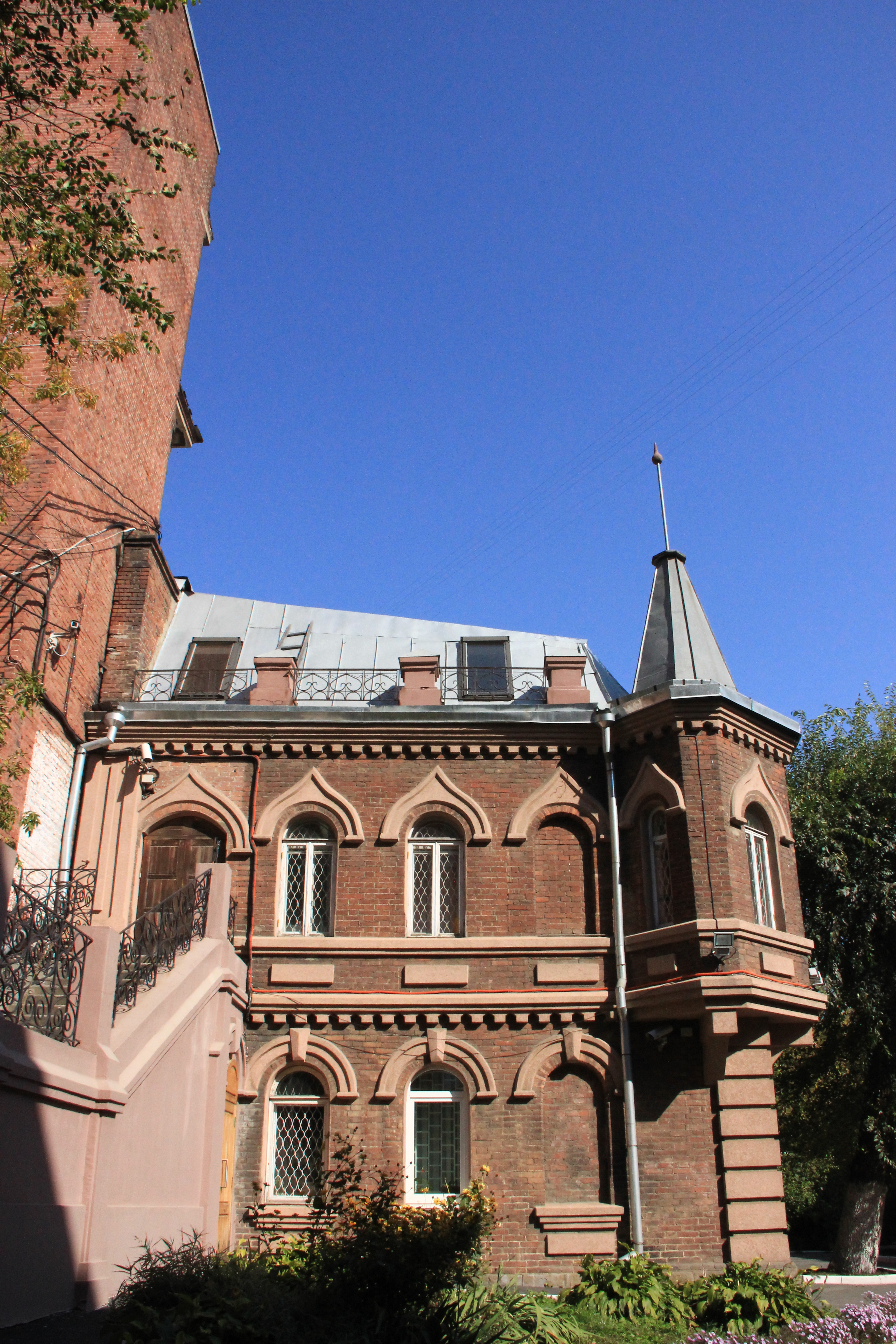
Особняк Даттана.
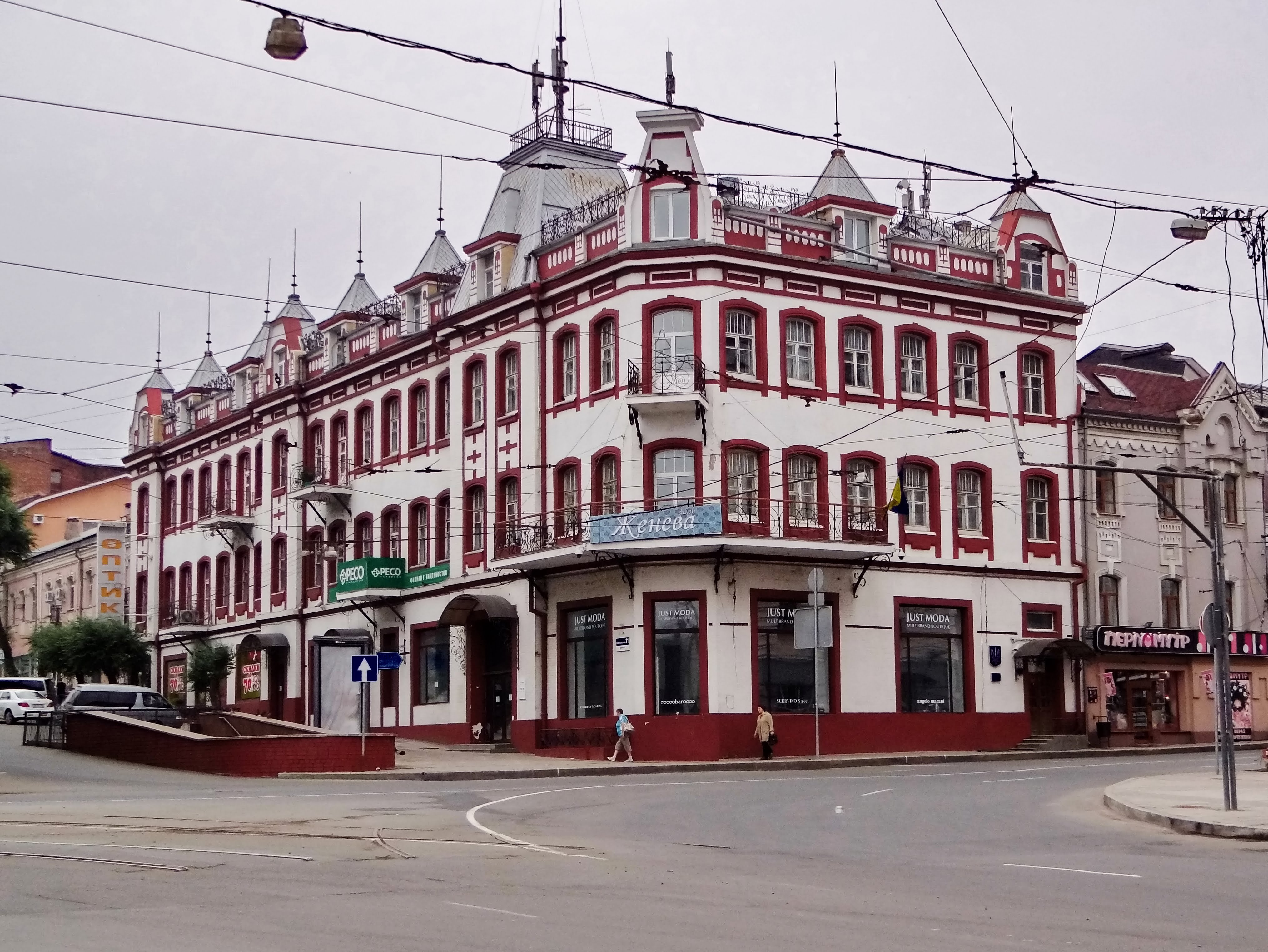
Гостиница «Централь».
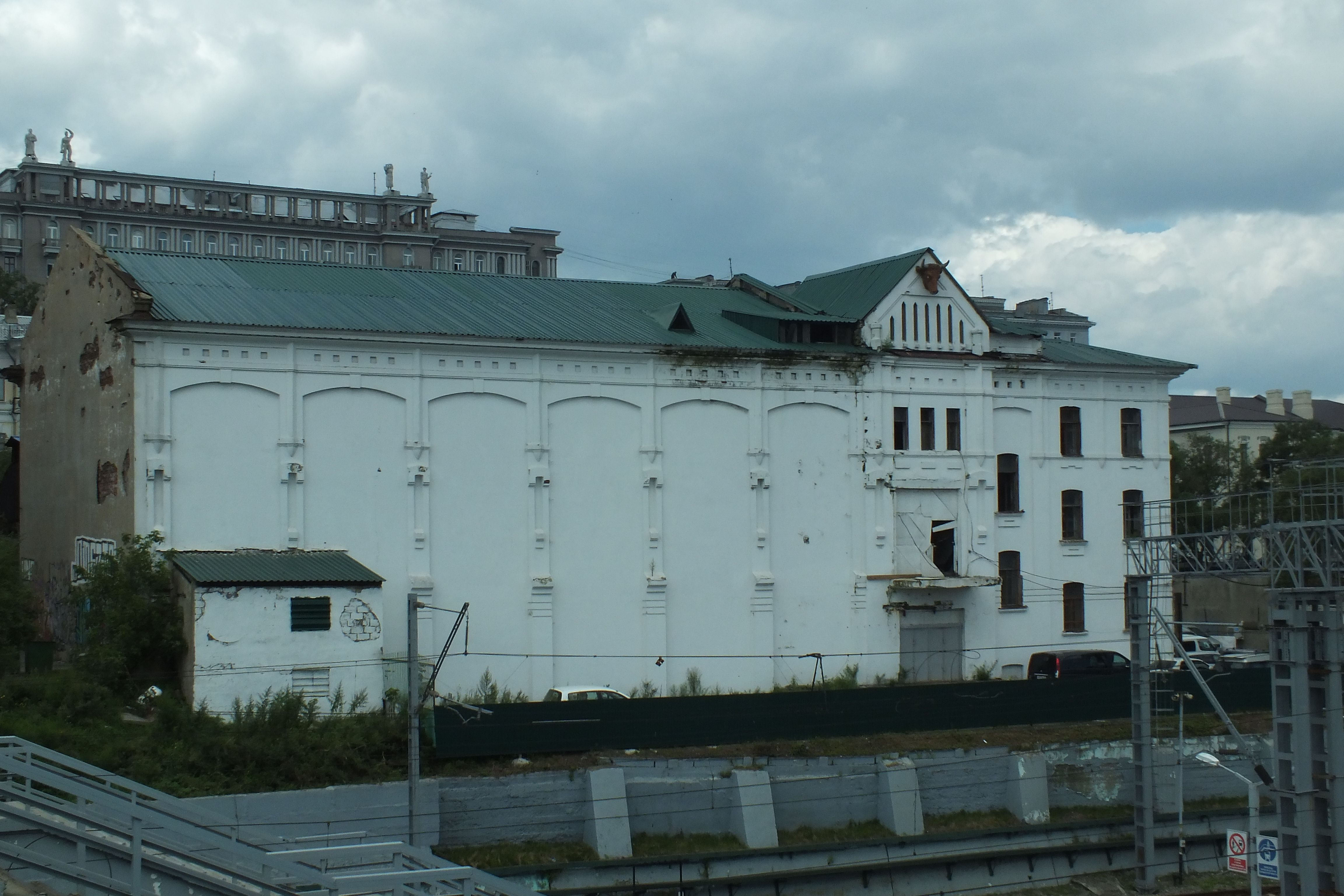
Рефрижератор.

Ещё одним ответвлением эклектики стала дальневосточная готика. На Дальнем Востоке неоготические элементы, органично вписанные в кирпичный стиль, широко применялись в гарнизонной архитектуре, оформлении частных особняков; в меньшей степени — в утилитарных постройках: блокгаузах, складах, рефрижераторах, промышленных зданиях, пристанционных водонапорных башнях и домиках путевых обходчиков. Среди заказчиков крупных зданий в конце XIX — начале XX вв. важную роль играли немецкие коммерсанты (например, «Кунст и Альберс»), которым принадлежало большое количество зданий во всех крупных городах Дальнего Востока. По мнению исследователя А. П. Ивановой, истоки дальневосточной готики можно искать в двух направлениях: ностальгическом ретроспективизме немецкой диаспоры и в столичной моде, то есть подражании московским купцам-старообрядцам, в частности клану Морозовых, представители которых, получив образование в Оксфорде и Кембридже, вернувшись на родину, начали строительство викторианских особняков с готическими интерьерами.
А. П. Иванова указывает, что дом Московского купеческого общества (1882, арх. Б. В. Фрейденберг) был выдержан в стиле лаконичной готики. Во Владивостоке же было возведено типологически схожее здание — Собрание приказчиков (1907—1908, арх. П. Вагнер). Прямоугольная в плане, трёхэтажная постройка была возведена на террасе, врезанной в склон сопки, из кирпича, с расчленёнными по вертикали пилястрами стенами. К готике в здании отсылают пинакли с шатровыми завершениями, венчающие пилястры, ступенчатые полуфронтоны с шатровой крышей над входом, узкие высокие окна-бойницы второго и третьего этажей. Владивостокский торговый дом «Вальденер и Пеппель» (1907, арх. В. К. Гольденштедт) исследователь сравнивала с торговым домом «Мюр и Мерилиз» в Москве (1907, арх. Р. И. Клейн). Условно готический силуэт зданию предавали семь острых пирамидальных башенок со шпилями, венчающих мансардные окна, трапециевидный шатёр, акцентирующий главный вход и другие элементы декора.
Расцвет кирпичного производства с середины XIX века совпал с модой на увлечение готикой в Германии. На Дальнем Востоке неостиль кирпичная готика нашёл воплощение в здании лютеранской кирхи, построенной на деньги немецкой общины, и в ряде зданий, которые принадлежали верхушке менеджмента иностранных торговых компаний («Кунст и Альберс», «Лангелитье»). Особенно показательны в этом отношении частные дома И. Лангелитье и А. Даттана. Кирпичный, прямоугольный в плане особняк А. В. Даттана был построен в 1891 году по проекту неизвестного архитектора. Угол здания выделен шестигранным эркером под шатровой крышей, фасад декорирован глубоким рустом. Готическими элементами в здании выступают спаренные стрельчатые окна, объединённые общими арками, готический карниз. Дом И. М. Лангелитье, построенный в 1893 году на склоне сопки, снизу воспринимается готическим многобашенным замком, так как все углы постройки венчают разновысотные пинакли. Окна так же имеют стрельчатые очертания. Композиционным центром фасада выступает большое сдвоенное окно, обрамлённое готической стрельчатой аркой. Слиянием кирпичного стиля и неоготики выделялось здание Рефрижератора.
По проекту немецкого архитектора Георгия Юнгхенделя в 1907 году была построена каменная лютеранская Церковь Святого Павла. В начале освоения Владивостока лютеранская община играла большую роль в жизни города: в неё входили губернатор Приморской области Павел Унтербергер, немецкие предприниматели Кунст и Альберс, золотопромышленник Юлий Бриннер и другие влиятельные граждане, благодаря которым в городе появился лютеранский храм. Стены и облицовка кирхи были выложены из красного кирпича, а объёмно-пространственная композиция здания выполнена в стиле северонемецкой готики, характерной для лютеранских храмов конца XIX века. Кирха — однонефный храм с удлинённым корпусом и стрельчато-сводчатым покрытием. С восточной стороны завершается восьмигранной апсидой, с западной — пристроена четырёхгранная башня колокольни с шатровой крышей. Главный вход представляет собой стрельчатый портал, узкие стрельчатые окна чередуются с простенками, усиленными контрфорсами. Здание полностью украшено декором в готическом стиле.
В 1909—1921 годах велось строительство Католической церкви Пресвятой Богородицы. Католический костел был выполнен в рамках восточноевропейской готики XVI века, в так называемом стрельчатом стиле. Расположенное в одном из самых высоких мест Владивостока, здание было украшено высокими стрельчатыми окнами и простенками-контрфорсами, а с его лицевой стороны установлены две массивные башни, в одной из которых расположилась колокольня.

#### Русский стиль

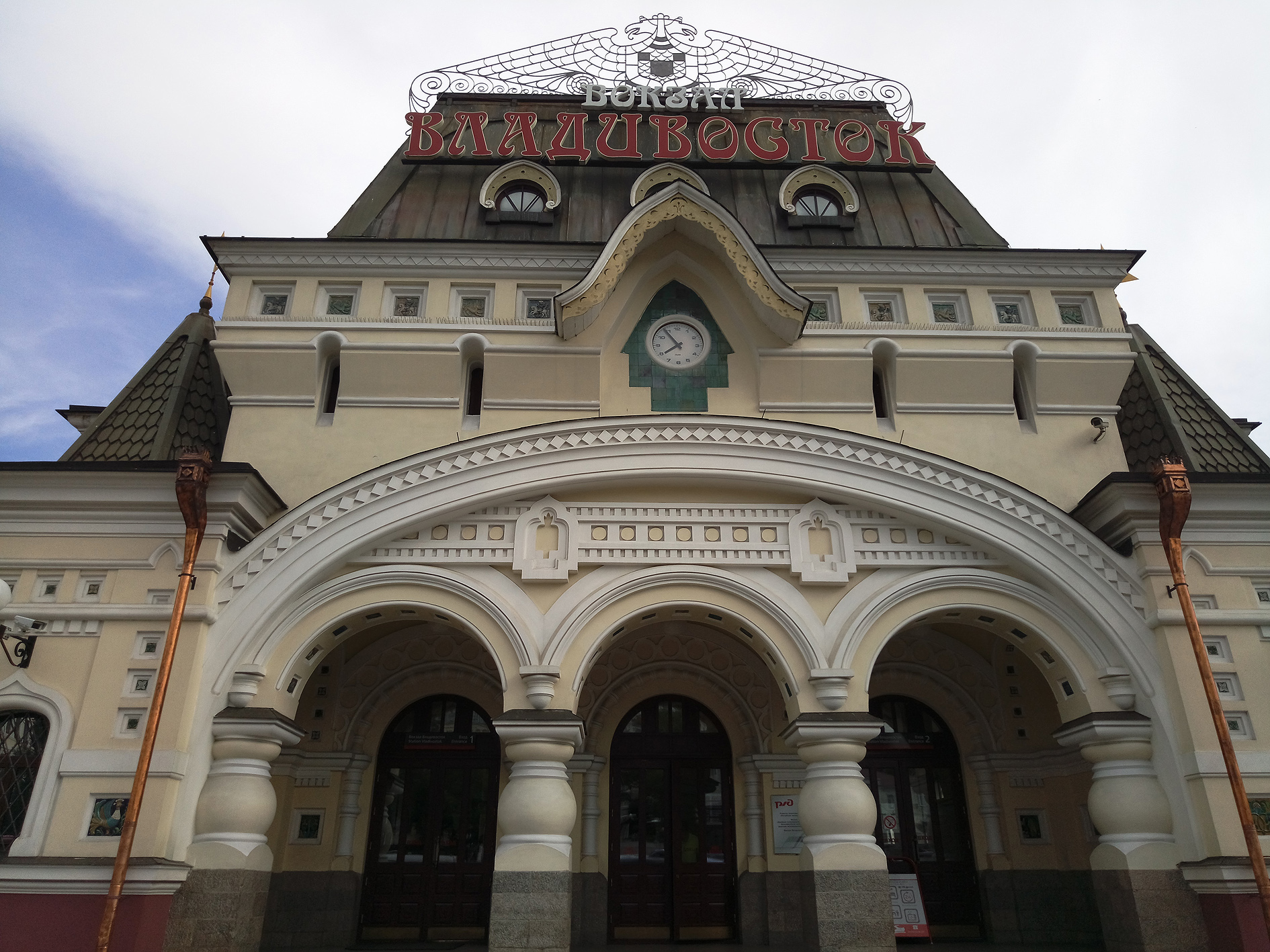
Железнодорожный вокзал (1912 год).
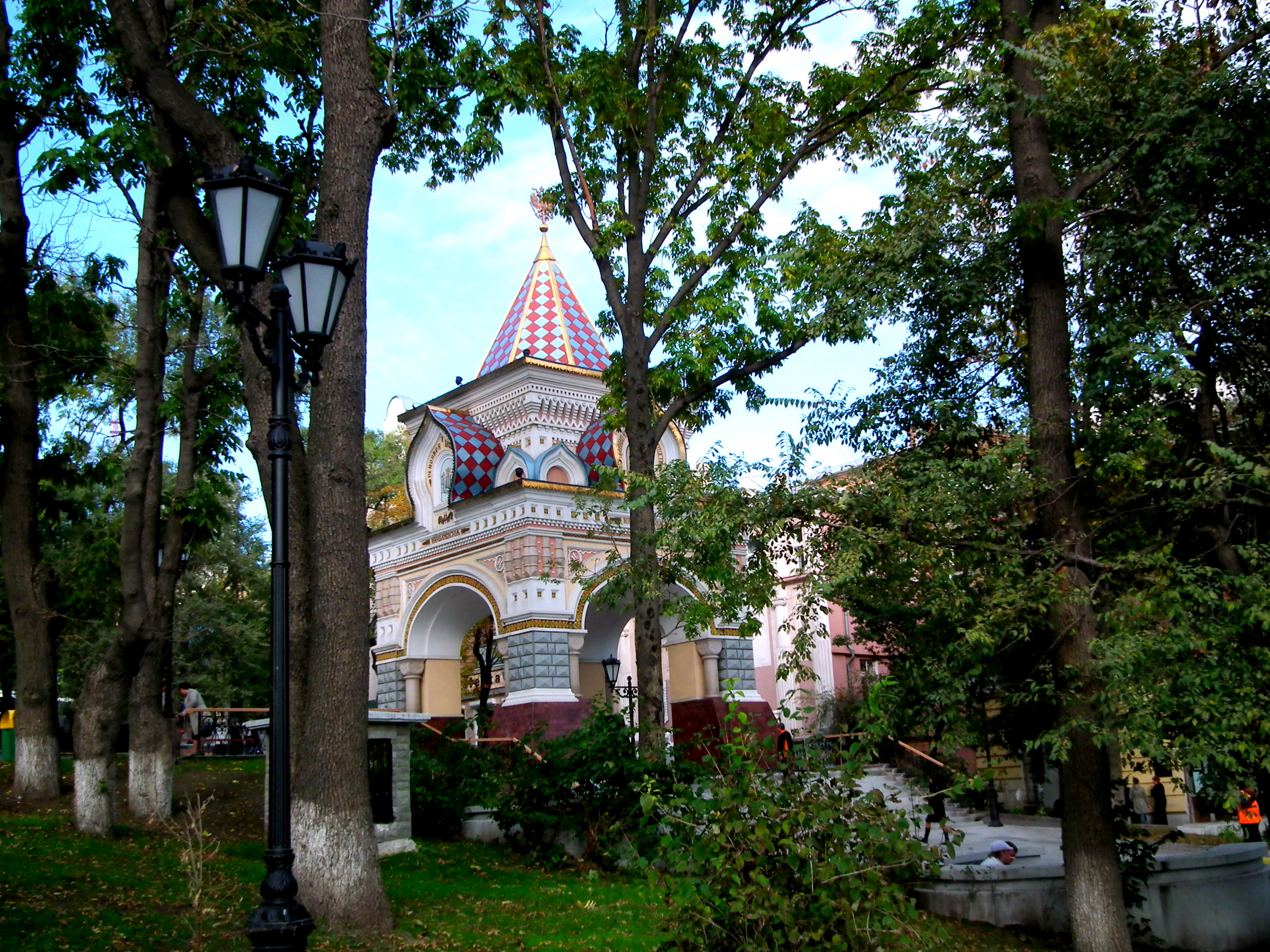
Восстановленные Николаевские Триумфальные ворота (2003 год).
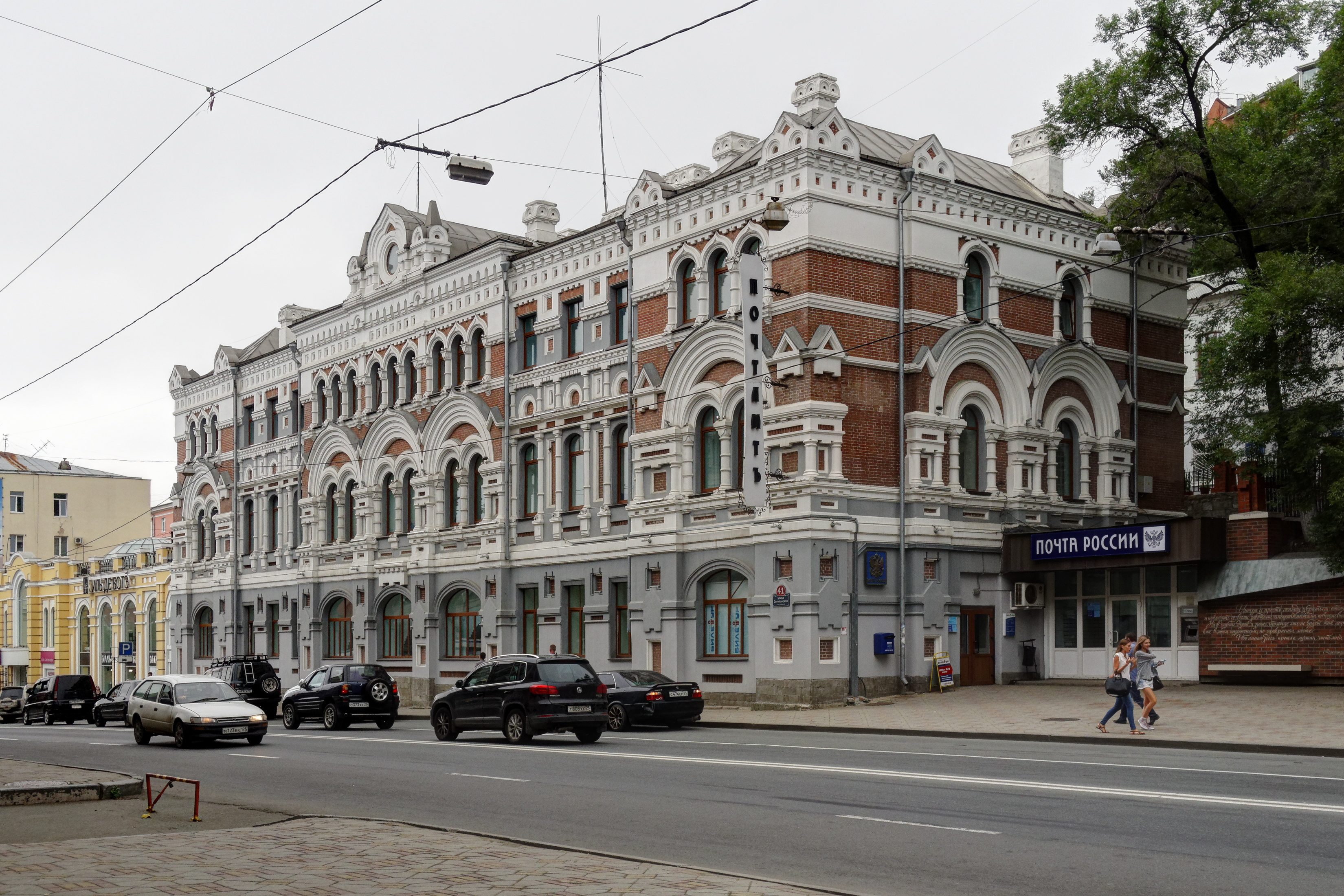
Почтамт (1899 год).

Творческие поиски в европейской и русской архитектуре XIX века были связаны в первую очередь с рождением «национального» направления. Если для западной Европы среди образцов главенствовала готика, то в России концепция воплотилась в византийском и русском стилях. Развитие русского стиля на Дальнем Востоке было обусловлено несколькими факторами: он выступал, как средство патриотической пропаганды в преддверии колониальных войн, был культурным символом патриотизма, напоминая о «русских корнях» переселенческого движения, символом постоянной связи с «внутренней» Россией. В регионе русский стиль получил несколько разновидностей: романовский, возникший в связи с 300-летием династии Романовых и посещением наследником престола дальневосточных городов; русский — коммерческий, купеческий вариант стиля; неорусский — национальная версия модерна; усадебный и Ропетовский — деревянный.
По сравнению с другими городами Восточной Сибири и Дальнего Востока русский стиль в архитектуре Владивостока не получил значительного распространения. На первоначальном этапе важную роль в его продвижении играла православная церковь, выступавшая основным заказчиком на конкурсах по строительству культовых зданий. В рамках храмового строительства сложился хорошо опознаваемый образ православного храма, чей силуэт стал одним из символов русского присутствия в регионе, воплощением государственной идеологии. В городе до 1917 года было построено не менее 50 храмов. Первым каменным зданием в русском стиле во Владивостоке стал Успенский кафедральный собор, построенный по проекту архитектора Миллера в 1889 году. Здание было выстроено в традициях раннего русского стиля, связанного с воплощением концепции народности Николая I, наиболее точно отражённого в работах К. А. Тона и его школы. Успенский собор, выстроенный «кораблём», то есть с пристроенной по оси здания колокольней, во многом напоминал церковь во имя Благовещения Пресвятой Богородицы в Санкт-Петербурге, выстроенную по проекту Тона в 1849 году.
К ярким представителям русского стиля в застройке Владивостока также относят здание почтово-телеграфной конторы, Триумфальную арку и Железнодорожный вокзал. Все три постройки были связаны с государственным заказом и выполняли идеологическую функцию связи востока и центра страны: арка — морские ворота города, почтамт — непрерывная информационная связь, вокзал — транспортная магистраль. Наиболее показательна история реконструкции вокзала, который первоначально был выстроен в стиле эклектики, но, после возведения в Москве Ярославского вокзала, началась его реконструкция в русском стиле, в формах, повторяющих архитектуру столичной постройки — как символ начала и конца Транссибирской магистрали, главной транспортной артерии страны.
Николаевская Триумфальная арка, построенная в честь приезда в город цесаревича Николая в 1891 году, была единственным во Владивостоке частным заказом, выполненным в русском стиле. В архитектуре постройки отразилась идеологическая концепция Александра III, ориентированная на допетровскую эпоху и бравшая за архитектурную модель русское узорочье XVI — XVII веков. Здание Почтово-телеграфной конторы, возведённое архитектором А. А. Гвоздзиовским в 1899 году, отсылало в стилистике к архитектуре Петербурга, в частности, многократно обсуждавшемуся в своё время в журналах и газетах доходному дому Н. П. Басина, построенному в 1878—1879 годах. Здания были схожи прямоугольным симметричным объёмом, членением оконных проёмов, лепным кружевом наличников, колонок, ширинок, сандриков, арок и венчающих крышу кокошников. В архитектуре здания прослеживалось свойственное эклектике разделение конструкции и фасада и перегруженность последнего декором.

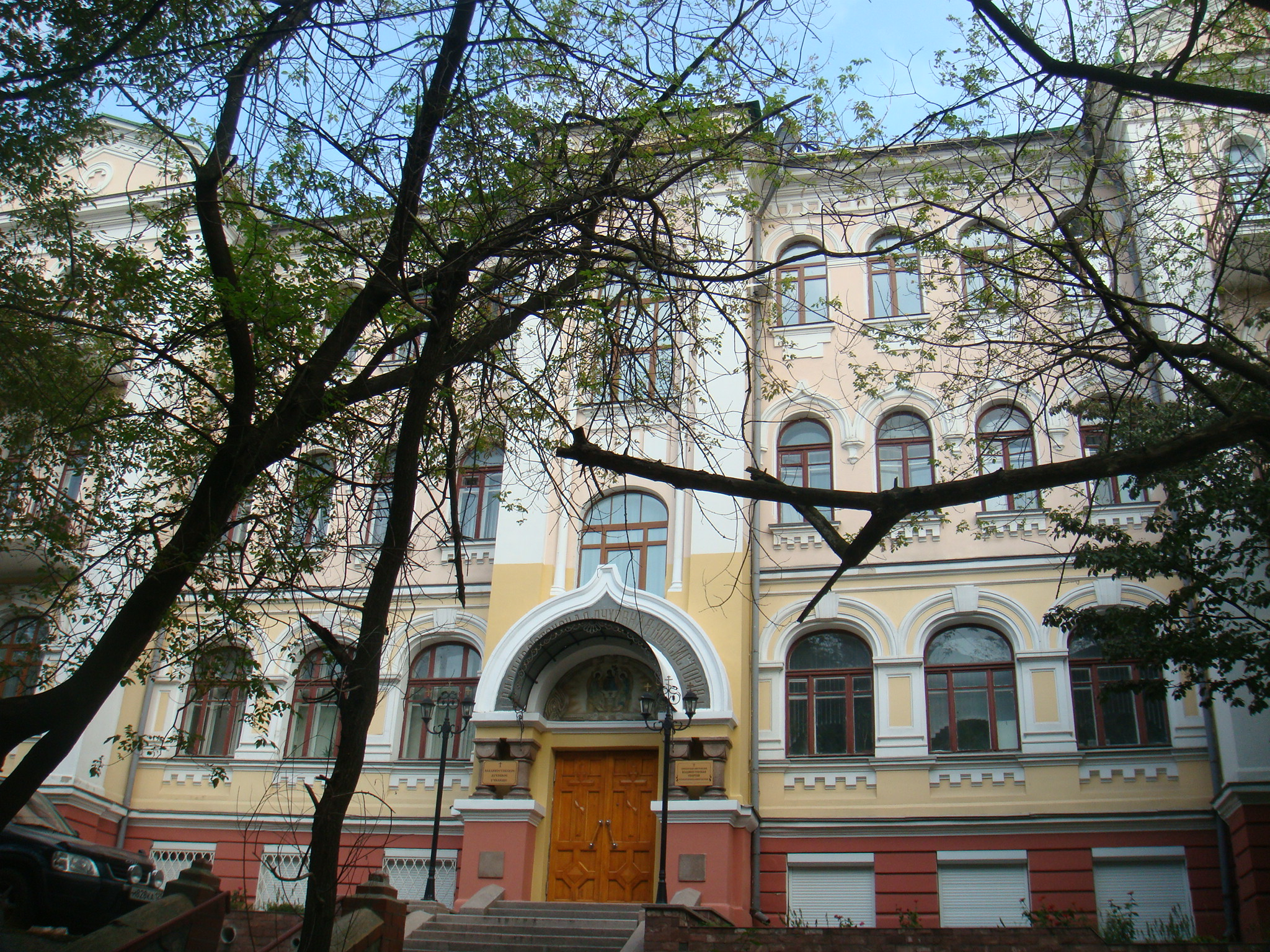
Здание владивостокской духовной консистории (1910—1912 гг. арх. Н. Коновалов). Выстроено в русле модерна, в неорусском стиле. Национальные мотивы видны в декоре фасада: килевидные кокошники в аттике и над порталом, врезные полуколонки по бокам от входа.

Экспериментами с допетровскими формами выделялись здания Покровской церкви и Архиерейского подворья. Подворье, выстроенное по проекту военного инженера И. В. Мешкова в 1901 году, представляло собой композицию из трёх геометрически правильных объёмов: дома с молельней, колокольни и храма-часовни Александра Невского. В зданиях прослеживались основные тенденции развития последнего периода русского стиля: уход от дробности формы и её упрощение, построение композиции фасада ритмичным повторением одного элемента. Ансамбль был украшен стилизованными в духе XVII века наличниками, карнизами, декоративными поясками и бочкообразными колонками. Фасад здания гостиницы «Сибирское Подворье» (1908) был декорирован по мотивам русского средневекового зодчества, с арочными и килевидными кокошниками. Элементы русского стиля использовались в оформлении доходного дома Жуклевича (1911), в частности двухэтажные дугообразные арки.
Железнодорожный вокзал Владивостока относят к переходному периоду от русского стиля к неорусскому варианту романтического модерна. Здание обладает чертами обоих стилей: не смотря на сходство с Ярославским вокзалом, стиль которого восходит к архитектуре Русского Севера, Владивостокский вокзал оставался в рамках образной системы русского узорочья XVI — XVII веков. По сравнению с Ярославским вокзалом, он был решён более дробно и перегружен декором. В то же время в его архитектуре присутствовали черты модерна: крупные членения фасада и входной части, большие витражные окна, лёгкость комбинирования чётких объёмов, сочетание симметрии и асимметрии. Композиционно, вокзал воплощал образ «города-крепости», который отсылал к образу Города Китежа — Града Небесного, одного из мифологизированных образов неорусского стиля. Подобный же образ был заложен в архитектуре доходного дома Общества изучения Амурского края. В неорусском стиле романтического модерна было построено здание духовной консистории Владивостокско-камчатской епархии (1910—1912 гг. арх. Н. Коновалов).

#### Дальневосточный классицизм
Исследователями отмечается отсутствие на Дальнем Востоке классической ордерной архитектуры, присущей поселениям европейской части страны, однако в регионе сформировалась своя разновидность ордерной архитектуры. Во Владивостоке представлено два её основных направления с множеством подвидов: необарокко (включает такие подвиды, как стиль Третьей империи, романтическое барокко, коммерческое барокко) и дальневосточный классицизм (включает неоклассицизм, неоампир, неогреческий и неоренессанс).
Характерными чертами неоклассического стиля выступали: симметричный главный фасад, обычно с главным входом по оси симметрии; колонный портик на всю высоту фасада; треугольный фронтон; оформление входа пилястрами; венчающий карниз; прямоугольные большие окна; балюстрада на крыше, либо аттик. В отличие от русского классицизма начала века, неоклассицизм был более формальным и монументальным, опираясь на детали ранней греческой классики. Наиболее показательным примером дальневосточного неоклассического стиля стало здание гостиницы «Версаль» (1908, арх. И. В. Мешков). История постройки здания восходит к февралю 1906 года, когда городская управа отвела предпринимателю Л. Ш. Радомышельскому земельный участок на Светланской улице для постройки гостиницы. Автором проекта выступил архитектор Мешков, к тому времени уже известный по выдающимся постройкам в городе. Гостиница представляет собой трёхэтажное здание с аттиковым этажом, увенчанное четырёхскатной крышей. Главный фасад выполнен с ярко выраженной симметрией. Композиция фасада основана на выделении центральной части слабо выраженным ризалитом. Классицистический характер зданию придают спаренные полуколонны и пилястры ионического ордера, треугольные сандрики в навершиях окон, сухарики под карнизом, рустованные углы и лопатки.
Характерными признаками неоампира были вписанные в арку отрезки колоннад, обычно римско-дорических; большое полуциркулярное окно над портиком; колонны, приставленные к ризалиту, но соединённые не архитавром, а архивольтом; преобладающий дорический и ионический ордер; зачастую несимметричная композиция фасада. Образцами дальневосточного неоампира во Владивостоке исследователи называют здание Управления Уссурийской железной дорогой (конец XIX в.) и Генерального консульства Японии (1916, арх. Федоров). Последнее, впрочем, возможно трактовать и как пример стиля неогрек. Мотивы неоренессанса были использованы в архитектурном оформлении собственного дома А. Альберса, так называемом «Анадыре» (ул. Адмирала Фокина, 24, 1898 год). Кирпичный классицизм во Владивостоке представлен зданиями Народного дома им. А. С. Пушкина, (1907, арх. П. А. Микулин) и старым зданием Восточного института.
Стиль необарокко получил наибольшее распространение при строительстве торговых домов. Первой приметой стиля стал купол, акцентирующий угловой вход в здание. Например, купол эллиптических очертаний акцентировал угол доходного дома В. П. Бабинцева (1902—1905, арх. И. В. Мешков), а здания, построенные для фирмы «Кунст и Альберс» по проектам Г. Р. Юнгхенделя, имели шатровые завершения криволинейных форм, отсылавшие к традициям немецкого барокко. Второй приметой выступал особый декор и скульптурное оформление. Для украшения парапетов и акцентирования входных групп использовались цветочные вазоны, урны и каменные сферы. Хорошо сохранились вазоны, венчающие ворота магазинов фирмы «Кунст и Альберс» (ул. Светлансая, дома 35 и 104). В декоре необарокко важными элементами были лепнина (гирлянды, модульоны, маскароны), кариатиды и круглая скульптура. Наиболее ярким примером коммерческого необарокко во Владивостоке стал монументальный доходный дом братьев М. П. и В. П. Пьянковых (1903, арх. И. В. Мешков).
Здание из комплекса «Офицерские флигеля» по адресу Светланская, 76 (1910, арх. И. А. Заборовского) относят к стилю Наполеона III, отмечая, что «стиль, созданный для буржуазных отелей был выбран для декорации военного посёлка». Офицерское общежитие похоже на небольшой дворец, с классической трёхчастной структурой главного фасада. В ордерных традициях дальневосточного классицизма также выстроены дом С. Н. Матвеевича (1903) и здание Министерской женской гимназии (1903, арх. И. В. Мешков).

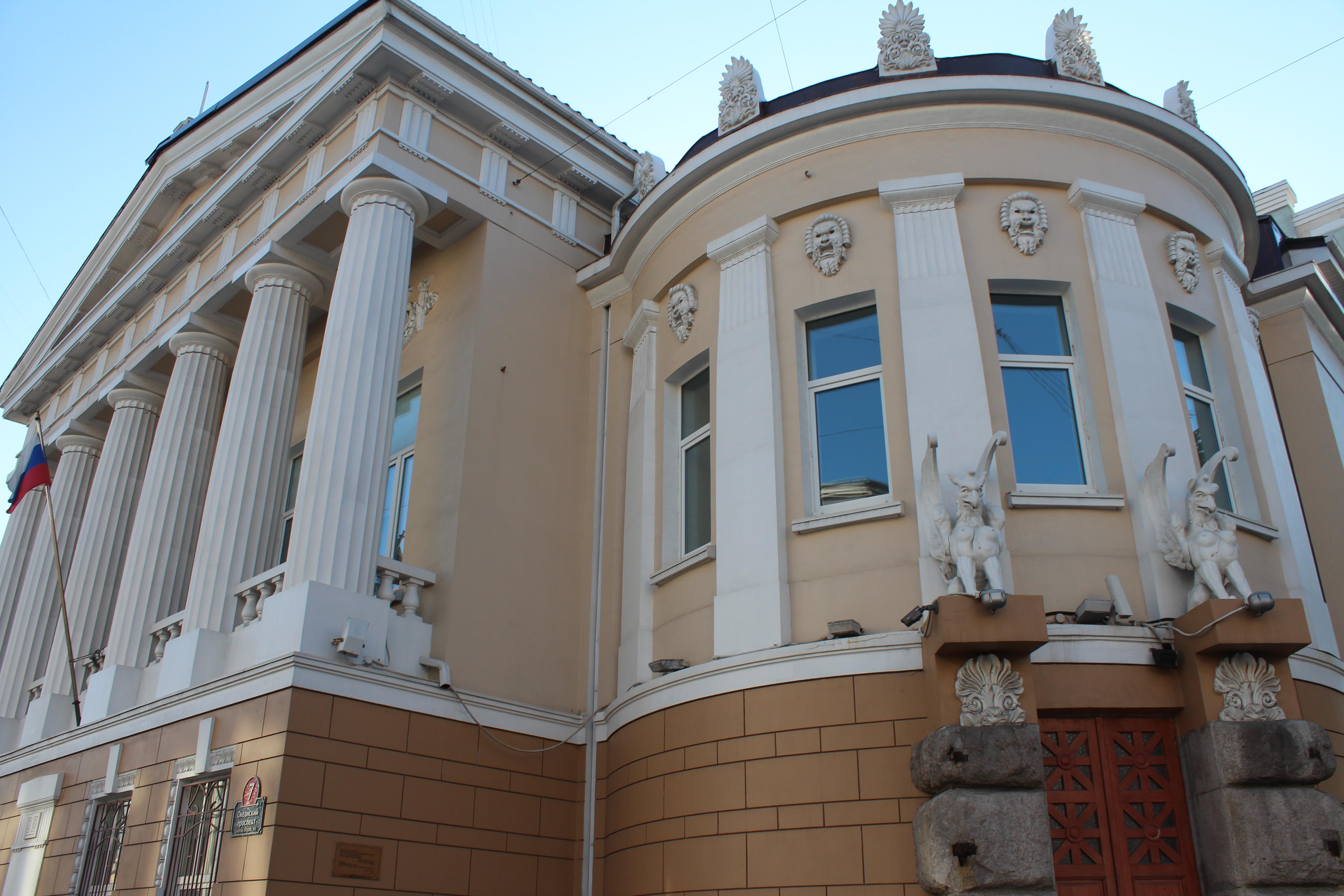
Генеральное консульство Японии.
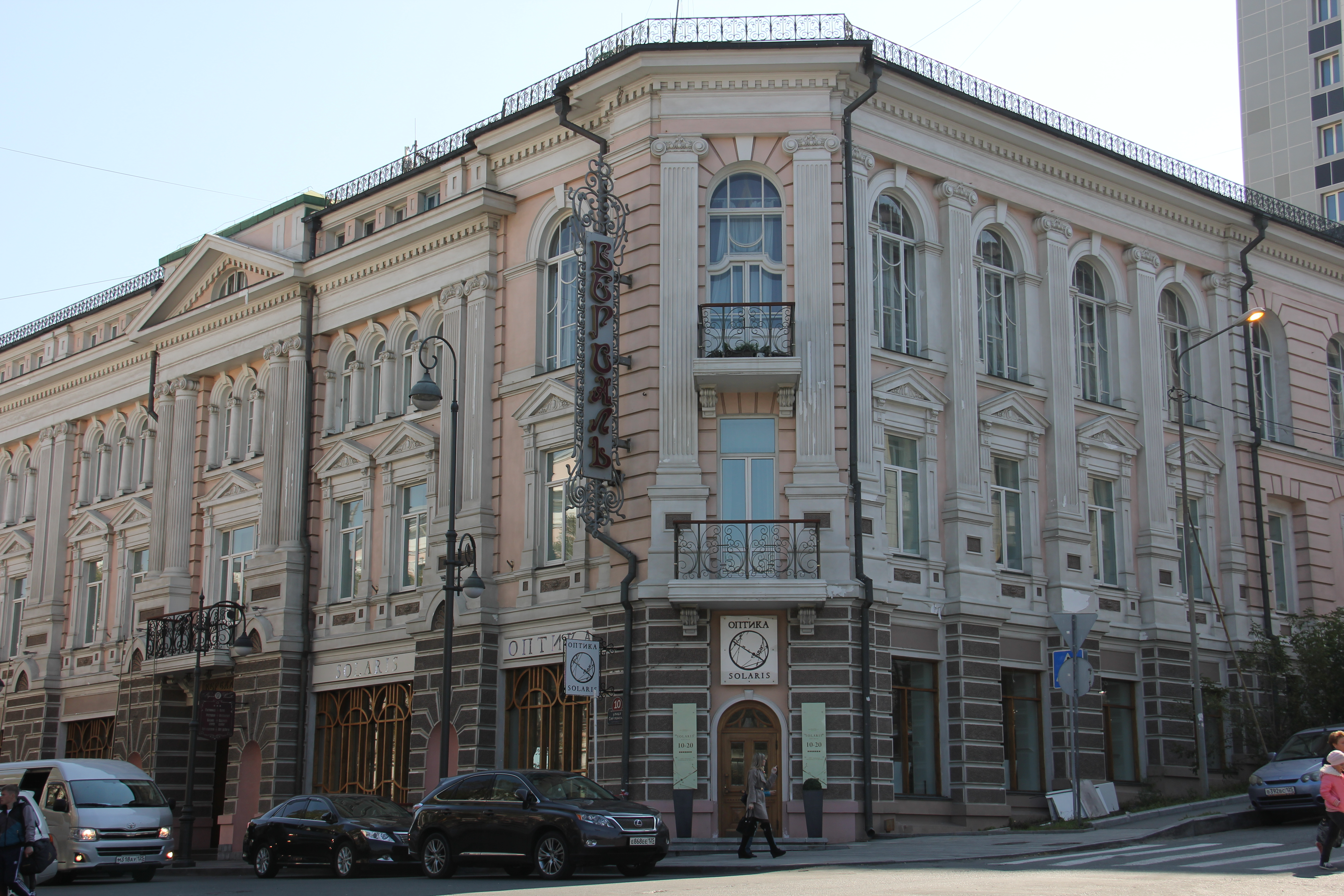
Гостиница «Версаль».
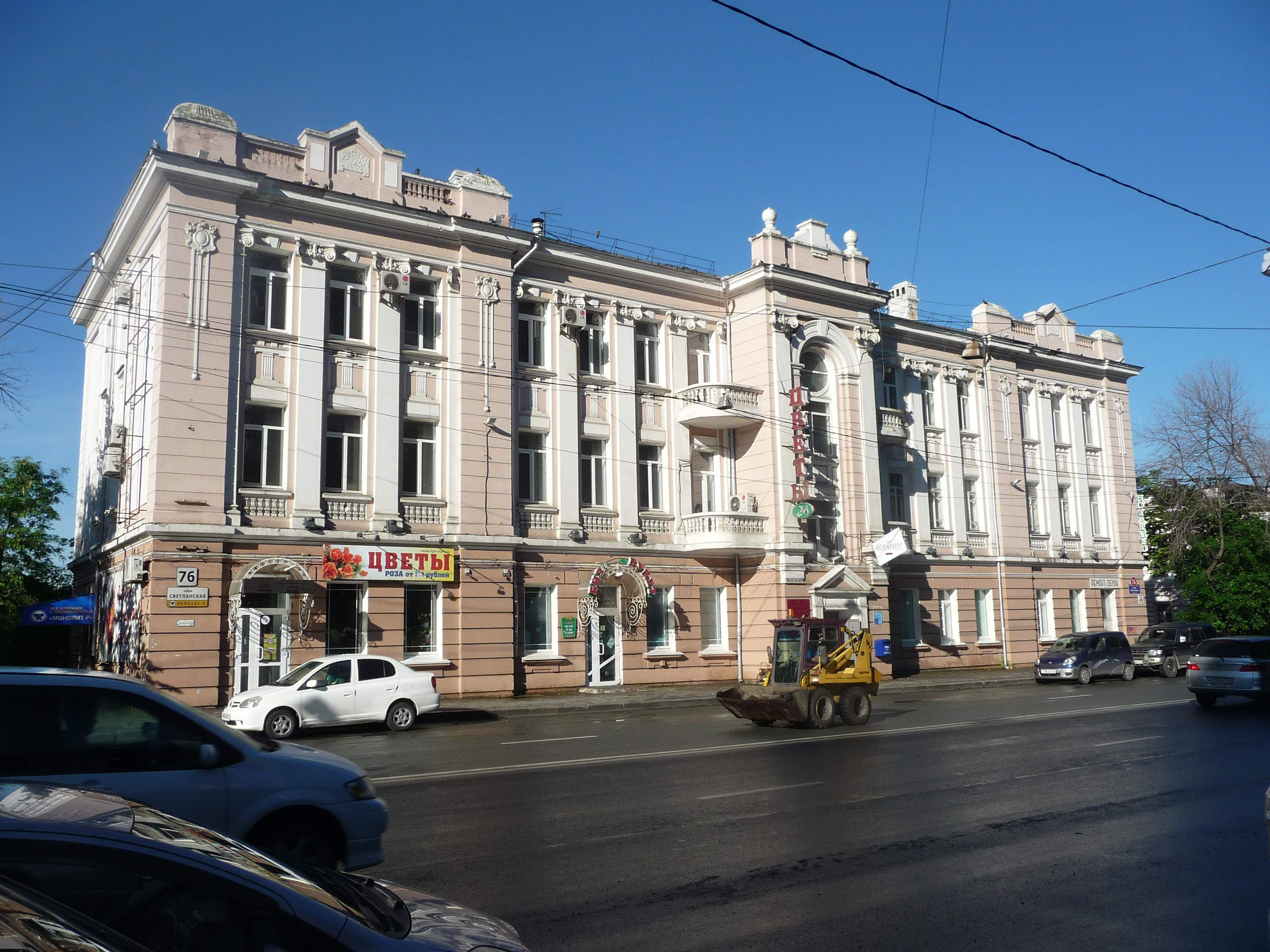
Дом из ансамбля «Офицерские флигеля».

#### Восточный стиль
Восточные влияния в архитектуре Владивостока определялись тем, что значительную часть населения города составляли выходцы из сопредельных стран Дальнего Востока. В начале XX века в городе существовали заселённые ими улицы и кварталы: Пологая, где жили преимущественно японцы, китайская Миллионка и Корейская слободка. Среди культовых сооружений Владивостока были японский молитвенный дом, китайская кумирня и корейский молитвенный дом. Наиболее ярко архитектурная традиция Востока воплотилась в облике китайской буддийской часовни, с характерными для сооружений Юго-Востока пропорциями, конструктивной системой покрытия, декоративной проработкой деталей. Вытянутое прямоугольное в плане здание было перекрыто черепичной двускатной кровлей с большим свесом и приподнятыми углами. Ярким примером восточной архитектуры служил японский молитвенный дом, в котором отчётливо прослеживалось влияние архитектуры традиционных японских храмов.
Однако, такие прямолинейные цитаты из архитектуры Востока были редки. В большинстве случаев восточные черты в архитектуре города смешивались с классицистической структурой фасада, соседствуя и перекликаясь с деталями классицизма и барокко. К таким элементам относят доу-гун — своеобразный восточный классический архитектурный ордер. В зодчестве Владивостока стилизации под доу-гуны — сложную систему кронштейнов выноса кровли — сохранились до сих пор. Ещё одним важным восточным (китайским) элементом в архитектуре Владивостока стал пайлоу. Исследователь В. М. Марков находит в архитектуре города черты парадного стиля пайлоу, для которого «характерен острый вертикализм крайних выступов фасада, завершённых своеобразными акротериями, и криволинейного (как выпуклой, так и вогнутой дуги) очертания фронтоны».

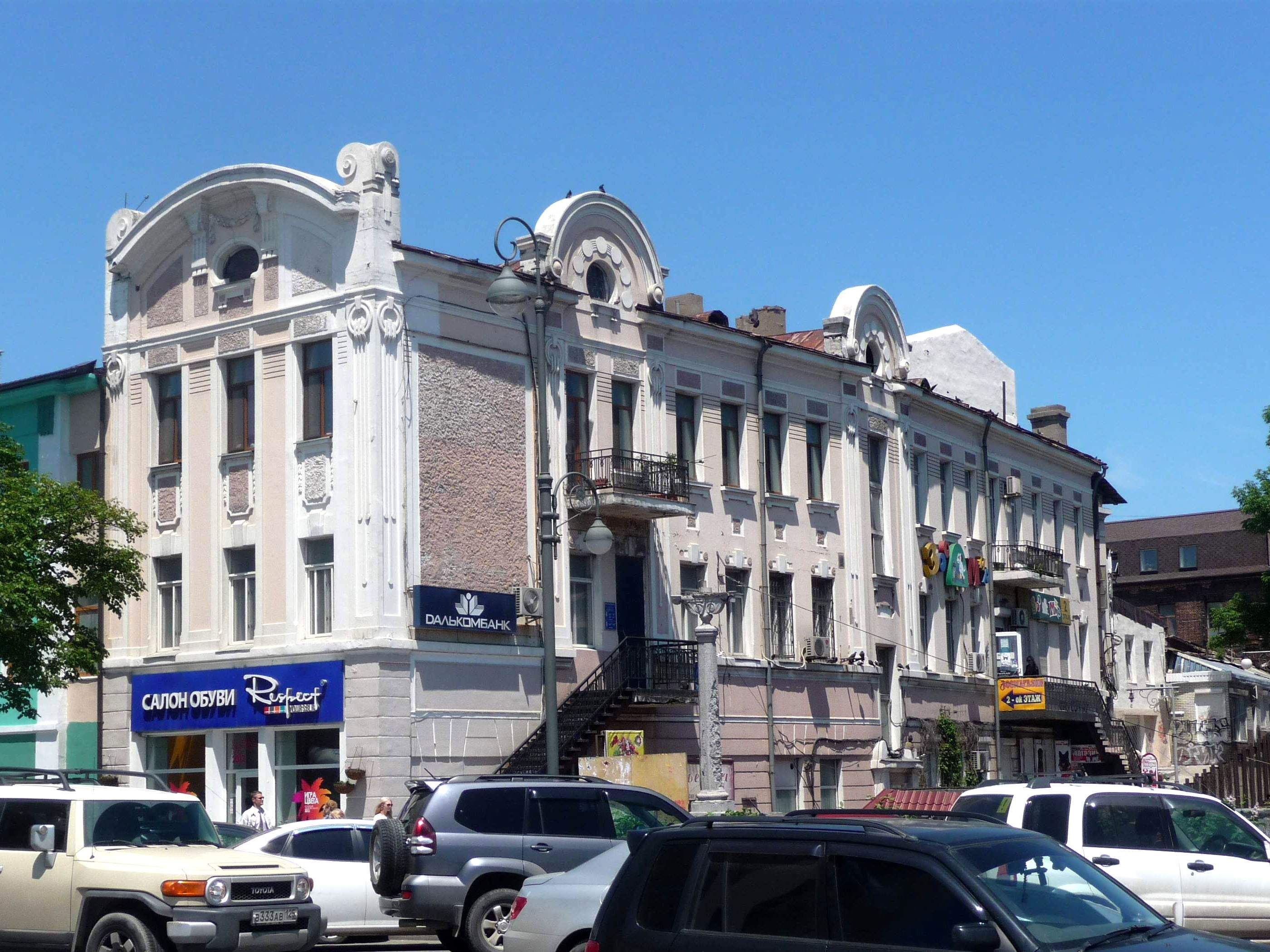
Доходный дом Катчана.
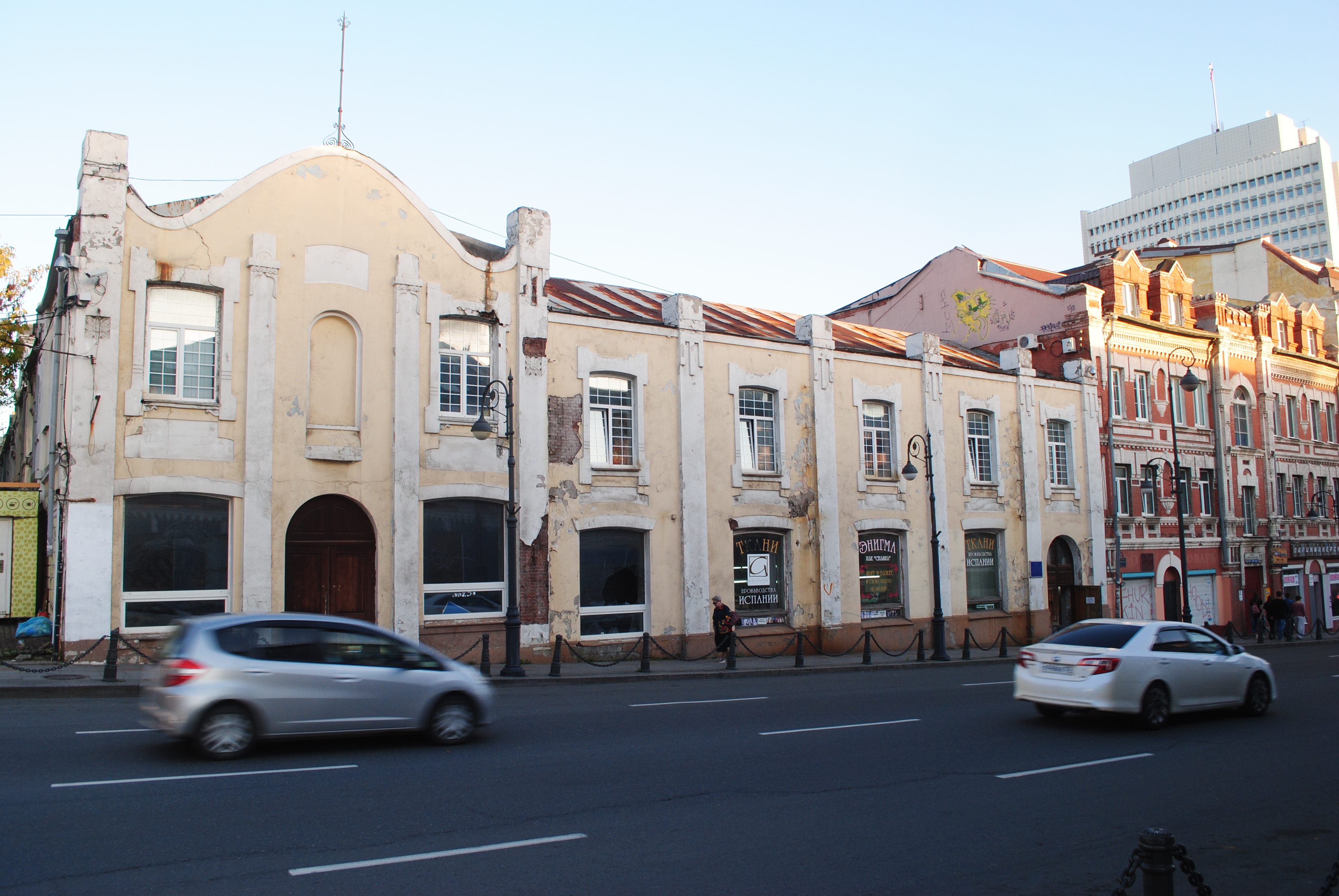
Театр-кабаре «Лотос».
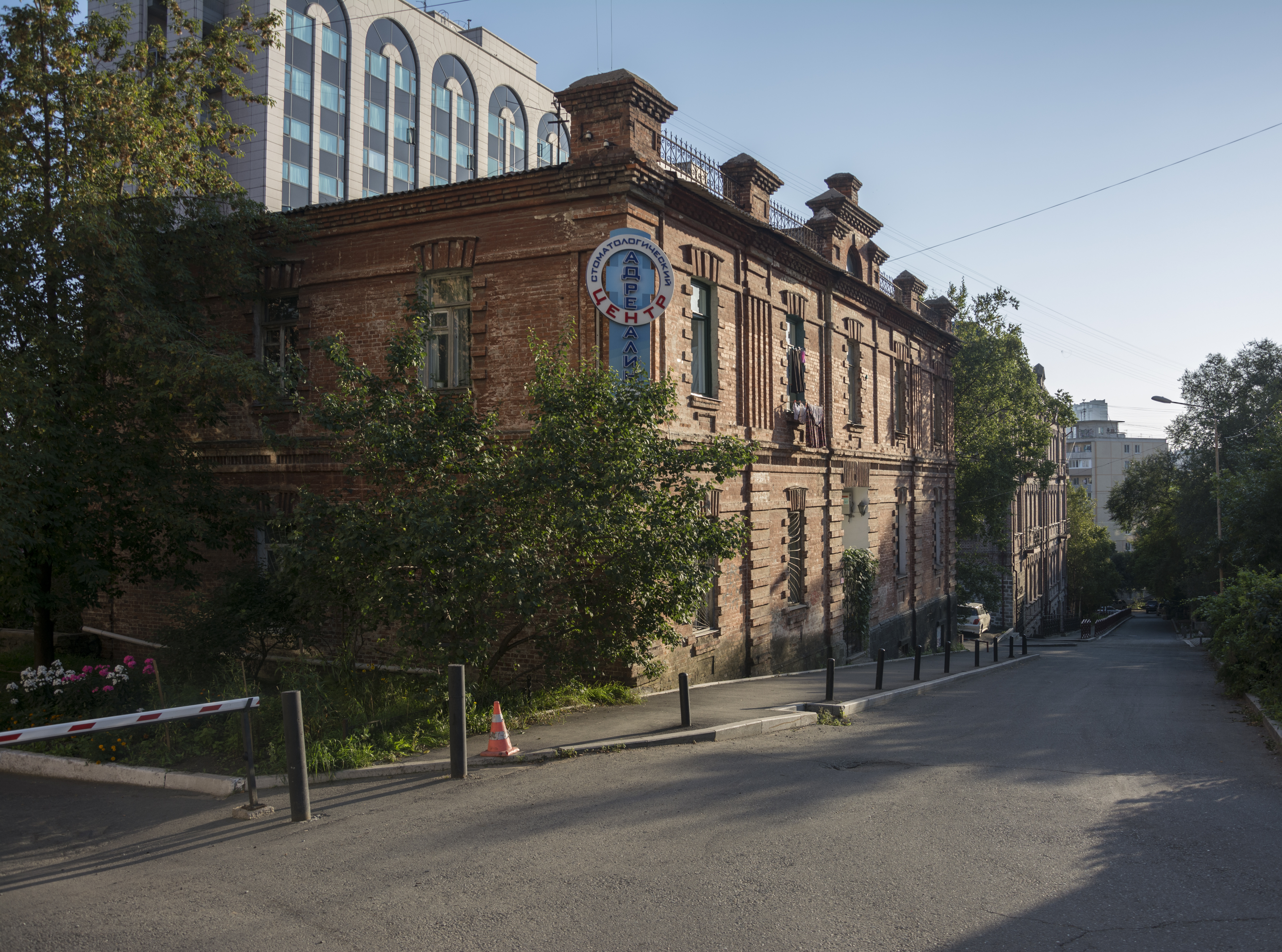
Дом Телецкого.

### Модерн
| Временные рамки | Характерные материалы                                                  | Архитекторы                                                                                     |
| --------------- | ---------------------------------------------------------------------- | ----------------------------------------------------------------------------------------------- |
| 1900-е — 1920-е | кирпич, камень, художественная ковка, штукатурка, глазурованная плитка | С. Венсан, Г. Л. Фаерман, В. К. Гольденштедт, Г. Р. Юнгхендель, Ф. Ф. Постников, А. И. Булгаков |

Преобладавшая в застройке Владивостока в конце XIX века эклектика, в начале века XX сменяется стилем модерн, появившемся на Дальнем Востоке почти одновременно с его возникновением во всех крупных городах центральной России. Уже в 1900-е годы размах градостроительной деятельности стимулировал активное распространение нового архитектурного стиля, истоком которого стала Маньчжурия (города Харбин, Дальний и Порт-Артур), где столичные архитекторы взяли его как основной программный стиль при застройке. Для дальневосточного модерна было характерно присутствие черт северного модерна, так как большая часть архитекторов региона прошла профессиональную подготовку в учебных заведениях Санкт-Петербурга. Схожесть выражалась в приверженности к криволинейным формам, ясности объёмной структуры, сочетании различных фактур материалов, декоративных вариантах фахверка, разнообразии окон, высоких кровлях. Сходство с северным модерном ярко проступило в архитектуре Владивостока.
В оформлении фасадов активно использовались накладные украшения в виде лепных флореальных рисунков, маскароны, шахматные узоры, создаваемые майоликовой плиткой. Характерным явлением для дальневосточного модерна была его эклектическая смесь с мотивами неоренессанса, элементами барокко и неоклассицизма. Модерн применялся при строительстве различных типов зданий: городских особняков, промышленных зданий, гостиниц, банков, клубов, кинотеатров, конторских зданий. Однако, наиболее ярко новый стиль воплотился в архитектуре доходных домов и торговых зданий. Быстрый рост города обозначил проблему нехватки жилья, решением которой стало активное строительство доходных домов, высотой в 3—5 этажей, которые становятся архитектурными акцентами городской застройки. В стиле модерн были выстроены доходный дом Демби (1909—1910, арх. А. К. Гольденштедт), доходный дом А. Б. Филипченко (1910), доходный дом М. И. Жуклевича (1911, арх. Г. Л. Фаерман).
В стиле модерн работал известный в начале XX века владивостокский архитектор Владимир Гольденштедт. В 1906—1907 гг. он построил на улице Светланской здание отеля «Централь», до революции часто именовавшееся «Дом Гольденштедта», выстроенное в стиле рационального модерна. Дальнейшие его проекты также были выполнены в стиле модерн. В 1908 году строится здание отеля «Немецкий» на Океанском проспекте, в том же году, архитектор получает от крупного магната Леонтия Скидельского заказ на строительство двух корпусов доходного дома на Китайской улице (сегодня Океанский проспект, 30). Ещё одним проектом 1908 года для Гольденштедта стало здание театра-кабаре «Лотос», в оформлении которого были использованы восточные мотивы и характерные черты стиля «ориентальный модерн». С 1912 года архитектор был занят строительством комплекса Железнодорожного собрания (клуба служащих Уссурийского отделения КВЖД), в оформлении фасадов которого использовал характерные черты модерна.
В стиле модерн работал ещё один известный архитектор Владивостока — Георгий Юнгхендель. Административное здание торгового дома «Кунст и Альберс», построенное по его проекту в 1903 году, было выполнено в стиле романтический модерн, а в 1912—1915 гг. по его проекту возвели четыре каменных строения из ансамбля деловых и жилых зданий торгового дома братьев Синкевич. В целом весь ансамбль является наиболее представительным для Владивостока архитектурным комплексом стиля романтический модерн. Фасады зданий имеют выразительные силуэты и пластику, основанную на выявлении крупных форм в виде балконов, эркеров, полубашен, ризалитов, куполов, выполненных в характерных для стиля модерн формах. Фасады зданий декорированы горизонтальными и вертикальными тягами, лепниной, узорными стальными решётками. Хорошо сохранились интерьеры, камин, мебель, первоначальные двери и окна, кованые ограждения лестниц и мощение полов. В 1907 году по проекту Юнгхенделя строится одно из наиболее ценных сооружений стиля модерн в Приморском крае — здание универсального магазина торгового дома «Кунст и Альберс» на улице Светланской (Владивостокский ГУМ).
В 1910—1913 гг. в стиле рационалистического модерна было построено здание Владивостокского коммерческого училища. Победителем конкурса на лучший проект учреждения стал петербургский архитектор Сергей Венсан. При участии Венсана, по проекту архитектора Фёдора Постникова, в 1906—1908 гг. в рационалистическом модерне было выстроено здание женской гимназии имени цесаревича Алексея.
Из примеров более позднего модерна 1920-х гг. наиболее яркими являются: здание грязелечебницы курорта Садгород (1924—1926, арх. А. И. Булгаков), здание кинотеатра «Приморье» (1918—1924, арх. А. И. Булгаков).

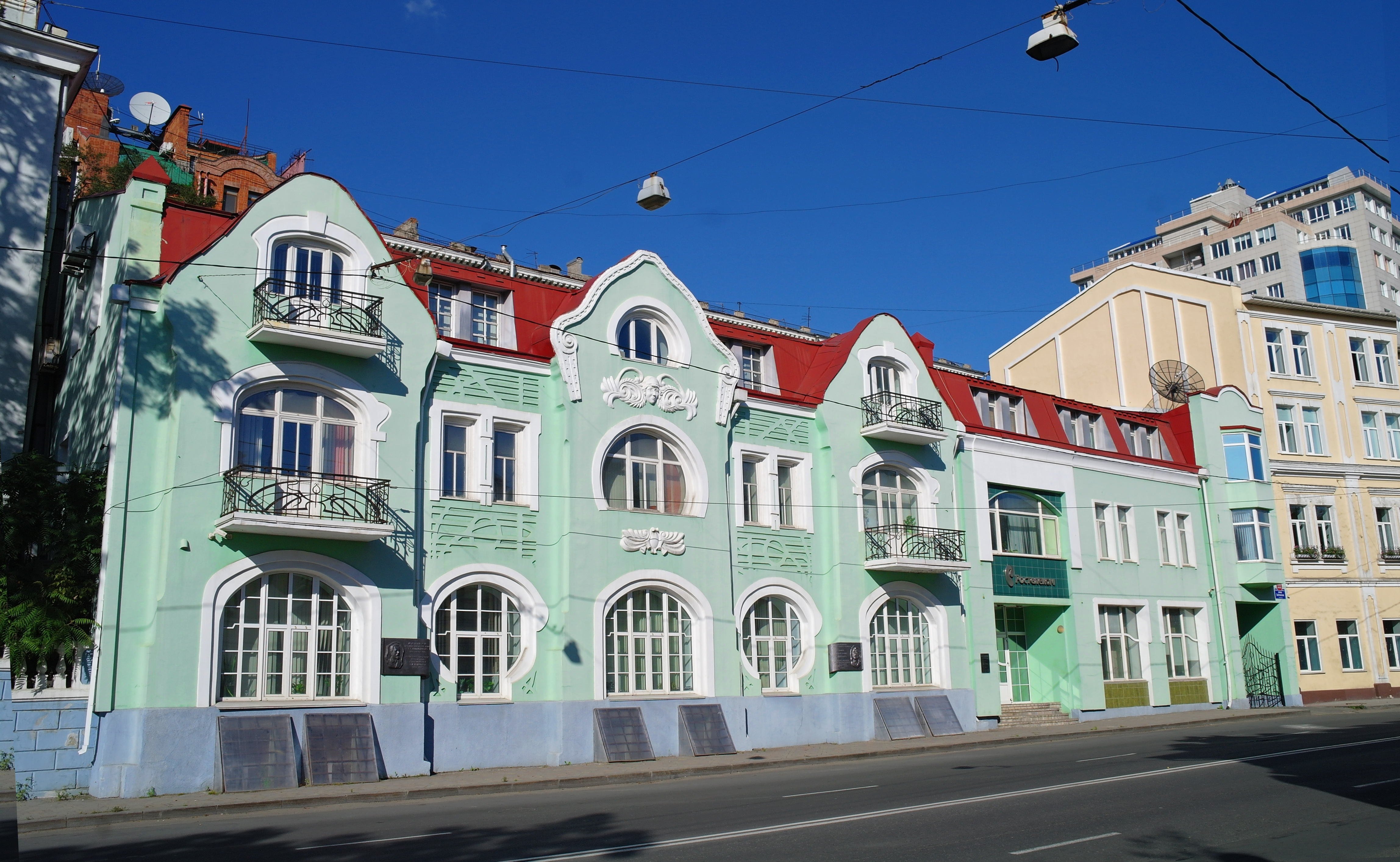
Доходный дом А.Б. Филипченко (1910).
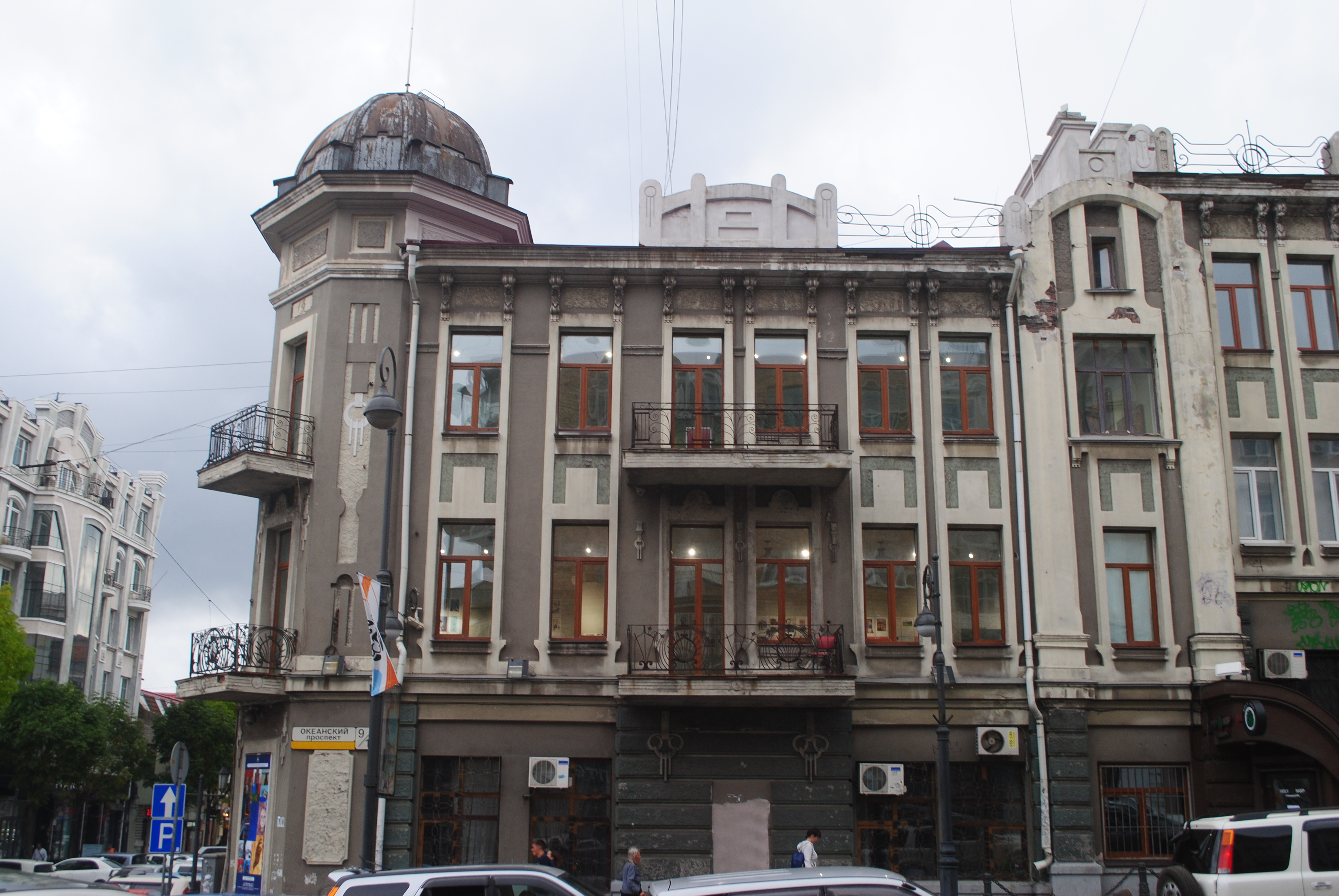
Доходный дом Демби (1909—1910).
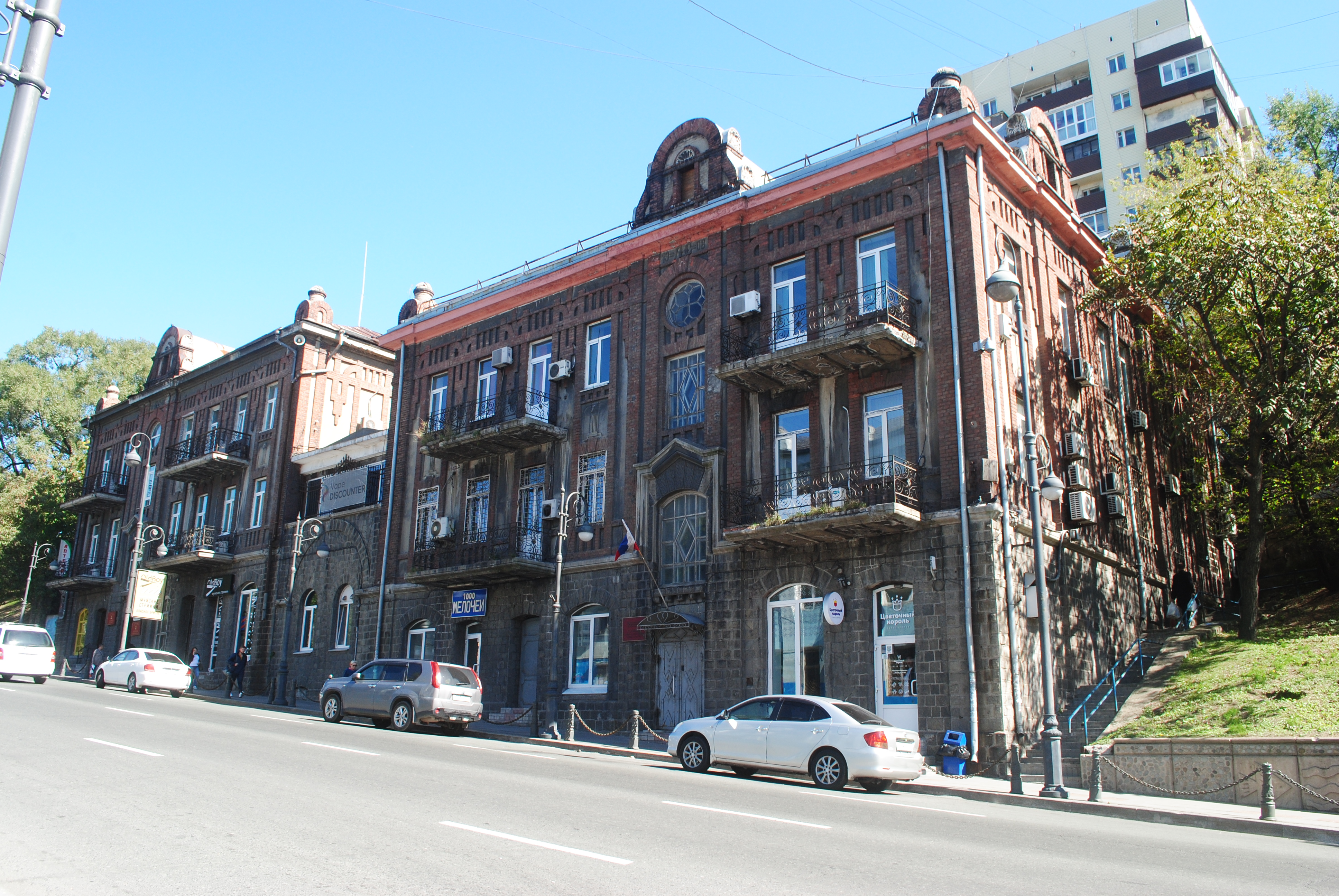
Ансамбль доходных домов Л. Скидельского (1908).
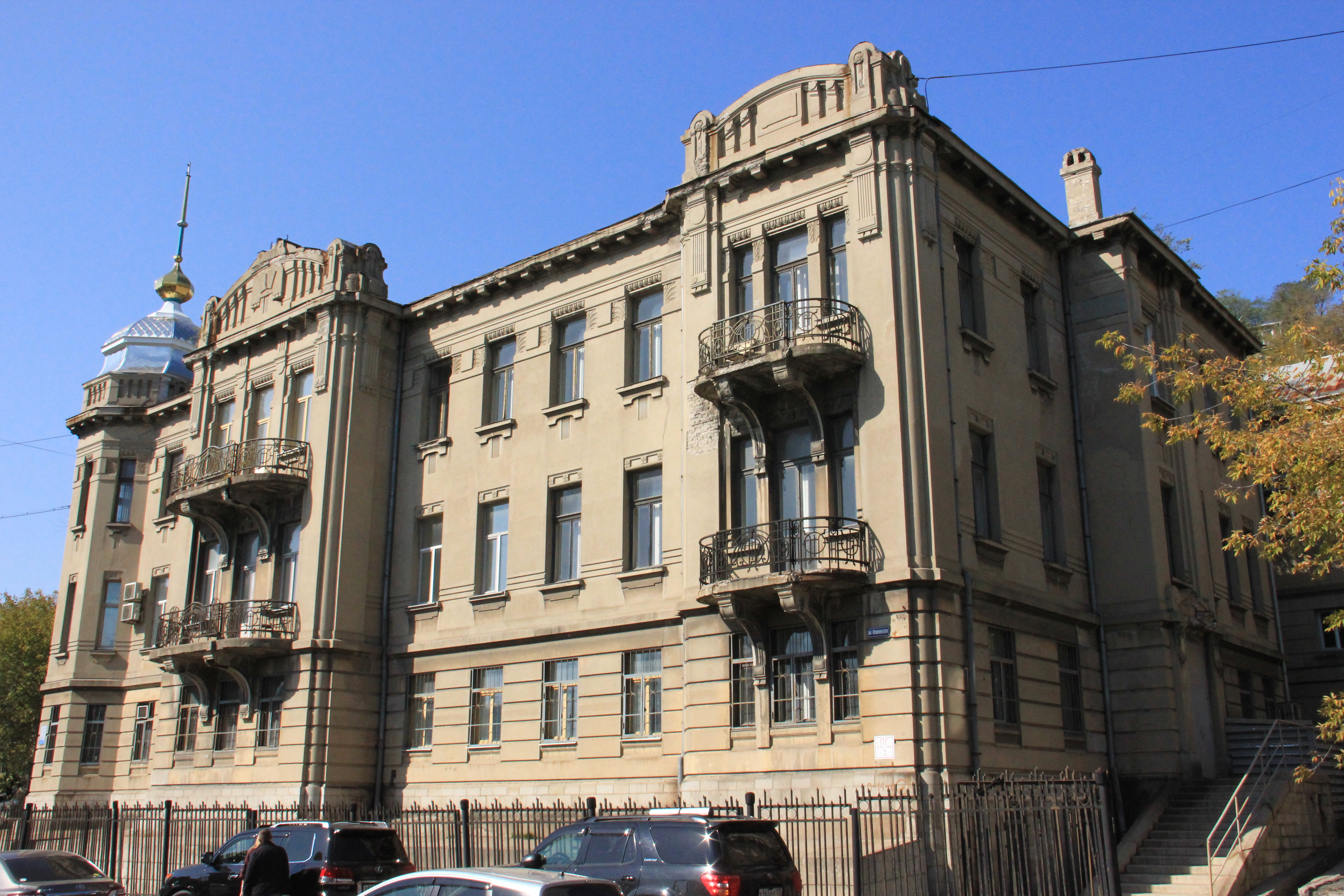
Доходный дом братьев Синкевич (1912—1915).
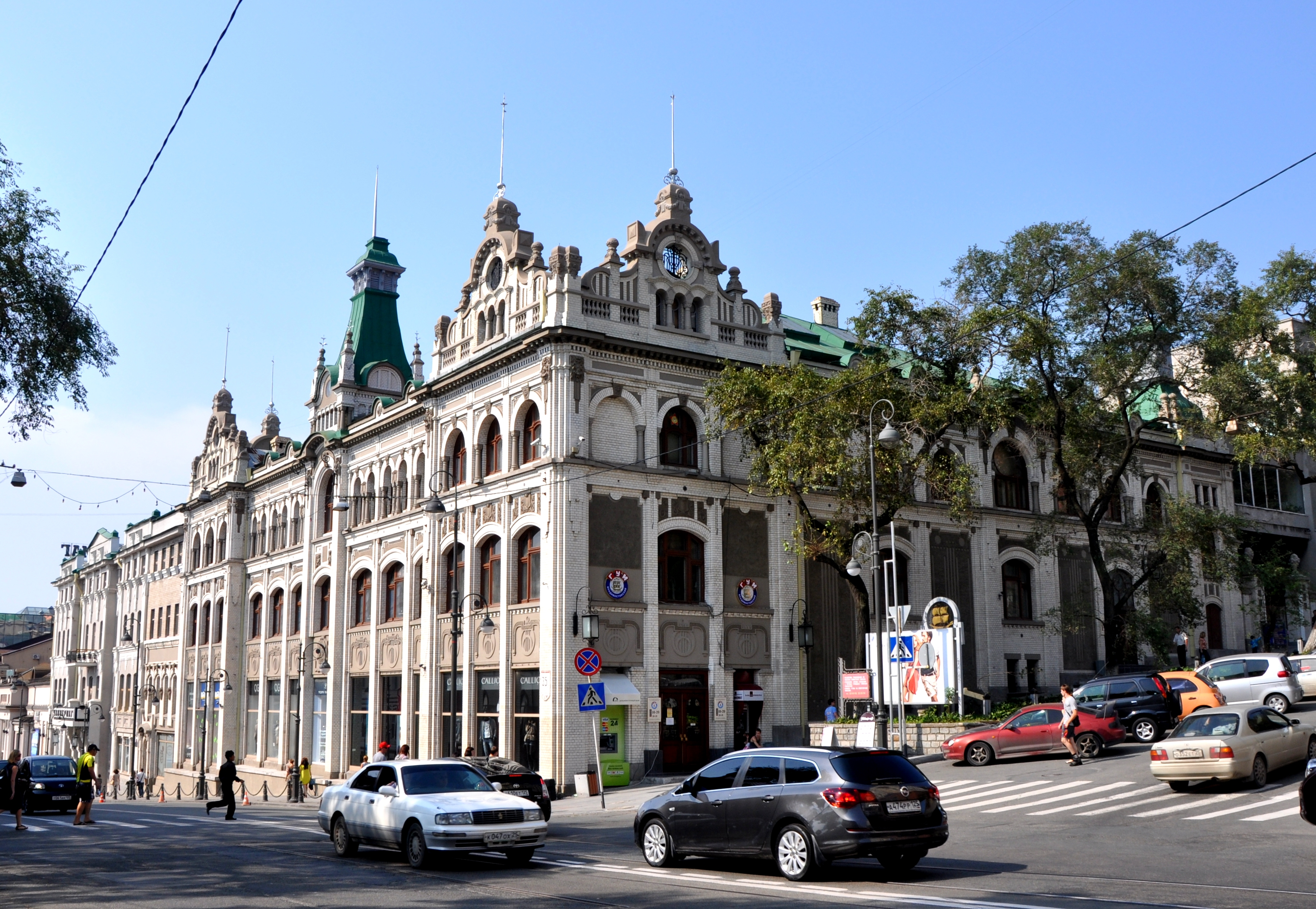
Здание универсального магазина «Торгового дома Кунст и Альберс» (1907).
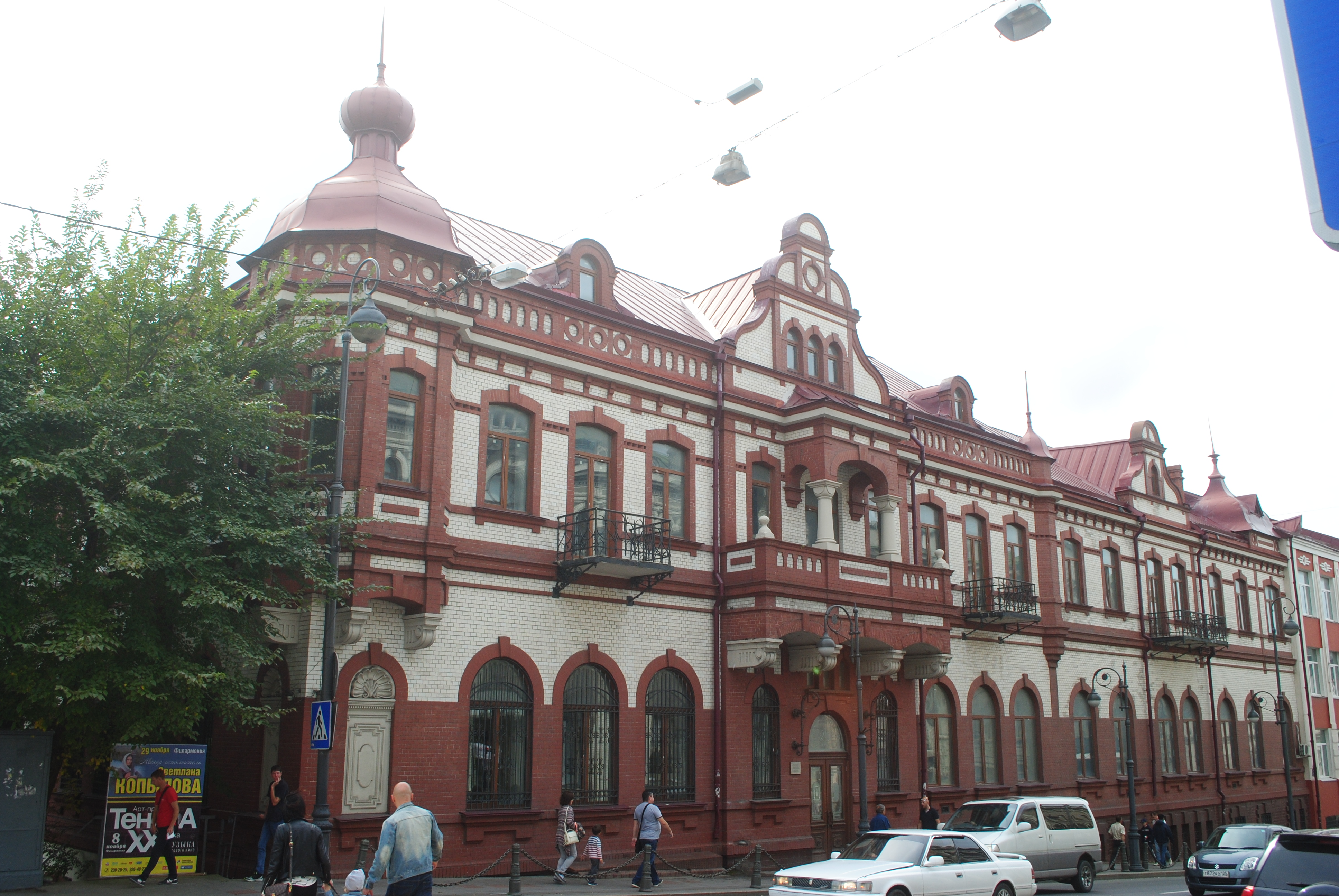
Административное здание «Торгового дома Кунст и Альберс» (1903).

#### Город-сад
Середина 1890-х годов в отечественной историографии считается началом социального общеевропейского «движения за идеальный город» в России. Впервые подобное новаторское предложение было выдвинуто петербургским архитектором Д. А. Лебедевым при разработке концепции градоосвоения Сибири и Дальнего Востока в районе тяготения Великого сибирского пути. В 1910-е годы, на момент строительства Амурской железной дороги, теория города-сада уже получила большое распространение в стране. В рамках теории, идеалом нового типа города виделось поселение, где жизнь приближена к природе, и при этом обеспечена инженерным благоустройством и удобствами города. Идея города-сада зародилась в контексте культуры модерна и по сути выступала его градостроительной версией, «пронизанной свойственным модерну панэстетизмом».

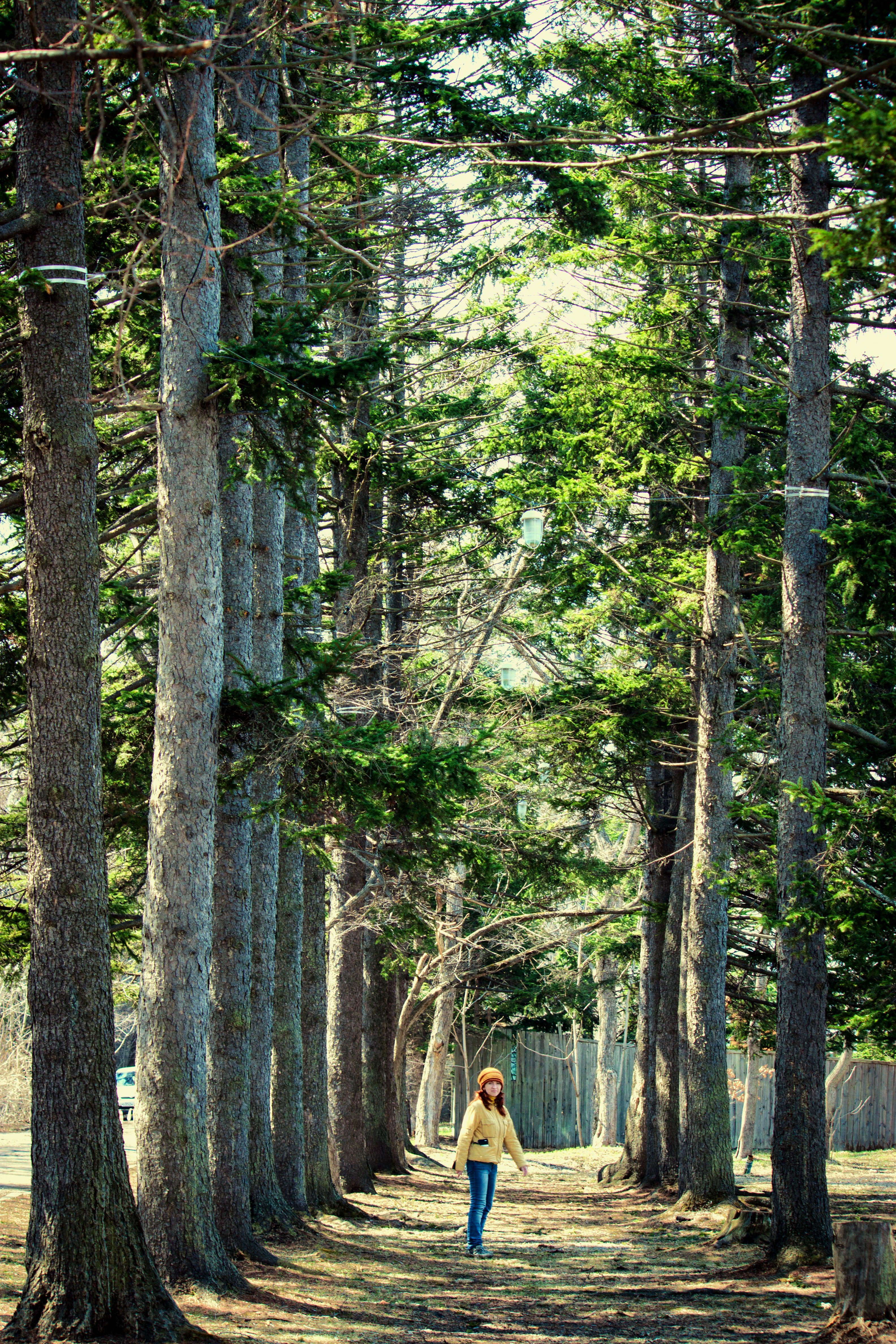
Садгород.

Активно реализовавшаяся в начале XX века при строительстве дальневосточных городов теория города-сада, во Владивостоке позже трансформировалась в идею дачно-курортного посёлка-сада Садгород. Уникальный дачный посёлок был заложен в 1916 году в районе станции Океанская Уссурийской железной дороги и первоначально именовался Анютинским дачным предместьем. Воплощал идею генерал-губернатор Николай Львович Гондатти, активный сторонник теории города-сада. Официально основано дачное предместье было Министерством земледелия на берегу зал. Угловой в районе пионерских частных заимок. В 1912 году был составлен и утверждён первый план и осуществлена разбивка территории в районе 26-й версты Уссурийской железной дороги. Планировка представляла собой обычную регулярную сетку прямоугольных кварталов из 52 участков.
Устроители Анютинского дачного предместья сознательно формировали его в виде «небольшого городка определенных размеров с широким сохранением растительности по типу устраиваемых в Западной Европе и Америке так называемых сад-городов». Член комитета благоустройства предместья и дачевладелец архитектор А. И. Булгаков в 1914—1915 годах составил проект генерального плана Садгорода (он же в 1926 году спроектировал первую грязелечебницу Садгородского курорта). План был разработан на основе новых принципов организации пространства, главным из которых стала связь с природным окружением. Величина, форма кварталов и вся композиционно-планировочная схема посёлка были соотнесены с рельефом, границы застройки подчинены линии морского побережья, ленте реки Лянчихэ и ветке железной дороги. Чтобы местность не утратила естественный природный ландшафт, в плане было обозначено множество крупных и небольших парков и скверов. Массивы природной зелени сохранялись в первозданном виде. По проекту ограничивалась площадь застройки участков: под жилые и нежилые помещения можно было отводить не более 1/3 участка. Планировалось большое количество общественных сооружений и полная обеспеченность инженерным комфортом городского уровня.
В настоящее время Садгород признан памятником природы регионального значения. Он сохранил планировочную структуру, однако полностью утратил архитектурную составляющую: на его территории до революции располагались деревянные дачи, имелись своя площадь и церковь, публичный сад «Аттракцион», рынок и вокзал станции «26-я верста». В 2018 году был снесён последний деревянный дачный дом дореволюционной постройки в посёлке.

### Конструктивизм
| Временные рамки | Характерные материалы         | Архитекторы                                     |
| --------------- | ----------------------------- | ----------------------------------------------- |
| 1920-е — 1930-е | кирпич, бетон, железо, стекло | А. Л. Заседателев, Н. С. Рябов, А. Л. Медынский |

Авангардистское направление конструктивизма, зародившееся в 1920 — первой половине 1930 годов в СССР, фактически не получило большого развития в Приморском крае. В 1920-е во Владивостоке всё ещё строились здания в стилях эклектики и модерна, мода на конструктивизм дошла до города с опозданием, а в 1930-е годы получил развитие уже советский монументализм. Немногочисленные конструктивистские здания, построенные в городе в 30-х годах, позже перестраивались, теряя первоначальный исторический облик. В настоящее время во Владивостоке сохранилось несколько памятников архитектуры периода конструктивизма: некоторые в первоначальном виде, другие — так или иначе реконструированные.
Практически в неизменном виде сохранилось здание дома-коммуны на Светланской улице. Полностью реконструирован Дом офицеров флота. Первоначально здание, выстроенное в 1892—1895 годах по проекту инженера-полковника В. Г. Мооро, служило резиденцией командира Владивостокского порта. В 1928—1930 было полностью перестроено в стиле конструктивизм по проекту архитектора А. Л. Заседателева. В здании разместился «Клуб водников» (с 1933 — Дом офицеров Краснознаменного Тихоокеанского флота). В 1970-е годы здание было снова реконструировано и приобрело современный вид. В 1935 году, по проекту Петра Николаева, был возведён Дворец культуры железнодорожников. В настоящее время здание реконструировано, частично перестроено, изменены фасады.
В 1934—1936 годах в стиле конструктивизма по проекту архитектора Н. С. Рябова был выстроен жилой дом по улице Фонтанной, 47. Здание являлось осуществлённой частью проекта «Большой Владивосток», разработанного под руководством архитектора Е. А. Васильева. В 1935—1938 годах было построено здание Главсевморпути — центр арктических операций в 30-х годах, штаб по спасению челюскинцев. Архитектурный стиль — конструктивизм 1930-х годов. Автором проекта выступил архитектор А. Л. Медынский. Памятник архитектуры, расположенный на углу треугольного квартала между улицами Алеутской, Фонтанной и Мордовцева, стал архитектурным акцентом перекрёстка.

Жилой дом по Фонтанной, 47 (1936).
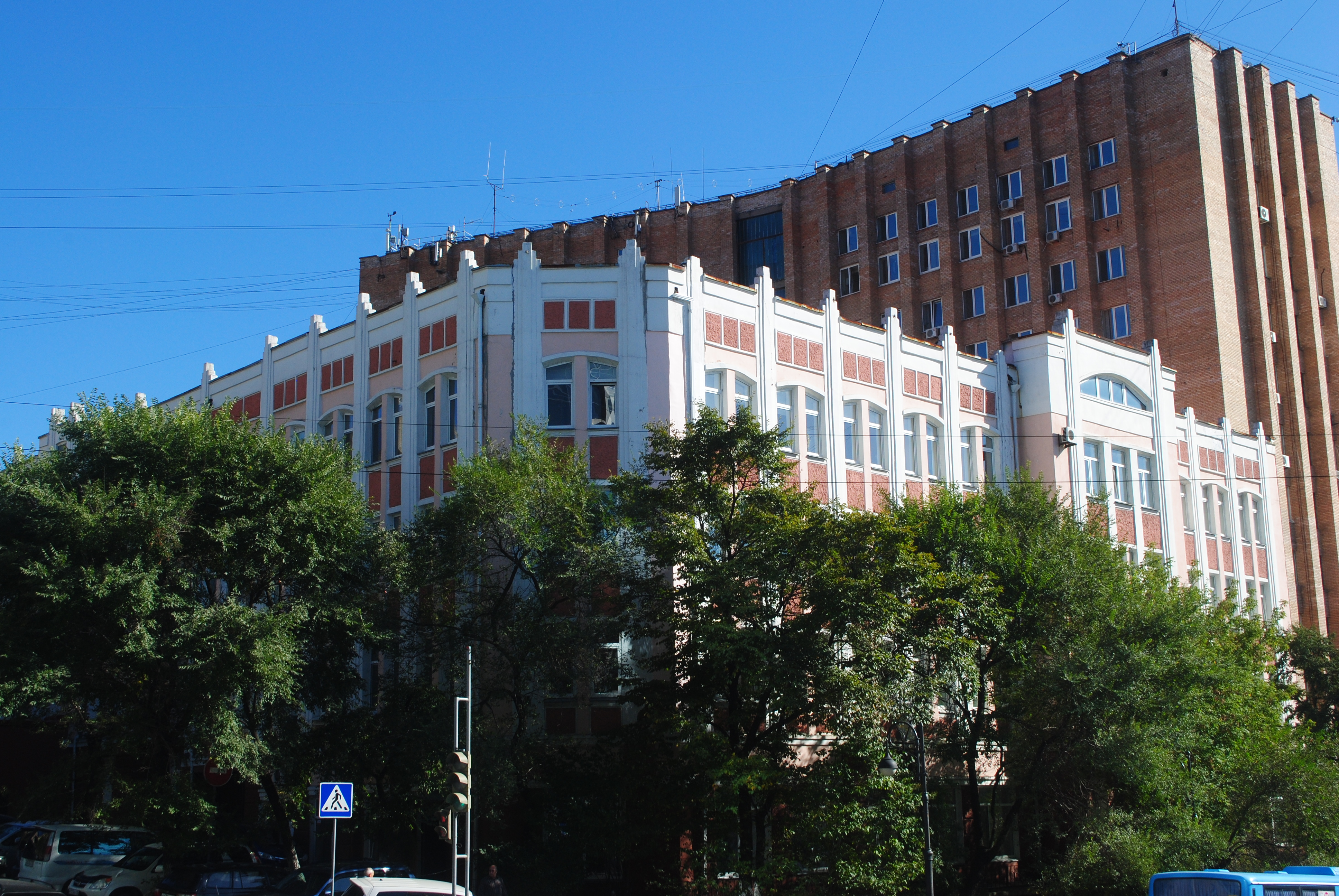
Здание Главсевморпути (1938).
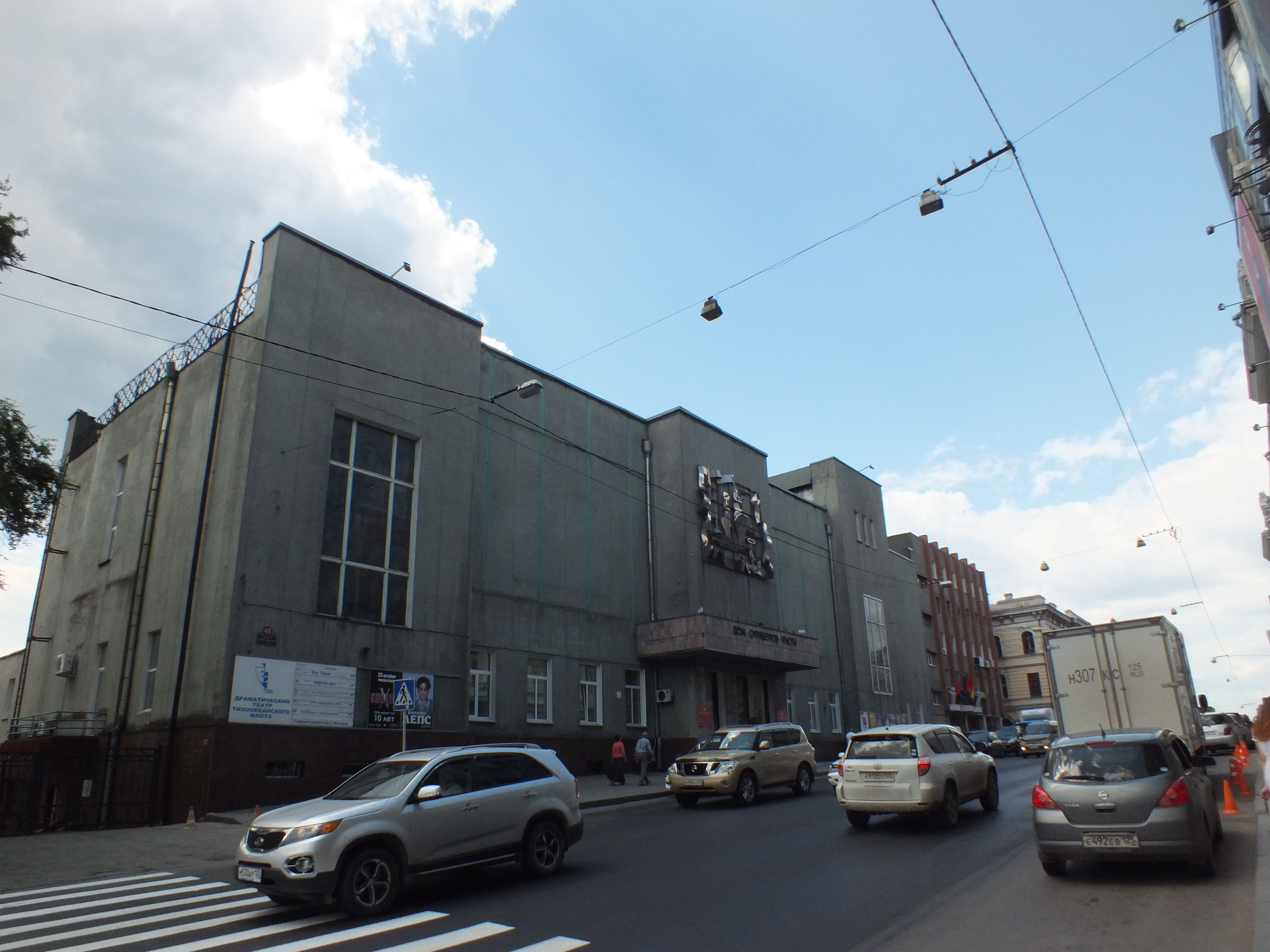
Дом офицеров ТОФ (1930).
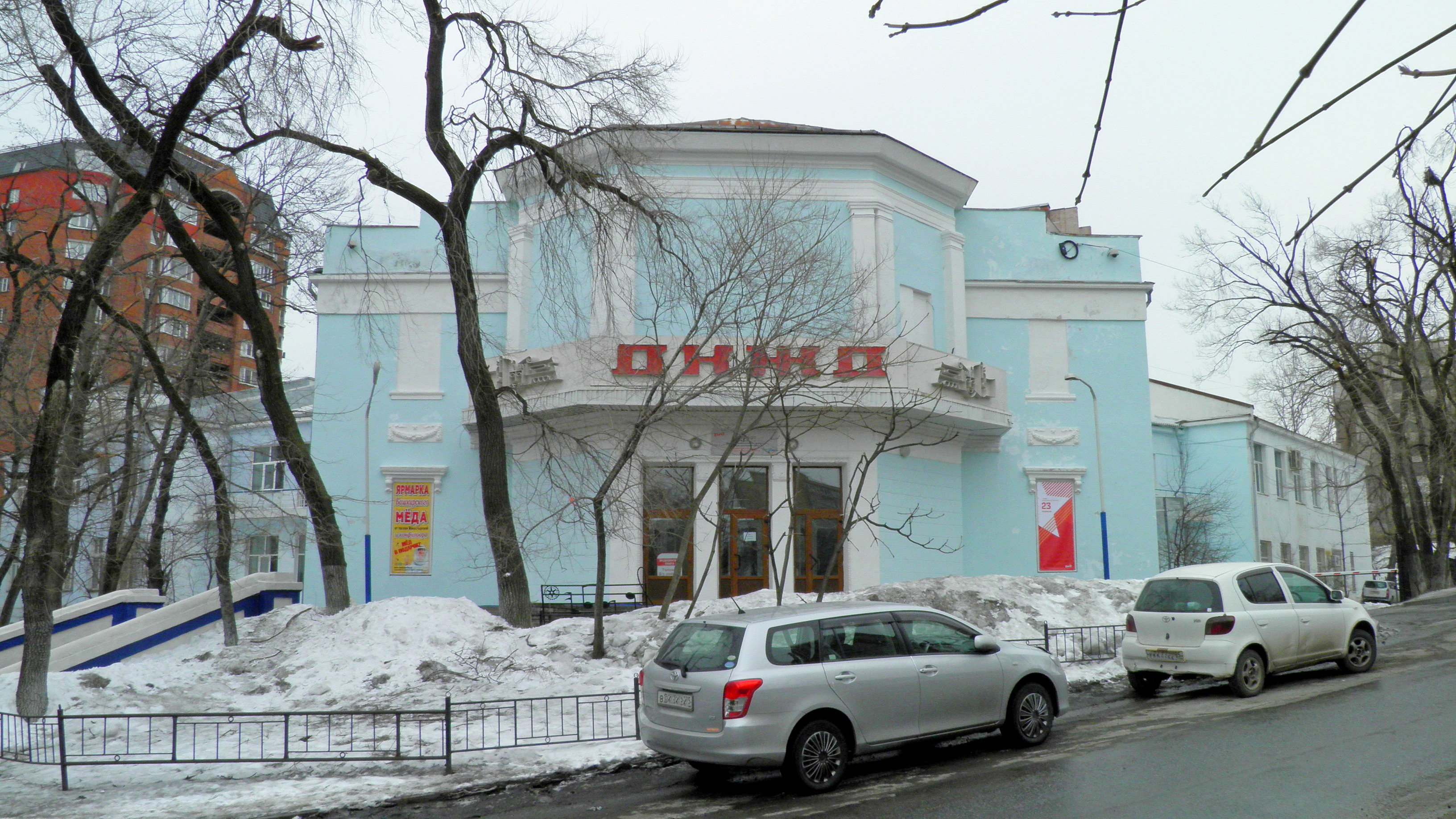
Дворец культуры железнодорожников (1935).

### Советский монументализм
| Временные рамки | Характерные материалы                       | Архитекторы                                                |
| --------------- | ------------------------------------------- | ---------------------------------------------------------- |
| 1930-е — 1950-е | кирпич, камень, железобетон, мрамор, бронза | А. И. Порецков, В. А. Оныщук, Л. Х. Рабинович, Н. С. Рябов |

Примерно с 1932 года новаторский конструктивизм, как теоретически и идейно обусловленный стиль, исчезает с архитектурной арены. Правда, большое количество зданий и этого, и более позднего периода можно условно отнести к конструктивистским. Другие же здания того времени, в которых прослеживается определённая стилистика, создавали красивую витрину нового социально-экономического строя, называемую сейчас «Сталинской архитектурой», «монументальным классицизмом», «Сталинским ампиром», «Сталинским неоренессансом» и т. д. Однако этот стиль сложно отнести к очередной инкарнации классицизма или Возрождения, хотя бы потому, что во многих зданиях отсутствовали такие характерные признаки классики, как ордера. Часто этот стиль называют «эклектизмом», в отличие от более ранней эклектики, и датируют довольно чётко: между 1932 и 1955 годами, с перерывом на Великую Отечественную войну.
Период 1930-х — 1950-х годов является ярким эпизодом в истории архитектуры Владивостока XX века. Проектированием города в советские время занимались архитекторы, получившие академическое архитектурное образование как в Санкт-Петербургском государственном архитектурно-строительном университете, так и в ВУЗах Москвы. Советская архитектура Владивостока являлась органичным развитием дореволюционного ретроромантизма. Приморская советская неоклассика имитировала исторически отсутствующий классицизм николаевской эпохи. Характерной чертой владивостокского монументализма являлась жизнерадостная полихромность: здания силовых ведомств и ВУЗов окрашивались в пастельные тона, детали декора покрывали позолотой или серебрянкой.
В 1934—1936 годах архитектором Евгением Александровичем Васильевым был разработан генплан «Большой Владивосток» — одна из наиболее масштабных работ городской застройки города периода сталинской архитектуры. Васильев прибыл во Владивосток 12 августа 1931 года в составе Дальневосточной группы ГИПРОГОРа (государственного института проектирования городов) созданного в Москве. Группа во главе с архитектором Д. Е. Бабежковым прибыла для исследования и дальнейшего проектирования городов Дальнего Востока. Васильев вскоре был откомандирован в распоряжение Владивостокского Городского Совета и назначен на должность Главного архитектора города. При нём на должности Главного архитектора была создана архитектурно-планировочная мастерская. В составе мастерской был архитектор-художник М. Ф. Афанасьев (закончил Московское училище живописи, ваяния и зодчества). Решением Совнаркома проект «Большой Владивосток» должен был превратить столицу Приморского края в «форпост на Тихом океане». Первая редакция проекта была окончена в 1936 году, а полностью Генплан был выполнен и одобрен в 1938 году. По материалам первой редакции проекта Васильев написал и в том же году издал книгу «Большой Владивосток», которая сыграла большую роль в популяризации советского градостроительства.
Проект «Большой Владивосток» в основной части остался нереализованным, но частично воплотился в жизнь в качестве генплана города в проектах архитекторов Александра Порецкова, Николая Бигачёва и Льва Рабиновича. Первыми в 1934 году по проекту Порецкова, при участии Н. С. Рябова, были построены жилые «дома специалистов» по улице Суханова № 6, 6а и 6б. Богато декорированные здания украшены барельефами и декоративным панно авторства скульптора Ольги Таёжной. Примечательным было здание жилого дома лейтенантского состава Тихоокеанского флота, построенное в 1935 году в стиле переходном от конструктивизма к советскому неоклассицизму по проекту архитектора И. П. Козюлина, демонстрировавшее интересные приёмы переосмысления классических форм, со строго симметричным фасадом, выходящим на улицу Светланскую, широким ризалитом и рельефными изображениями солнца, встающего из-за горизонта, и кораблей.
Ещё одним из первых реализованных проектов «Большого Владивостока» стало строительство двух восьмиэтажных домов по улице Алеутской (т. н. ансамбль жилых домов «Большой Владивосток»). Первый дом под номером 17 был предназначен для военных железнодорожников и получил прозвище «железнодорожного» дома. Изначально здание было розового цвета из-за использования крошки мрамора в штукатурке. Во время Великой Отечественной войны было перекрашено в серый цвет в целях маскировки, что, вероятно, послужило поводом для изменения его именования — «Серая лошадь». Дом № 19 изначально был выстроен для офицеров и служащих НКВД, погранвойск и милиции, и в народе получил прозвище «милицейский дом». В декоративной обработке фасадов зданий широкое применение нашли декоративные детали, характерные для неоклассики.
В 1948 году по проекту архитектора Порецкова на улице Пушкинской был выстроен ансамбль жилых домов комбината «Приморскуголь». В ходе проектирования архитектор убедил заказчика, что необходимо сохранить визуальную связь улицы с бухтой Золотой Рог, вследствие чего вместо одного протяжённого здания были построены три: два двухэтажных, и одно одноэтажное, с фасадами в стиле советского неоклассицизма. Ещё одно здание, реализующее Генплан Васильева, — художественное училище, построенное в 1947—1948 годах по проекту Порецкова. Оно активно декорировано балюстрадой, кованой оградой балконов, обрамлением окон с орнаментальным замковым камнем. Ещё одна часть воплощённого в жизнь проекта «Большой Владивосток» — здание Совнархоза по улице Суханова, 3, архитектора Льва Рабиновича. Дом украшен советской символикой — щит с серпом, молотом и колосьями пшеницы, дубовыми и лавровыми листьями по бокам щита, и пятиконечной звездой над ними.

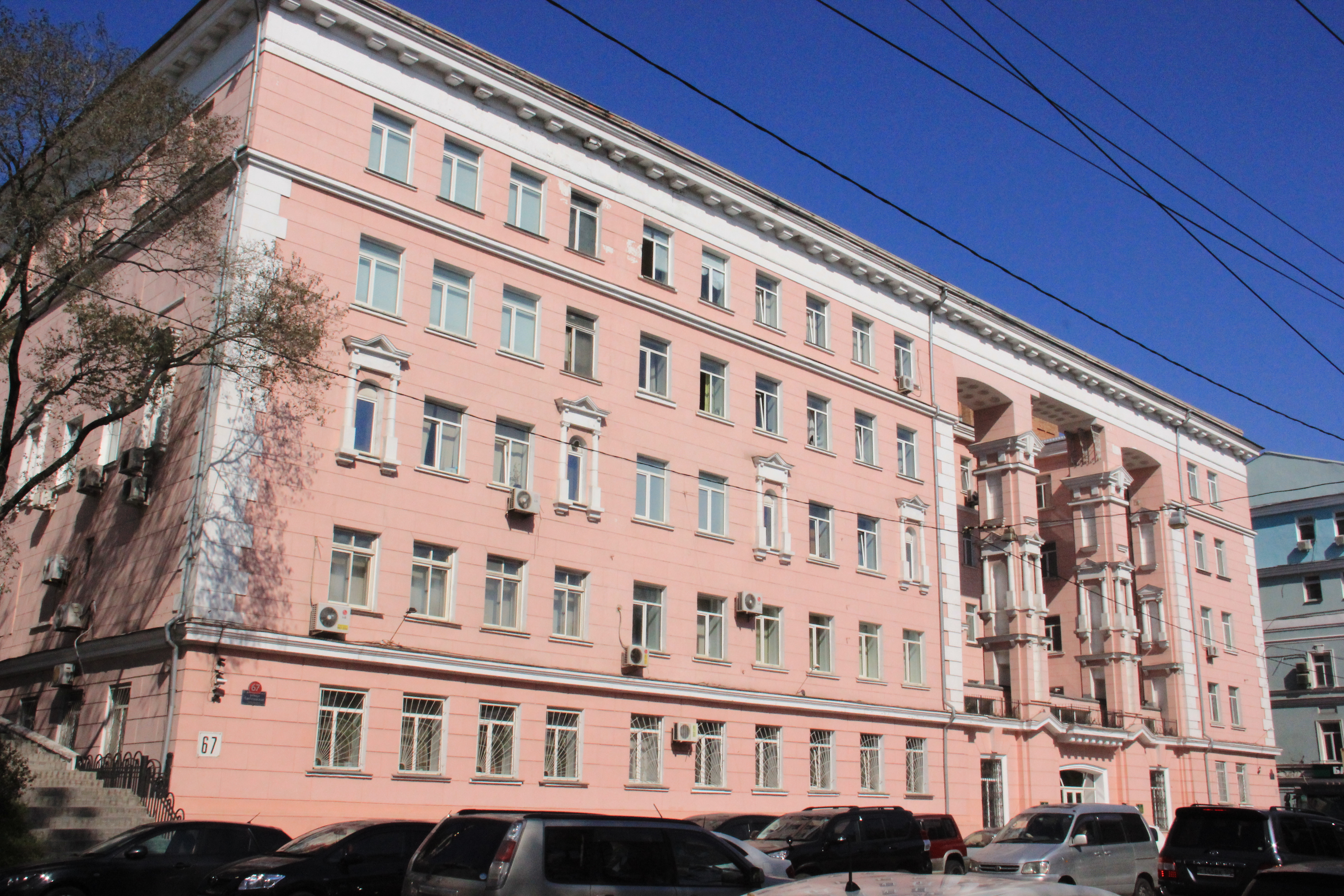
Штаб Тихоокеанского пограничного округа (1944).
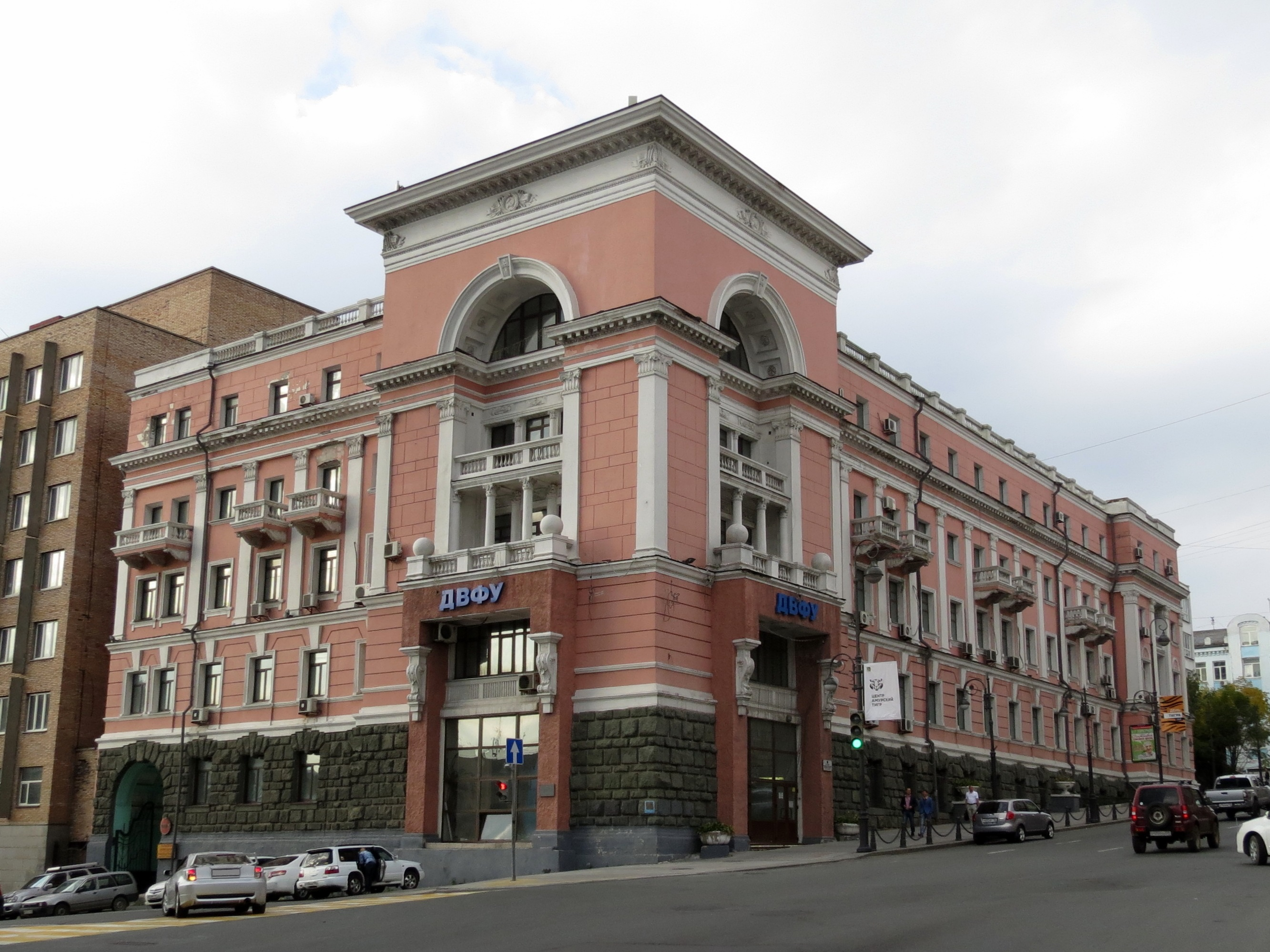
Здание гостиницы «Красный Владивосток» (1937).
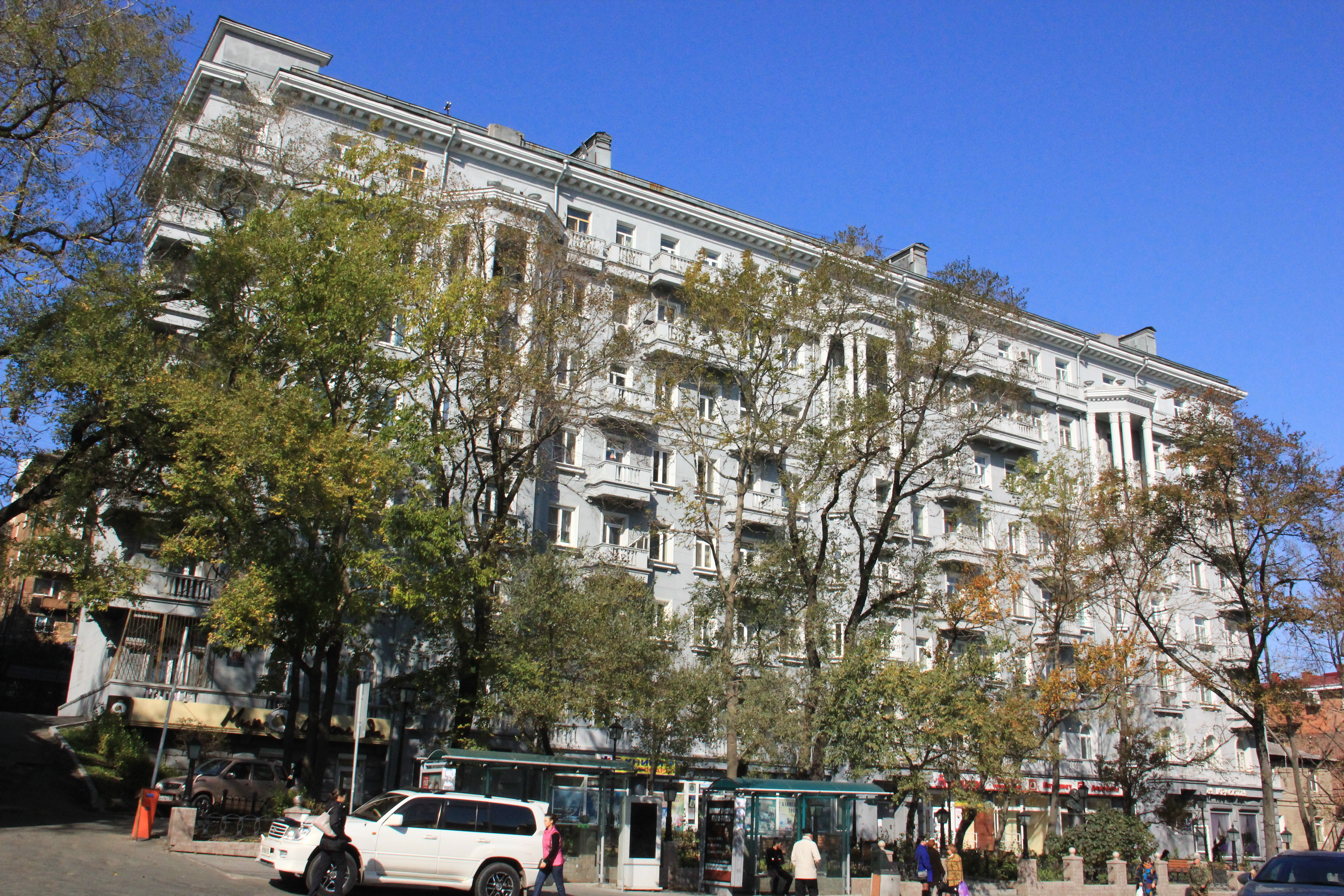
«Большой Владивосток» (1936).
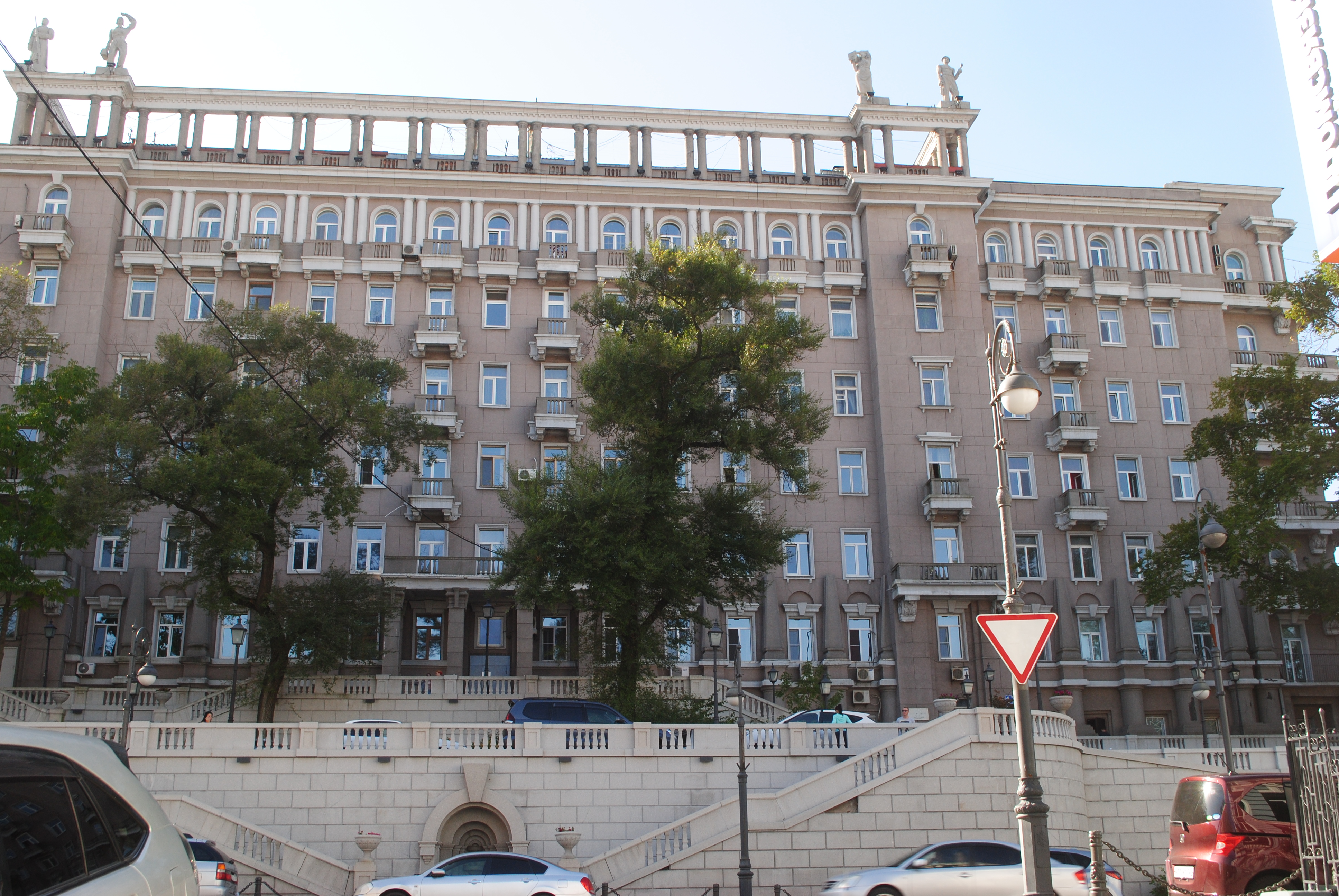
«Большой Владивосток» (1936).
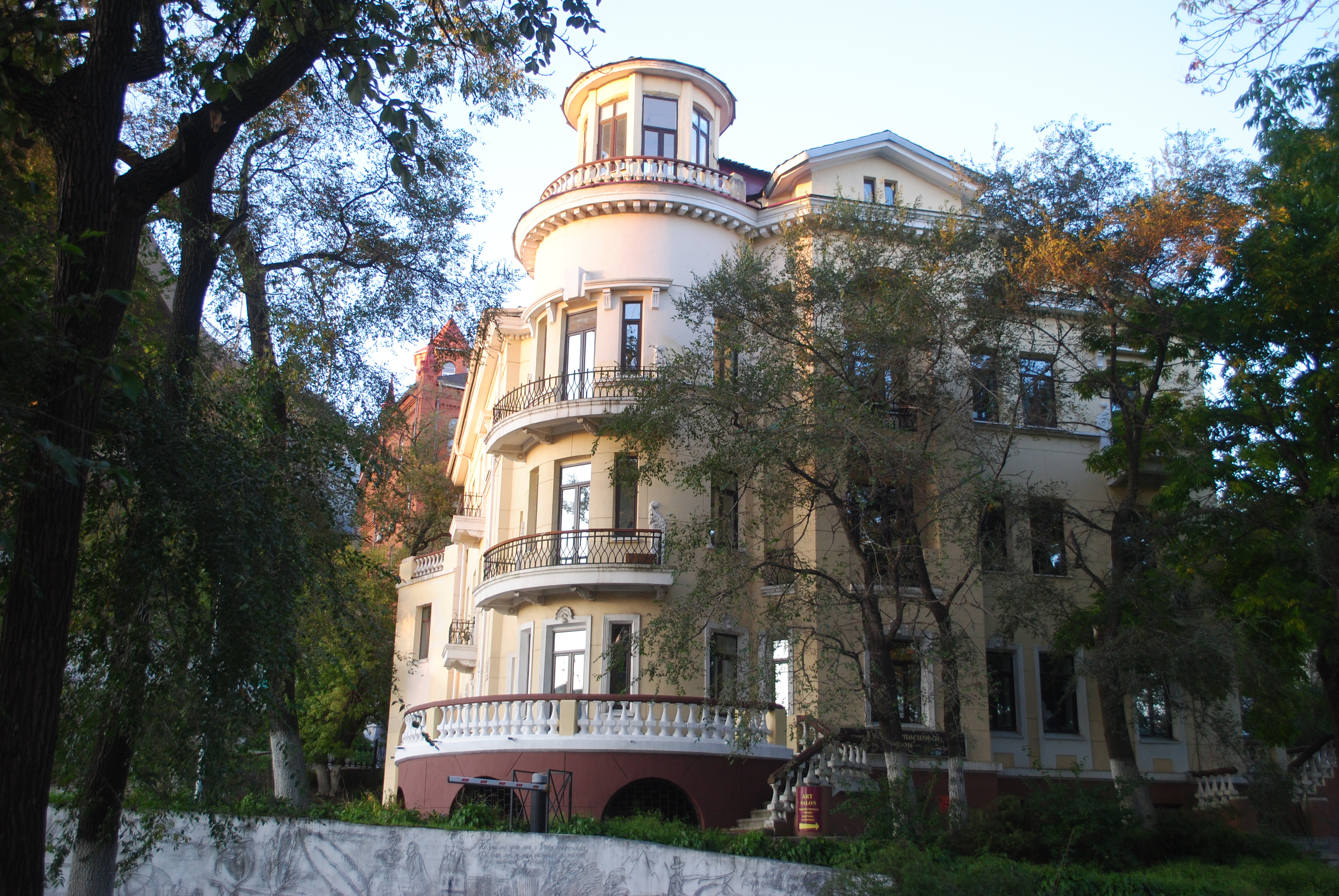
Художественное училище (1948).
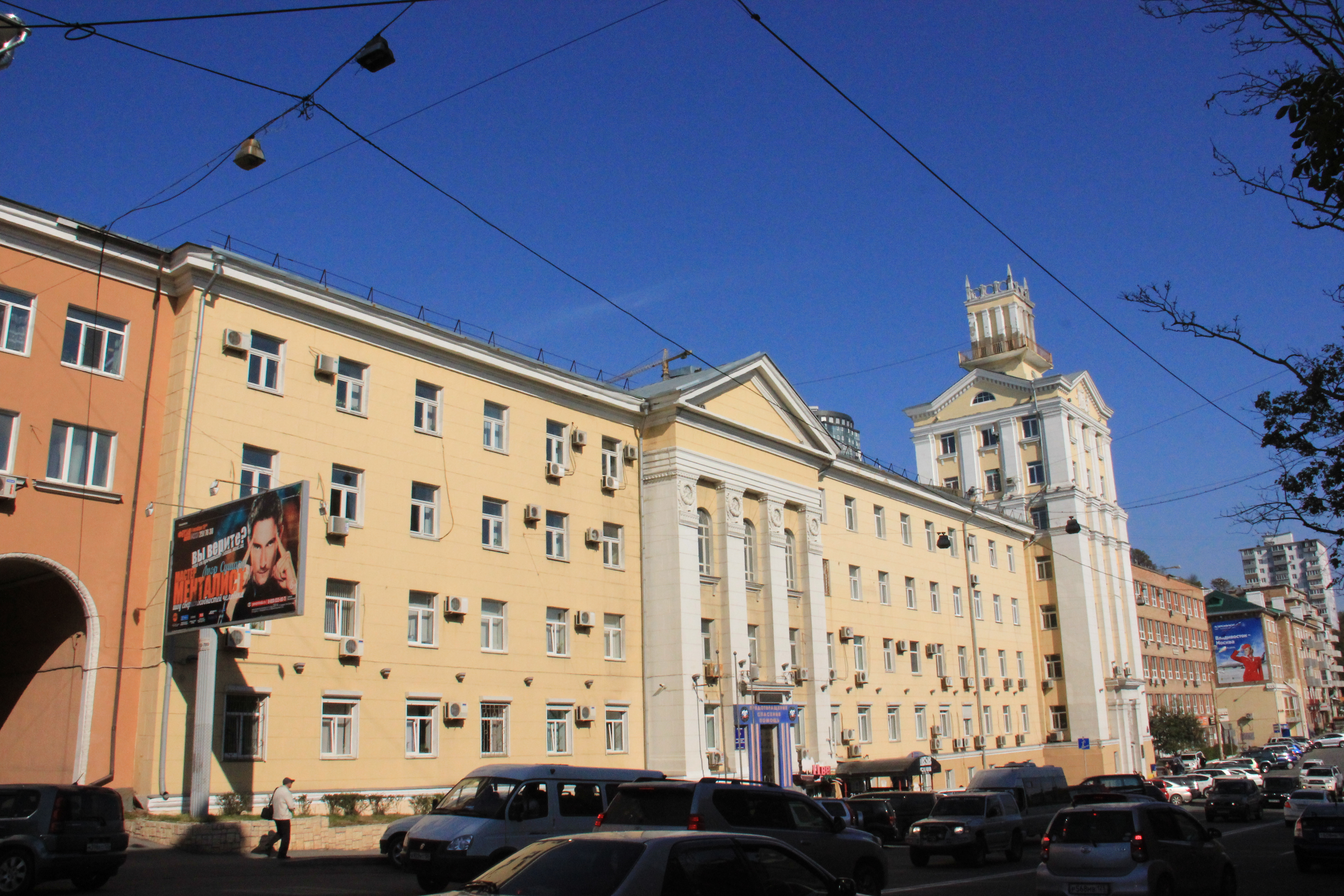
Здание Совнархоза (1961).

### Советский модернизм и минимализм
| Временные рамки | Характерные материалы                                                | Архитекторы                                             |
| --------------- | -------------------------------------------------------------------- | ------------------------------------------------------- |
| 1960-е — 1980-е | железобетон, стекло, пакетная керамика, мрамор, песчаник, ракушечник | П. И. Бронников, Ю. А. Траутман, В. Н. Карепов, А. Михе |

В рамках реализации постановления Совета Министров СССР от 18 января 1960 г. «О развитии г. Владивостока» было развёрнуто широкое строительство. В городе начинают активно возводить многоэтажные дома панельных серий, немногочисленное кирпичное жильё повышенной комфортности и дома башенного типа. В противовес аскетичному, без украшений, жилому фонду, административные здания в 60—80-х гг. оформлялись монументальным декором. В это время в городе выработался уникальный дальневосточный стиль советского модернизма. Наиболее яркие его примеры: Морской вокзал (1965), кинотеатр «Океан» (1969), новый Цирк (1973), Дворец пионеров (1980) и Дом Советов (1983).
В 1965—1966 годах над проектированием жилых районов для Владивостока работал немецкий и советский архитектор-авангардист Филипп Тольцинер, выпускник знаменитой немецкой архитектурной школы Баухаус. Работавший в то время в ЦНИИП градостроительства, он разработал проект жилого района Вторая Речка и построил общественно-торговый центр микрорайона № 2. На первый взгляд, район Вторая Речка не отличается от типичной для того времени советской массовой застройки, необычное расположение которого можно объяснить сложным рельефом, однако, искусствовед Татьяна Эфрусси указывает, что здания района образуют ансамбль, состоящий из «жилых девятиэтажек, расставленных по периметру склона, непрерывной цепочки одноэтажных магазинов и соединённых между собой пятиэтажных панельных домов, разделённых арочными проходами».
В 1969 году было возведено здание кинотеатра «Океан», представлявшее собой уникальное сооружение, построенное по индивидуальному проекту, разработанному для Владивостока Московским проектным институтом Гипротеатр. Авторы проекта — главный архитектор Г. К. Мачульский, архитектор Б. И. Левшин, конструктор Г. Рабинович. Кинотеатр стал первым зданием в стране, в котором эллиптическая часть была перекрыта вантами (стальными канатами).
Среди новостроек 1970-х выделялось здание Дворца пионеров и школьников, ставшего ярким примером ансамбля монументально-декоративного искусства и архитектуры. Проект Дворца разработал в 1972 году московский архитектор испанского происхождения Антонио Михе вместе с коллективом института ЦНИИЭП учебных зданий. Реализация проекта растянулась почти на девять лет (1974—1983), стала событием для Владивостока и широко освещалась в прессе. Над оформлением Дворца работали лучшие художники города: П. К. Федотов, В. А. Санников, А. И. Кротов, Н. М. Шайморданова, В. Ф. Косенко, А. В. Кацук. Дворец был украшен мозаичными панно и декоративными объектами (горны, часы с фигурками, комната сказок). Перед входом был установлен круглый бассейн-фонтан, украшенный мозаикой на тему «Жизнь моря», авторства художника Веналия Артёмовича Санникова. Декоративные часы «Знаки зодиака», расположенные над главным входом, были созданы художником Павлом Кирилловичем Федотовым. В 2018 году фонтан на площади был снесён.

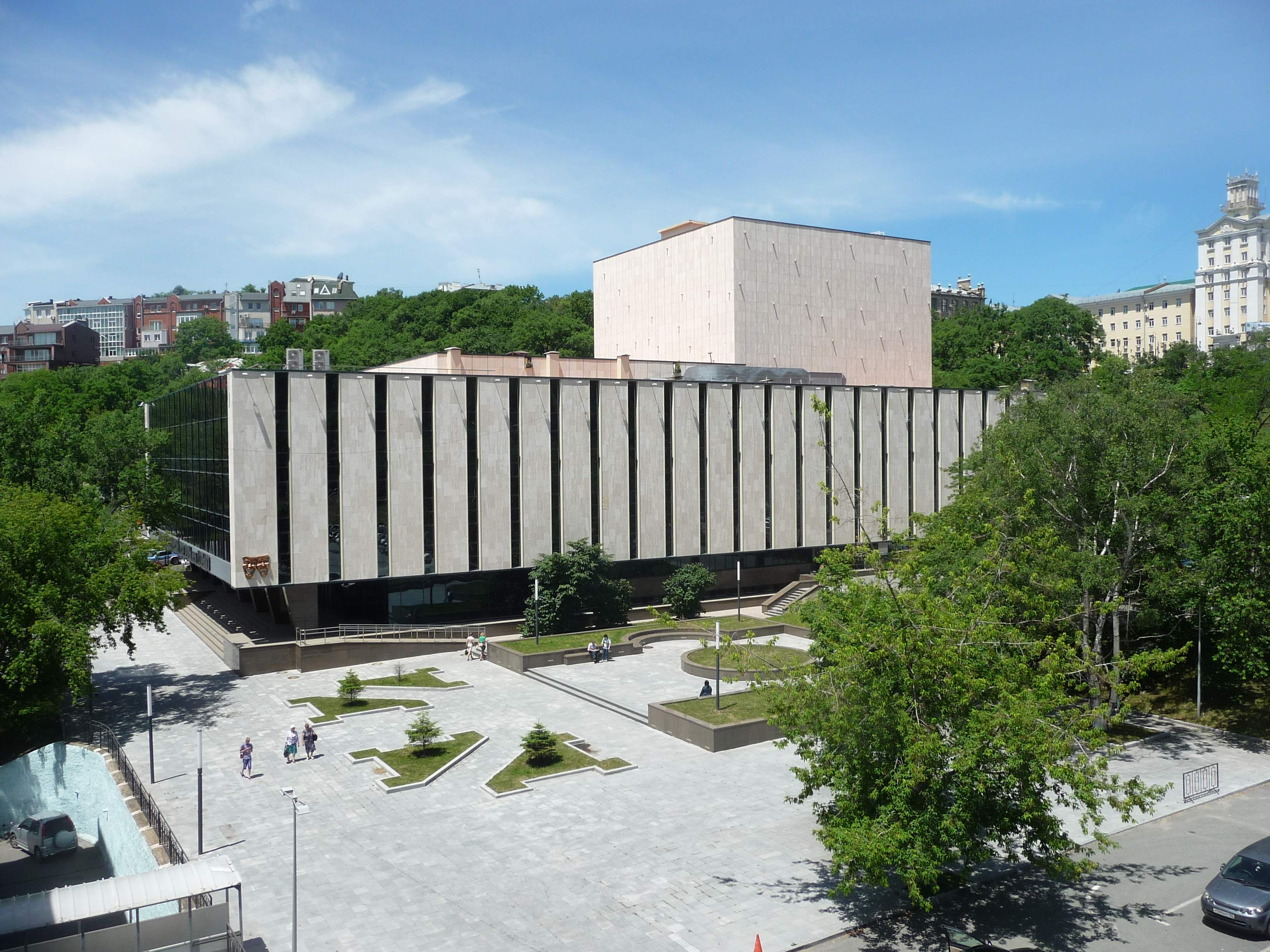
Здание Театра имени Горького (1975).
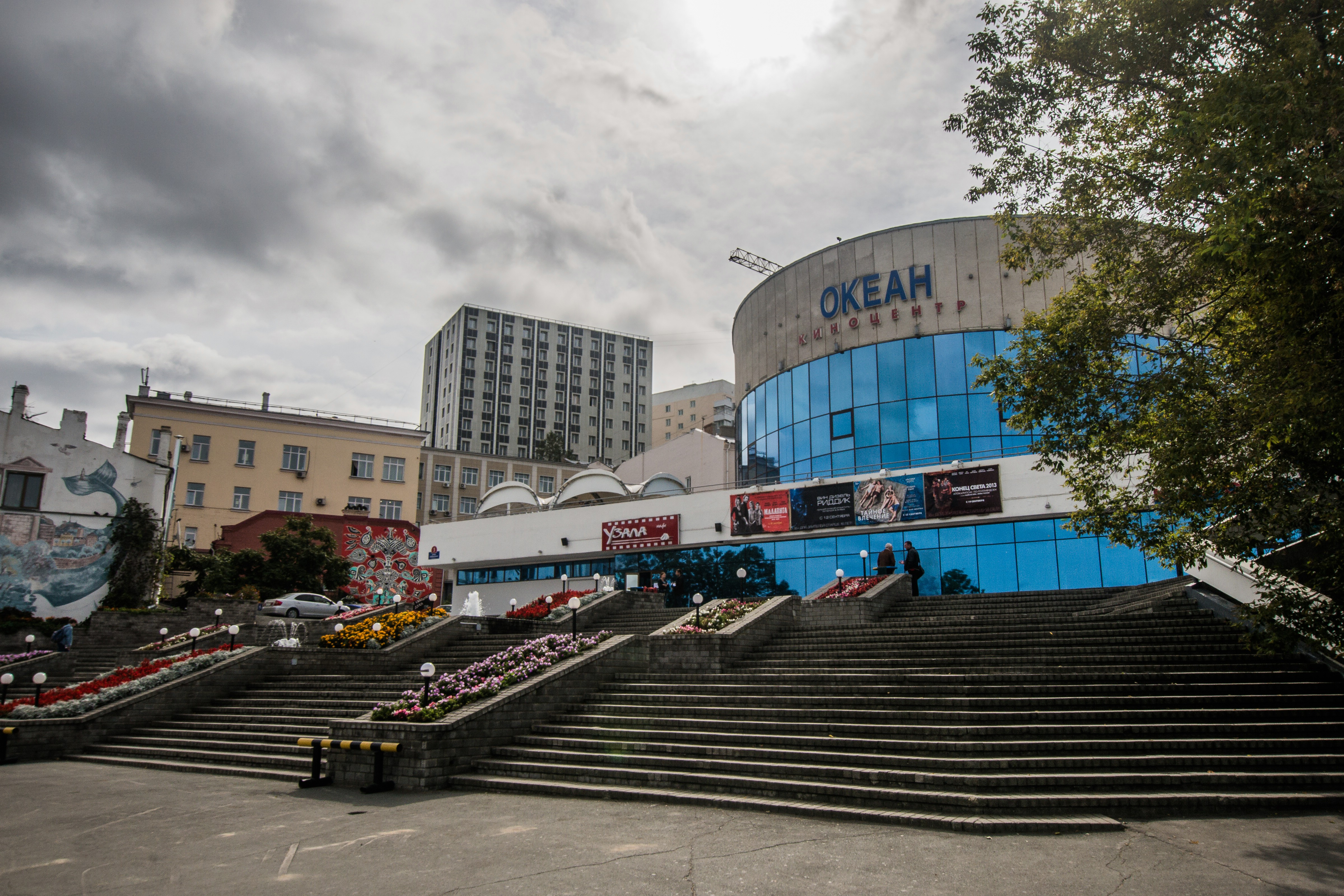
Кинотеатр «Океан» (1969).
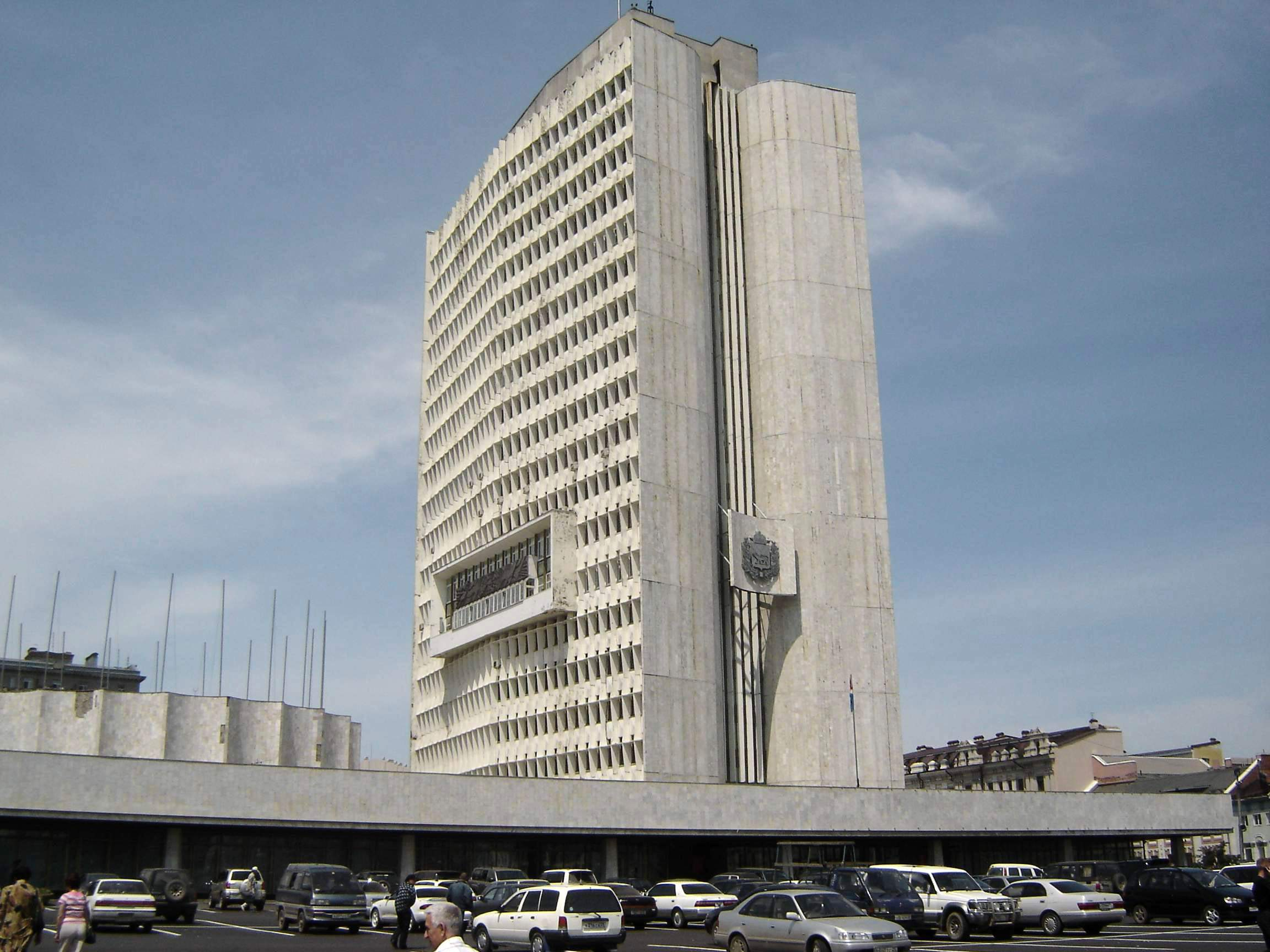
Дом Советов (1983).

### Постмодернизм
| Временные рамки | Характерные материалы       | Архитекторы (бюро)                                                  |
| --------------- | --------------------------- | ------------------------------------------------------------------- |
| 1990-е — 2010-е | железобетон, стекло, кирпич | А. Р. Асадов, К. В. Сапричян, «Конкрит Джангл», Приморгражданпроект |

С 1991 года по настоящее время в архитектуре Владивостока стали превалировать различные подвиды нового историзма. Дальневосточный постмодернизм пережил четыре стадии развития: брутальный историзм (1991—1998), коммерческий историзм (1998—2004), государственный историзм (2004—2008) и корпоративный постмодернизм (2008—2018). Ранний брутальный постмодернизм 1990-х годов стал архитектурно-пространственным отражением «дикого капитализма». Во Владивостоке в этот период наибольшее распространение получили готицизмы. В пригородной зоне строились «замки» с пинаклями, вимпергами, щипцовыми завершениями фронтонов и стрельчатыми окнами, украшенными витражами, с типичными для стиля грубой деталировкой и потворством вкусу заказчика.
Сильнее во Владивостоке распространились стили второй волны постмодернизма: коммерческое барокко и новая красная готика, так как в городе исторически сложилась сильная архитектурная школа в рамках «ренессансно-барочно-классицистской» эстетики. В рамках стиля в городе появились так называемые «симулякры» — объекты, имитирующие не конкретный стиль, а лишь общее представление о том, каким должно быть историческое здание. К примерам такого «симулякра» можно отнести здание пассажа на улице Светланской, 39, перекрывшее обзор на жилой комплекс фирмы «Кунст и Альберс» (исторически на Дальнем Востоке не было торговых рядов и пассажей).
Массовым явлением стала реконструкция советского наследия модернизма в русле условно-исторического стиля, породившая феномен дискретной городской среды, когда в застройку 60-х — 80-х годов точечно вносятся псевдоисторические здания. Примером такого явления служит здание по адресу Океанский проспект, 13, которое в результате нескольких реконструкций с увеличением этажности стало акцентом перекрёстка. Образную выразительность зданию обеспечили: стилизация под историческое окружение и контраст в синтезе нового и исторического. Угол здания был акцентирован башнеобразным элементом с часами. В оформлении был использован смелый приём стиля хай-тек с выносом на фасад несущих конструкций угловой башни и пожарной лестницы из металла, контрастно окрашенных к палитре фасада.
В эпоху корпоративного постмодернизма в городе появляются постройки значительных размеров, с гипертрофированными карнизами, цоколи декорируются редуцированными ордерными элементами или аркадами. В возводимых зданиях видно влияние транснационального «зеркального» постмодернизма и гиперклассицизма.

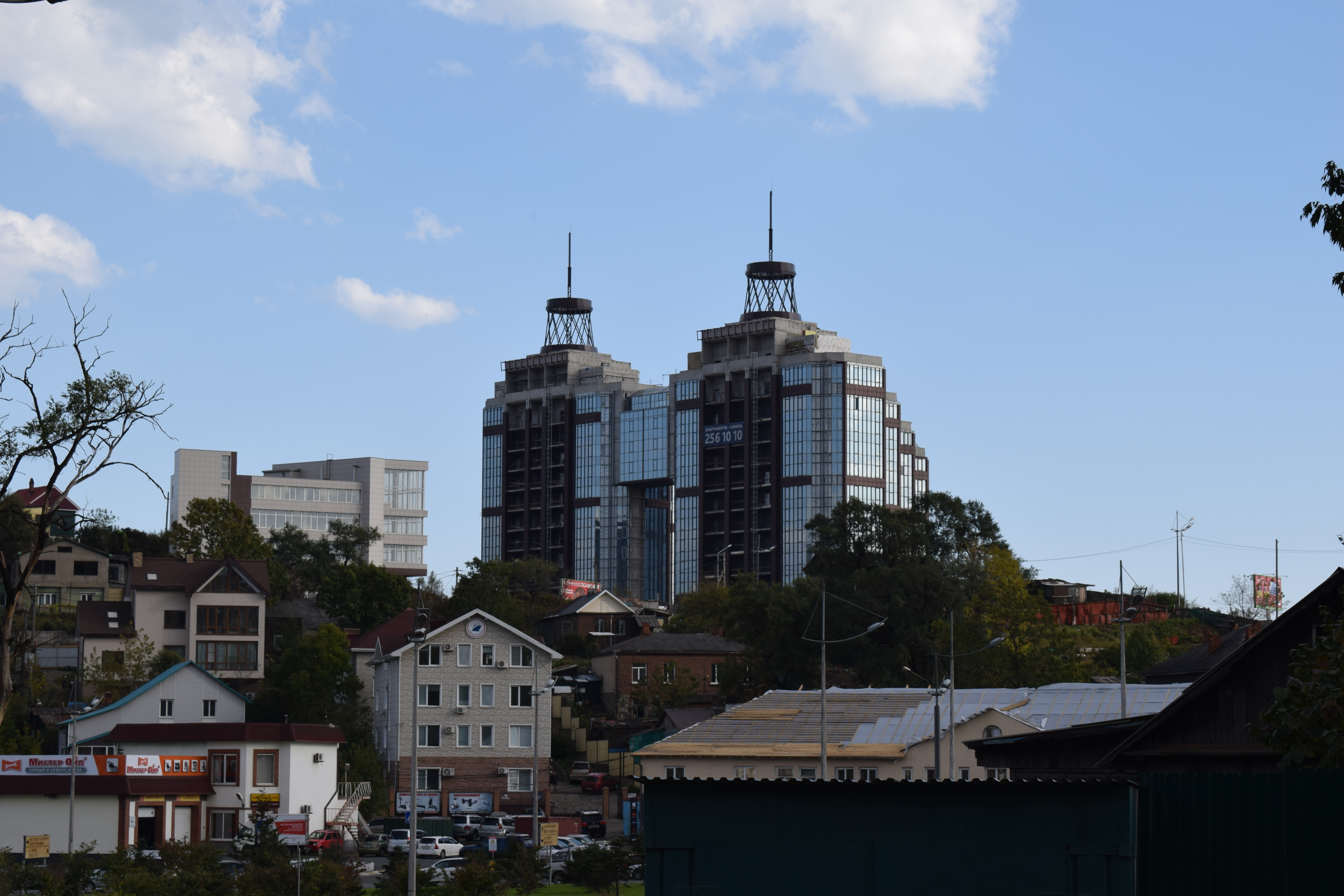
ЖК «Магнум», пример корпоративного постмодернизма в застройке Владивостока.
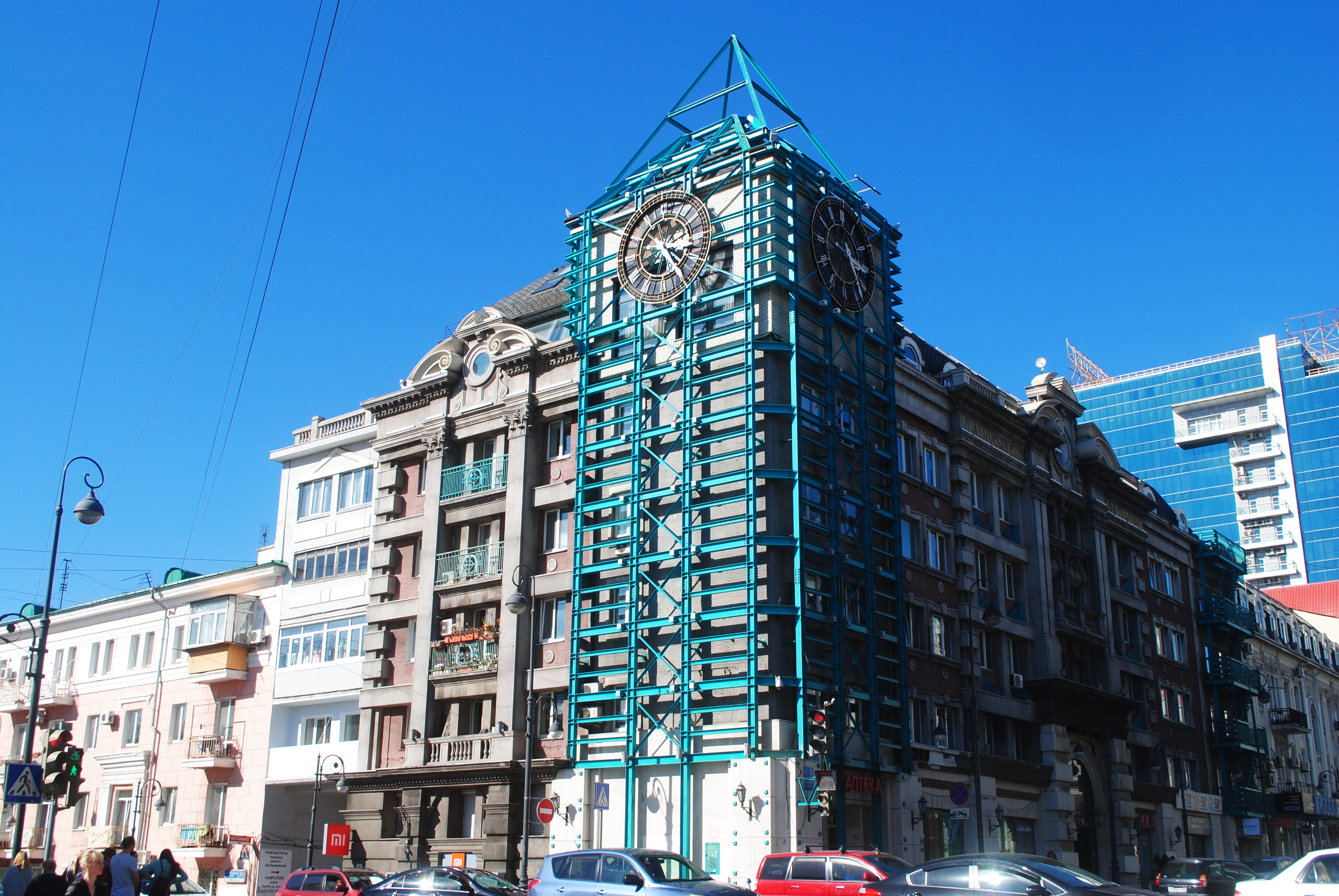
Здание по адресу Океанский проспект, 13. Пример реконструкции наследия советского модернизма по лекалам постмодернового историзма.
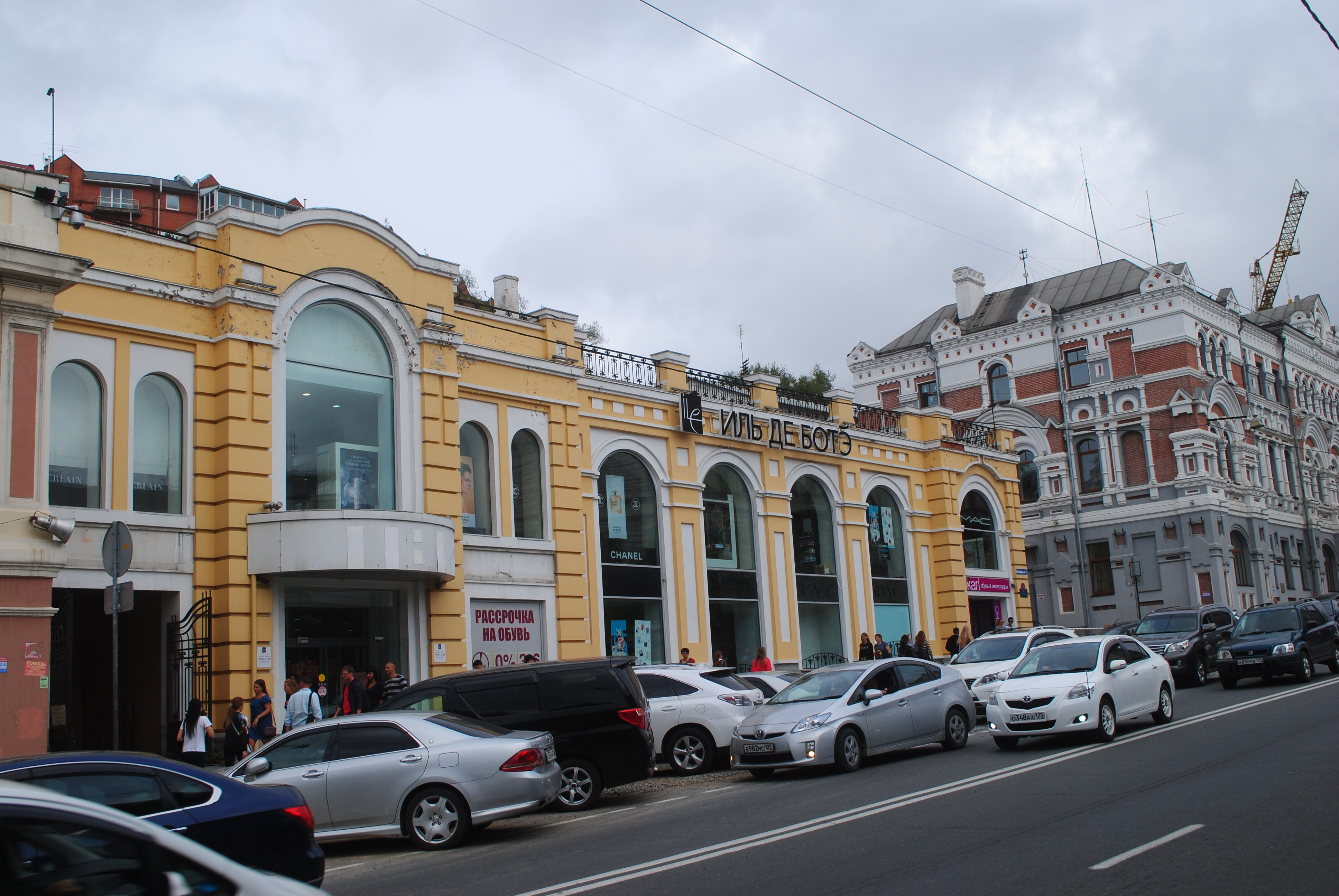
Псевдоисторическое здание на Светланской, 37а.

## Известные архитекторы
В свёрнутом блоке указаны имена известных архитекторов, участвовавших в создании зданий Владивостока, их годы жизни и основные работы. Ряд имён, особенно ранних авторов, утрачен. Например, неизвестны архитекторы доходного дома А. Б. Филипченко, доходного дома А. К. Купера, здания Владивостокского окружного суда, здания гостиницы «Сибирское Подворье» и др.
- Владимир Григорьевич Мооро (1855—1933): здание бывшей Городской управы (Светланская, 57), дом военного губернатора Приморской области (Светланская, 52)[103].
- Платон Евгеньевич Базилевский (1856—1916): первое здание железнодорожного вокзала, Здание Китайского консульства (Пушкинская, 19), здание Русско-Азиатского банка (Алеутская, 12)[104].
- Александр-Казимир Андреевич Гвоздзиовский (1861—н.д.): почтово-телеграфная контора (Светланская, 41), здание Восточного института (Пушкинская, 10), церковь Рождества Богородицы (Володарского, 22), здание «Гранд-Отеля» (1-я Морская, 2), здание Китайского театра (Пограничная, 12-Б), здание Городского училища для мальчиков (Муравьёва-Амурского, 4)[104].
- Иоганес Сердакович Багинов (1864—1931): гостиница и театр «Золотой Рог» (Светланская, 13), дом Багинова (Светланская, 16), доходный дом В. П. Пьянкова (Светланская, 43), Портовая контора (Светланская, 72), пять офицерских флигелей (Светланская, 66, 74, 78, 80, 80-А), флигель музыкантской команды и конюхов нестроевой роты Сибирского флотского экипажа (Дальзаводская, 17), конюшня нестроевой роты Сибирского флотского экипажа (Светланская, 80-Б)[104].
- Фёдор Фёдорович Постников (1869―1909): комплекс зданий женской гимназии (Уборевича, 8), музей Общества изучения Амурского края (Петра Великого, 6), пожарная часть и хирургический павильон клинической больницы[105].
- Владимир Антонович Плансон (1871—1950): центральное здание Приморского государственного объединённого музея имени В. К. Арсеньева (Светланская, 20), доходный дом купца второй гильдии Готлиба Егоровича Штейнбаха (Светланская, 55), Здание Торгового дома «Кунст и Альберс» (Светланская, 40), здание Владивостокского отделения государственного банка (Светланская, 71), Железнодорожный вокзал Владивостока (Алеутская, 2), здание Инженерного управления Владивостокской крепости (Пушкинская, 41), Католическая церковь Пресвятой Богородицы (Володарского, 22)[106].
- Георгий Романович Юнгхендель (1874—н.д.): дом Даттана — административное здание «Кунст и Альберс» (Светланская, 40), отделение «Кунст и Альберс» в Офицерской слободе (Светланская, 104), лютеранская кирха Святого Павла (Пушкинская, 14), особняк Бринеров (Алеутская, 15-Б), ансамбль деловых и жилых домов братьев Синкевич и Фихмана (Пушкинская, 33-35), магазин «Кунст и Альберс» (Светланская, 33)[107].
- Владимир Карлович Гольденштедт (1878—не ранее 1956): Здание золотосплавочной лаборатории Русско-Азиатского банка (Светланская, 12), здание отеля «Централь» (Светланская, 11), театр-кабаре «Лотос» (Алеутская, 22), здание школы Н. П. Черепанова (Океанский, 18), здание Железнодорожного собрания (Алеутская, 16), Дом Демби (Океанский, 9/11)[78].
- Владимир Александрович Фёдоров (1880—н.д.): Здание генерального консульства Японии (Океанский, 7), около 200 объектов Владивостокской крепости: офицерские флигели, казармы, бани, хлебопекарни, конюшни, столовые с церквями, склады сухого пироксилина, гауптвахты, мастерские и другие здания[108].
- Александр Иванович Булгаков (1881—1937): здание грязелечебницы курорта Садгород, здание кинотеатра «Приморье», жилой дом — памятник деревянного зодчества по адресу ул. Фонтанная, 21, Новый театр.
- Иван Владимирович Мешков (н.д.): здание резиденции архиепископа Владивостокско-Камчатской епархии, гостиницы «Европа», «Версаль» и «Золотой Рог», доходный дом братьев Пьянковых, дом Я. Л. Семёнова, здание доходного дома В. А. Жарикова, здание доходного дома И. В. Мешкова, Женская гимназия министерства народного просвещения[109].
- Андрей Лаврентьевич Заседателев (1891—1970): Дом офицеров флота (Светланская, 48), Многоквартирный жилой дом (Светланская, 63).
- Евгений Александрович Васильев (1900—1983): генплан «Большой Владивосток».
- Александр Иванович Порецков (1906—1962): Морской штаб (реконструкция), ансамбль жилых домов «Большой Владивосток», Приморский ТЮЗ, нынешнее здание МИД России во Владивостоке, Здание художественного училища, Жилой дом (Пушкинская, 25а).
- Юрий Андреевич Траутман (1909—1986): план центральной площади Владивостока от 1965 года, памятник В. И. Ленину (Вокзальная площадь), памятник К. Суханову (Суханова, сквер), памятник Борцам за власть Советов на Дальнем Востоке (Площадь Борцам Революции).
- Валентин Антонович Оныщук (1911—1989): дом политпросвещения (Светланская, 54).
- Николай Степанович Рябов (1912—2004): жилые дома (Светланская, 205 и 209), стадионы «Авангард» и «Динамо», главный корпус МГУ им. Г. И. Невельского (Верхнепортовая, 50А), дом из ансамбля «Большой Владивосток» (Алеутская, 17), «Дома специалистов» (Суханова, 6, 6А и 6Б), жилой многоквартирный дом (Фонтанная, 47), жилой многоквартирный дом (Луговая площадь, 21)[110].
- Василий Никитич Карепов (1925—1994): планировка полуострова Эгершельда, 12 микрорайона в районе Второй речки, 54-го, 59-60-го микрорайонов, района ул. 50 лет ВЛКСМ и ул. Крыгина, ДК им. Ленина (Светланская, 147), Институт торговли им. Плеханова, Дом Советов (Светланская, 22), шахматный клуб[111].
- Лев Хаимович Рабинович (1928—1997): здание Совнархоза (Суханова, 3), жилой дом «Дальэнерго» (Суханова), проектные предложения застройки центральной площади Владивостока и улицы Ленинской (Светланской) от 1955 года.
- Виктор Александрович Обертас (1936—2016): здание Приморского центра научно-технической информации (Светланская, 115), храм Святой Мученицы Татианы при ДВГТУ (Пушкинская, 29-б), воссоздание Николаевской триумфальной арки (2003), проект реставрации памятника архитектуры «Особняк И. Лангелитье» (1994), проект реставрации мемориального ансамбля на братской могиле членов экипажа крейсера «Варяг» (1988), проект реставрации здания Свято-Никольского храма (1987)[112].
- Валерий Климентьевич Моор (1950): реконструкция территории судоремонтных заводов и «Дока Цесаревича» под общественный центр (2010), храм Святого благоверного князя Игоря Черниговского (Фонтанная, 12), храм-часовня Вознесения Христова на Морском кладбище, храм-часовня св. апостола Андрея Первозванного в мемориальном комплексе «Боевая слава ТОФ» (Петра Великого, 4-г)[113].

## Выдающиеся архитектурные объекты

### Архитектурные ансамбли Владивостока
- Архитектурный комплекс бывшего архиепископского подворья, 1894—1898
- Ансамбль жилых домов («Фернзихт», «Сибирь» и «Карлсруэ»), 1893—1899
- Ансамбль жилых домов по улице Махалина, кон. XIX в.
- Ансамбль застройки Офицерской слободы, кон. XIX — нач. XX в.
- Комплекс зданий военно-телеграфной роты Владивостокской крепости, кон. XIX — нач. XX в.
- Ансамбль застройки улицы Арсеньева, кон. XIX — нач. XX в.
- Архитектурный ансамбль застройки участка улицы Светланской, кон. XIX — нач. XX в.
- Архитектурный ансамбль застройки участка улицы Адмирала Фокина, кон. XIX — нач. XX в.
- Доходный дом Пьянкова, нач. XX в.
- Батарея Новосильцевская, 1903
- Госпиталь Сибирской флотилии, 1895—1908
- Ансамбль Владивостокского городского полицейского управления и главного пожарного депо, 1895—1908
- Ансамбль доходных домов Л. Скидельского, 1902—1909
- Ансамбль застройки казарменного городка Владивостокской крепости, 1906—1909
- Комплекс фортификационных сооружений Владивостокской крепости, 1889—1914
- Ансамбль деловых и жилых домов братьев Синкевич и Фихмана, 1909—1915
- Владивостокская городская больница, 1898—1917
- Ансамбль жилых корпусов Сибирского флотского экипажа, 1903—1917
- Ансамбль жилых домов «Большой Владивосток», 1937—1940
- Ансамбль многоквартирных жилых домов — памятник советской архитектуры 30-х годов, памятник творчества Н. С. Рябова, 1938—1942
- Вокзальная площадь, 1891—1973
- Площадь Борцов Революции, 1896—2019

### Архитектурные памятники Владивостока
В свёрнутом списке упомянуты наиболее выдающиеся памятники архитектуры, построенные во Владивостоке за три века. Список представлен в приблизительной хронологической последовательности, в случае нескольких этапов строительства — по времени наиболее значительной перестройки. За основу взяты перечни архитектурных памятников из книг А. П. Ивановой и А. В. Мялк.
- Дом Н.В. Соллогуба, 1882
- Дом, в котором жил Ф.Ф. Буссе, 1884
- Дом военного губернатора Приморской области, 1889—1891
- Особняк Даттана, 1891
- Водонапорная башня железнодорожной станции Владивосток, 1893
- Китайское консульство, 1894
- Особняк предпринимателя И. Лангелитье, 1896
- Гостиница «Сибирское Подворье», 1896—1898
- Гостиница и театр «Тихий океан», 1894—1899
- Восточный институт, 1896—1899
- Дом Старцева, 1897—1899
- Владивостокская почтово-телеграфная контора, 1897—1899
- Дом управляющего главной конторой Товарищества братьев Синкевич, начало XX века
- Дом Иоганна Лангелитье, 1898—1900
- Особняк коменданта Владивостокской крепости, 1899—1900
- Дом путешественника Арсеньева, 1901
- Русско-Азиатский банк, 1899—1903
- Дом Я.Л. Семёнова — первого старосты города Владивостока, 1900—1903
- Женская гимназия министерства народного просвещения, 1901—1903
- Гостиница и театр «Золотой Рог», 1901—1903
- Управление Владивостокского военного порта и Сибирской флотилии, 1903
- Здание золотосплавочной лаборатории Русско-Азиатского банка, 1903
- Доходный дом братьев Пьянковых, 1903
- Административное здание торгового дома «Кунст и Альберс», 1903
- Доходный дом В. П. Бабинцева (Сибирский банк), 1902—1905
- Торговый дом «Кунст и Альберс» в Офицерской слободе, 1906
- Народный дом им. А.С. Пушкина, 1899—1907
- Свято-Никольский православный храм, 1906—1907
- Гостиница «Централь», 1907
- Отделение Государственного банка, 1907
- Универсальный магазин торгового дома «Кунст и Альберс», 1900, 1907
- Здание Владивостокского телеграфа, 1907—1908
- Собрание приказчиков, 1907—1908
- Дом, в котором жил писатель А.А. Фадеев, 1908
- Театр-кабаре «Лотос», 1908
- Гостиница «Версаль», 1907—1909
- Лютеранская церковь Святого Павла, 1907—1909
- Деревянный жилой дом (Фонтанная, 21), 1909
- Спортивный клуб «Сокол» Морского собрания, 1908—1910
- Дом Вальдена, 1909—1910
- Дом Демби, 1909—1910
- Доходный дом А.Б. Филипченко, 1910
- Главная контора торгового дома «Бринер, Кузнецов и К°», 1910
- Доходный дом Жуклевича, 1911
- Инженерное управление Владивостокской крепости, 1911
- Доходный дом И. В. Мешкова (Здание Центрсоюза), 1911
- Здание Владивостокской духовной консистории, 1910—1912
- Музей Общества изучения Амурского края, 1890, 1912
- Железнодорожный вокзал Владивостока, 1891—1893, 1912
- Коммерческое училище, 1910—1913
- Особняк Бринеров, 1913
- Доходный дом Общества изучения Амурского края, 1912—1914
- Административное здание военной железнодорожной станции «Первая речка», 1912—1914
- Новый магазин торгового дома «И. Я. Чурин и К°», 1914—1916
- Японское консульство, 1915—1916
- Владивостокская синагога, 1916—1917
- Католическая церковь Пресвятой Богородицы, 1908—1921
- Новый театр, 1918—1924
- Кинотеатр «Уссури», 1925—1927
- Дворец культуры железнодорожников, 1927—1933
- Управление Уссурийской железной дороги, 1894, 1934
- Здание Главсевморпути, 1935—1938
- Городская управа, 1884—1886, 1938
- Многоквартирный жилой дом (Светланская, 63), 1939
- Гостиница «Красный Владивосток», 1939
- Морской штаб, 1909—1911, 1938—1944
- Штаб Тихоокеанского пограничного округа, 1944
- Стадион «Авангард», 1945—1946
- Жилой дом (Пушкинская, 22), 1946—1947
- Приморский краевой художественный колледж, 1947
- Жилой дом (Пушкинская, 25а), 1947
- Здание Дальрыбвтуза, 1938—1950
- ТЮЗ, 1876, 1954
- Шкотовский створ маяков, 1910, 1954
- Здание Дальшахтпроекта, 1959
- Здание Совнархоза, 1955—1961
- Морской вокзал, 1959—1964
- Кинотеатр «Океан», 1969
- Владивостокский цирк, 1973
- Краевой Дом переговоров, 1974
- Дворец пионеров и школьников, 1974—1983
- Дом Советов, 1983
- Триумфальная арка, 1891, 2003